# اردبیل
اردبیل (؛ به‌معنای «شهر مقدس») یکی از کلانشهرهای ایران مرکز استان اردبیل و شهرستان اردبیل است که در شمال غربی ایران در منطقه آذربایجان قرار دارد. این شهر پیش و پس از اسلام، مرکز آذربایجان بوده است.
اردبیل در درازای تاریخ، به نام‌های گوناگونی مانند «دارالارشاد»، «دارالملک»، «دارالعرفان»، «دارالامان» نامیده می‌شده است و به‌علت قرارداشتن در راه جادهٔ ابریشم، از رونق اقتصادی بسیار خوبی برخوردار بوده است.
شهرت و اهمیّت اردبیل تنها از آن جهت نیست که چند تن از پادشاهان ایران آن شهر را قرارگاه خود ساختند، بلکه همچنین از آن لحاظ است که بنیان‌گذار فرقهٔ صفویه یعنی شیخ صفی‌الدین اردبیلی از اینجا برخاست و در همین‌جا به خاک سپرده شد.
با پیدایش شیخ صفی‌الدّین و خاندان صفوی، اردبیل اعتبار ویژه‌ای یافت، به‌گونه‌ای‌ که این شهر در زمان تیمور، دارالارشاد و در زمان پادشاهان صفوی با عنوان دارالامان از جایگاه ویژه سیاسی، اجتماعی و فرهنگی برخوردار گردید. پادشاهی صفوی بسیاری از هرج و مرج‌ها را که در ایران وجود داشت، برانداخت و یک حکومت دینی و مذهبی را پایه‌گذاری کرد که به‌گفتهٔ بسیاری از کارشناسان تاریخ، تشکیل دولت یکی از رویدادهای مهم تاریخ ایران به‌شمار می‌آید. واژهٔ اردبیل یک واژهٔ اوستایی است که از واژگان «ارته» (به‌معنی مقدس) و «ویل» (به معنی شهر) تشکیل شده است. گستره این شهرستان ۲۵۵۷ کیلومتر مربّع است و چهرهٔ عمومی شهرستان اردبیل متأثّر از ارتفاعات کوهستان‌های سبلان، تالش و بزغوش است که این عوامل طبیعی سبب بسته شدن آن شده‌اند. اردبیل از مناطق با اهمیّت ایران به‌شمار می‌آید و دارای آثار و ابنیّه تاریخی و جاذبه‌های طبیعی بسیار زیادی است. همچنین روستای تاریخی و گردشگری باروق در ۱۲ کیلومتری اردبیل قرار دارد.
اردبیل از شهرهای باستانی و تاریخی ایران است. این شهر در نزدیکی مرز جمهوری آذربایجان قرار گرفته و از سردترین شهرهای ایران محسوب می‌گردد که جاذبه‌های طبیعی زیادی دارد. این شهر در ۲۲۰ کیلومتری تبریز،۲۸۰ کیلومتری زنجان و ۵۸۰ کیلومتری تهران واقع شده است.

## نام
اردبیل مشتق شده از دو کلمه «ارده‌» و «ویل» می‌باشد که یک نام اصیل و تایید شده اوستایی است، ارده یا ارته به معنای مقدس و ویل به معنای شهر است. «ارته»، در باور ایرانیان باستان، قانون نظم و آفرینش در زمان پیش از آیین زردشتی بوده و در آیین زردشتی به‌صورت «اشه» درآمده است، به‌ معنی قانون راستی و داد که نشانگر پویایی تکامل است. همچنین «ارد» یا «ارته»، از ایزدان زرتشتی است که پاسدار راستی و داد است. در زبان اوستایی قدیم «ویل» به‌معنی شهر یا آبادی است که اکنون نیز به‌صورت جمع «ویلات» به معنی محال یا سامانهٔ شهری گسترده و آباد کاربرد دارد. در زبان فارسی امروزی در بسیاری از واژه‌ها، حرف «و» به حرف «ب» تبدیل می‌شود، مانند «سه وه لان» به «سه به لان یا سبلان» و «توریز» به «تبریز».

#### نام‌های قدیمی
اورتائِل نام قدیمی شهر اردبیل بود که در دوران صفوی به کار برده می شد. در گویش اردبیلی این لغت به صورت تحت الفظی به معنای "ایل میانی" می‌باشد که اشاره به قزلباشانی دارد که از این شهر جزو سپاهیان شاهان صفوی بودند.
آرتاویل نام اصلی این شهر در دوران‌های مختلف پس از حکومت ساسانیان بوده است تا اینکه در زمان رضا شاه پهلوی به اردبیل تغییر یافت که ریشه هر دو لغت یکی است.

## تاریخ
یافته‌های تازه دربارهٔ پیشینهٔ اردبیل نشان از کشف تاریخ ۴۰ هزار ساله در اردبیل را به اثبات می‌رساند. محوطه شامل بیش از یک‌صد تخته‌سنگ مزین به نقوش صخره‌ای بوده که با بررسی و مطالعهٔ هر یک از آنها زوایای پنهانی از نحوهٔ زندگی و استقرار بشر در این منطقه از کشور آشکار خواهد شد
اردبیل تمدنی ۳۰۰۰ ساله در حاشیهٔ جادهٔ ابریشم دارد که سابقهٔ تاریخی و باستانی آن را کاروانسراهای بی‌نظیر به جهت نوع معماری و تجمیع هنرهای ظریف ایرانی بیان می‌کند.
اردبیل در گذشته گذرگاه کاروان‌های تجاری و نظامی متعددی بوده که زمینهٔ احداث کاروانسراها را فراهم کرده‌است. به‌باورِ کارشناسان وجود کاروانسرا در شهرستان‌های مختلف این استان بیانگر رونق اقتصادی تمامی شهرهای این منطقه در گذشته‌است.
از جملهٔ مهم‌ترین کاروانسراهای اردبیل می‌توان به کاروانسرای سنگی صائین در نیر، شاه عباسی شورگل در بیله سوار، عباسی نقدی کندی و قانلی بولاغ در مشگین‌شهر اشاره کرد.

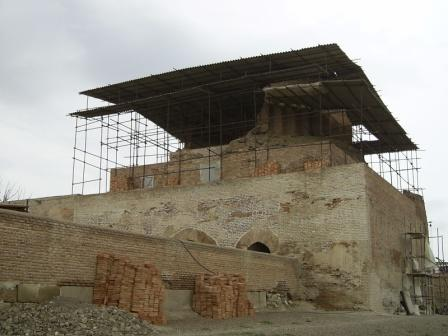
مسجد جمعه اردبیل(جمعه‌مسجد)یادگار دورهٔ پیش از اسلام و دوره سلجوقیان

این شهر در زمان حکومت بنی‌امیه مرکز حکومت آذربایجان و در زمان بنی‌عباس مرکز قیام بابک خرمدین بوده‌است. در سال ۶۱۸ هجری مورد حملهٔ مغولان قرار گرفت. در دوران باستان نیز که ایران به چهار ولایت تقسیم شده بود اردبیل مرکز ولایت باختر شامل آذربایجان بوده‌است. اما در زمان تیموریان و صفویان، نهضت تشیع و جنبش‌های سیاسی ایران از این شهر برخاست. اردبیل در زمان صفویان آباد گردید و به اوج اعتبار، عزت، و عظمت خود رسید، اما پس از انقراض این سلسله در پیشامدها و تحولات تاریخی دورهٔ نادرشاه و اوایل قاجار و به‌خصوص با ورود قشون روسیه به ایران و حوادث دوران مشروطیت، از رونق و اهمیت افتاد. پس از پیروزی انقلاب اسلامی ایران، در ۲۴ فروردین ۱۳۷۲ به مرکز استان تبدیل شد.
از آثار تاریخی اردبیل که برخی به دورهٔ پیش از اسلام می‌رسد، می‌توان از دهکدهٔ آتشگاه، شهر هیر، شهریور، و جمعه مسجد اردبیل که در قدیم آتشکده بوده‌است، نام برد. با توجه به این‌که این مسجد، بزرگ‌ترین و قدیمی‌ترین مسجد اردبیل است، یکی از واحدهای آن، کتابخانه بوده‌است.
بسیاری از مؤلفان دورهٔ اسلامی، بنای شهر اردبیل را به فیروز، پادشاه ساسانی نسبت می‌دهند و می‌نویسند که اردبیل به دستور این پادشاه، که در سدهٔ پنجم میلادی می‌زیست، ساخته شده‌است. فردوسی در شاهنامه بنای اردبیل را به پیروز ساسانی نسبت می‌دهد.
اما تاریخ اردبیل خیلی قدیمی‌تر از زمان فیروز ساسانی‌است؛ زیرا که فیروز در سال ۴۵۹ میلادی به سلطنت رسیده‌است و ۳۴ سال قبل از این تاریخ، بهرام پنجم ملقب به بهرام گور در مقابل حملهٔ هیاتله از راه اردبیل به آمل و گرگان و سپس به خراسان رفته و در آن‌جا، خاقان هیاتله را کشته‌است. این موضوع در شاهنامهٔ فردوسی آمده‌است:
| چو آگاهی آمد به بهرام‌شاه   |  | که خاقان به مرو است چندان سپاه |
| همی راند لشکر چو تزکوه سیل |  | به آمل گذشت از ره اردبیل       |
| سپاهی که از بردع و اردبیل  |  | بیامد، بفرمود تا خیل خیل       |
| بیایند و در پیش او بگذرند  |  | رد و موبد و مرزبان بشمرند      |

در زمان فیروز  به‌دلیل حملهٔ طایفه‌های شمال (هونها) ویران گردید و به دستور فیروز، آباد گردید و برج و بارو در آن ساخته شد و از این‌رو بنای آن را به فیروز نسبت می‌دهند.
در داستان سیاوش در شاهنامهٔ فردوسی نیز نام اردبیل آمده‌است.
در سده ششم قبل از میلاد زرتشت پیامبر بزرگ ایران ظهور کرد و بنا به روایت اوستا، کتاب یسنا در بالای کوه سبلان بر او نازل شده‌است.
شهر اردبیل به‌علت نزدیکی به قفقاز و گرجستان و ارمنستان، جایگاه ویژه‌ای داشت به‌طوری‌که در زمان جنگ‌های ایران و روس در عهد قاجار، اردبیل مرکز استقرار نیرو و ستاد عملیات سپاه عباس میرزای قاجار در برابر قشون روس‌ها بوده‌است.
شهر اردبیل در سال ۲۷۲ شمسی بر اثر زمین‌لرزه به‌طور کامل ویران شد که در طی آن زمین لرزه ۱۵۰۰۰۰ از شهروندان آن کشته شدند.

### باستان‌شناسی اردبیل

شهر یئری ۶۵ کیلومتری اردبیل

منطقهٔ اردبیل حداقل از هزارهٔ هشتم قبل از میلاد مسکونی بوده‌است. براساس پژوهش، سراسر منطقه از تپه‌های باستانی پوشیده شده‌است. کاوش‌های مقدماتی در برخی از نواحی اردبیل به‌ویژه در قسمت‌های شمالی و شرقی آن نشان می‌دهد که اردبیل از کانون‌های مهم فرهنگ مگالی تیک یا سنگ افراشتی بوده‌است. مردم مگالی تیک شرق آذربایجان که ماهیت قومی آن‌ها می‌باید از عناصر کاسی و هوری بوده‌باشد، ده‌ها اثر مگالی تیک پرارزش از خود به یادگار گذاشته‌اند. یافته‌های اخیر در محوطهٔ باستانی شهر یئری مشگین‌شهر، پرتو تازه‌ای به تمدن و فرهنگ هشت هزارسالهٔ اقوام ساکن در اردبیل و اطراف آن افکنده‌است و انتشار نتیجهٔ این یافته‌ها می‌تواند ارتباط تمدن و فرهنگ مگالی تیک اردبیل را با دیگر مناطق ایران و آذربایجان تاریخی و قفقاز و شرق آسیای صغیر مشخص کند. تصاویر هیکل‌های سنگی شهر یئری با تصاویر هیکل‌ها و سرهای آدمیانی که بر روی اجاق‌های نعل اسبی ایغدیر (ایگدیر در شمال شرقی ترکیه در نزدیکی مرز ایران و ارمنستان) نقش بسته، شباهت تام دارد. آثار یافت شده درموزهٔ باستان‌شناسی اردبیل قرار دارند.

### دورهٔ مفرغ
بررسی باستان شناسان بر روی ۱۲ قلعه و گورستان قدیمی اردبیل که قدمت آن‌ها به دوره عصر آهن می‌رسد سبب کشف سفال‌هایی شد که بیانگر تداوم فرهنگی از عصر مفرغ جدید تا دوره اشکانی است. این سفال از لحاظ طرح و نقش بسیار شبیه به هم بوده که به سفال نوع اردبیل درتاریخ معروف شده‌است بر اساس آن می‌توان تداوم فرهنگی نقوش سبک اردبیل را نشان داد. چرا که سبک و فرم سفال‌ها در ملی دوران‌های مختلف تغییر چندانی نکرده‌است.
آثار به‌دست‌آمده در حفاری‌های صورت گرفته در اردبیل، نشان از حیات در دوره مفرغ را به اثبات می‌رساند. آثار به‌دست‌آمده شامل شمشیرهای مسی، خنجرهای مختلف، تیر و سرنیزه، حلقه برای گرفتن زه کمان و تیردان‌های مسی، از نوع تبری که در لرستان پیدا شده و باستان‌شناسان، تاریخ آن را قریب سه‌هزار سال قبل از میلاد معین کرده‌اند، در ناحیه اردبیل نیز پیداشده‌است؛ چون این اشیا از مفرغ‌های به‌دست آمده لرستان ساده‌ترند، این امر قدمت اردبیل را فراتر هم می‌برد. باستان‌شناسان در یکی از گورها تعدادی مهره عقیق، لاجورد، شیشه، یک دکمه طلا و سفال به دست آورده‌اند.
درضمن حفاری در تپه نادری اردبیل، باستان شناسان موفق شدند، بقایای معماری عصر مفرغ را به دست آورند. این بقایا از دوره‌های عصر آهن ۲ و ۳ و نمونه‌هایی از دوره‌های اشکانی، ساسانی، سلجوقی و اوایل دوره اسلامی هستند. این نوع معماری بسیار شناخته شده‌است و در بسیاری از نقاط دنیا به‌ویژه در معماری شرق ترکیه بسیار دیده شده‌است.

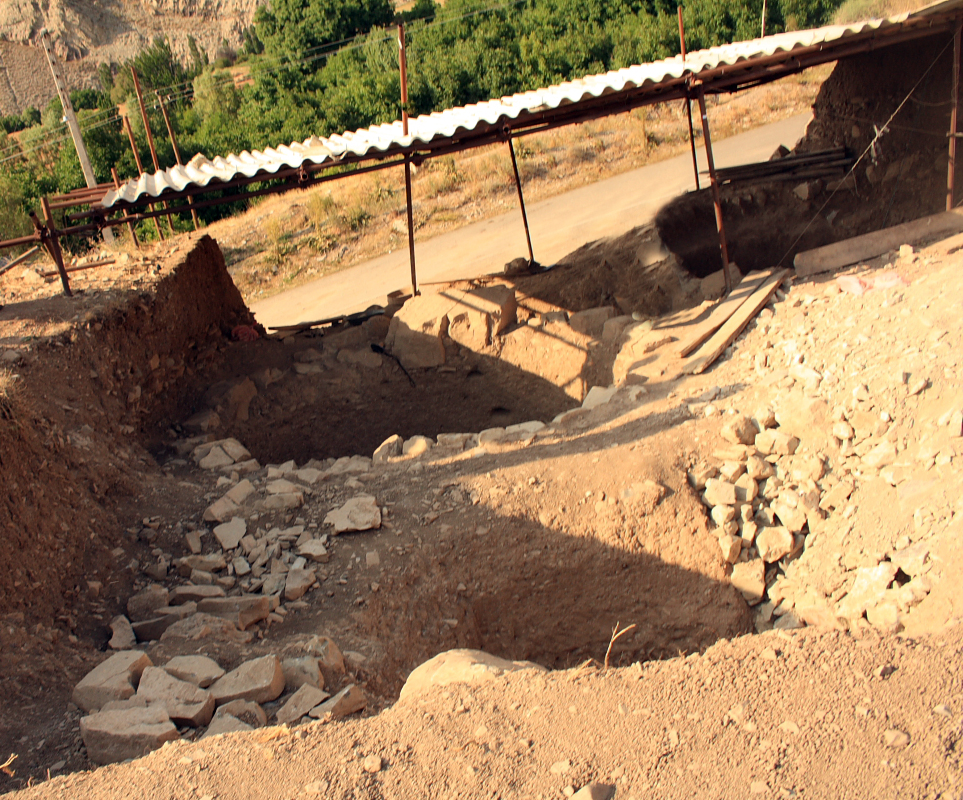
منطقه باستانی گیلوان

در دیگر کاوش‌ها درمنطقهٔ گیلوان اردبیل مواردی به شرح ذیل کشف گردیده‌اند:
- دو گور مربوط به دورهٔ مفرغ جدید (حدود سال ۱۶۰۰ پیش از میلاد)
- یک گور مربوط به عصر آهن (حدود سال‌های ۱۲۰۰ تا ۱۵۰۰ پیش از میلاد)
- چهار گور مربوط به دورهٔ هخامنشی
- ۹۹ گور مربوط به عصر آهن (سال‌های ۲۲۰۰ تا ۲۸۰۰ پیش از میلاد)

موضوع قابل توجه در گورهای عصر آهن تدفین‌های دسته جمعی است که در گورهای این عصر بی‌نظیر است. این موضوع نشان از همان تداوم فرهنگی از عصر مفرغ جدید تا عصر آهن است. سازه‌های گورهای گیلوان از نوع سازه‌های چاله‌ای‌است و تدفین اسکلت‌ها به صورت چمباتمه‌ای انجام شده‌است.
جهت قرارگیری سر این اسکلت‌ها نشان دهندهٔ این مطلب است که: اجسادی که در صبح دفن شده‌اند سرشان به طرف شرق و آن‌هایی که در ظهر دفن شده‌اند، سرشان به طرف جنوب بوده‌است.
از اشیایی که همراه با اسکلت‌ها به دست آمده می‌توان به: خنجر، سرنیزه و پیکان در گور مردان و سنجاق سینه، مهره‌های تزئینی، پولک و … در گور زنان اشاره کرد.

### کشف گور تاریخی عصر آهن در عملیات راه سازی
در اردیبهشت ۱۴۰۳ همز مان با احداث اتوبان در اردبیل ، یک گور با مشخصات و یافته‌های عصر آهن به همراه تدفین، چهار ظرف سفالی، یک سوزن مفرغی و مهره‌های کوچک عقیق، صدف و خمیرشیشه و تکه‌های سنگ ابسیدین یافت شده است.

### قبل از اسلام
صاحب کتاب روضه الصفا اردبیل را از بناهای کیومرث، پادشاه کیانیان نامیده‌است. ۱۵۰۰ سال قدمت تاریخی در داستان ویس و رامین از آثار ادبی دوره اشکانیان حکایت از این موضوع دارد. اردبیل به‌عنوان مرکز حفظ و نگهداری مرز ایران و اهمیت سیاسی و نظامی آن در زمان سلطنت هخامنشیان، در اطراف رود بادی مریز که رود کورای امروز در قفقاز است قلمداد می‌شد. به روایت اوستا، زرتشت پیامبر ایرانی در کنار رود دائی یتا که امروزه ارس نامیده می‌شود، به دنیا آمد و کتاب خود را در سبلان نوشت و برای ترویج دین خود، روی به شهر باذان پیروز آورد. در جنگ میان زرتشتیان و بت‌پرستان، بت‌پرستان بر همه روستاها و قصبه‌های اطراف اردبیل دست یافتند. به افتخار این پیروزی، آتشکده‌ای در اردبیل بنا کردند که امروزه آثار آن در سه فرسنگی این شهر در دهکده‌ای به نام آتشگاه باقی مانده‌است. اردبیل جرو شهرهای پناهندگان و فراریان مزدکی در زمان انوشیروان که پیروان مزدک از ترس مجازات به گوشه و کنار ایران می‌گریختند، بود. اهمیت مسئله مزدکیان، خلفای بنی‌امیه را بر آن داشت مرکز حکومت آذربایجان را از مراغه به اردبیل انتقال دهند. در زمان حمله اعراب به ایران و به‌ویژه هنگام فتح آذربایجان، بیشترین تلاش آنان متوجه مرکز آن یعنی اردبیل بود. هنگام فتح ایران به دست اعراب در سال ۲۲ هجری اردبیل بزرگ‌ترین شهر آذربایجان بود که به دست سپاهیان اسلام افتاد.

### سده‌های نخستین اسلامی
اردبیل در زمان حمله اعراب مقرّ مرزبان آذربایجان بوده و حذیفه بن یمان، سردار عرب آن را در سال ۲۲ه‍.ق /۶۴۳. م، به صلح گشود. در این دوره، اردبیل مرکز آذربایجان بود و از میانه تا باجروان در کنار رود ارس و شهر شیز نزدیک مراغه جزو این ایالت محسوب می‌شد. پس از چندی حذیفه به دستور عمر بن خطّاب عزل شد و عتبه بن فرقد به جای او منصوب گشت. در زمان او، مردم اردبیل علیه اعراب شورش کردند. عتبه بن فرقد چون به اردبیل رسید با شورشیان جنگید و بر آن‌ها پیروز شد و غنایم بسیاری از آن‌ها گر۰فت.
در زمان خلافت علی بن ابی‌طالب، ولایت آذربایجان نخست با سعید بن ساریه خزاعی و سپس با اشعث بود. در زمان ولایت اشعث، بیشتر مردم آذربایجان اسلام آورده بودند و قرآن می‌خواندند. او گروهی از اعراب اهل عطا و کسانی که از بیت‌المال حقوق سالانه می‌گرفتند را در اردبیل سکونت داد و به آنان دستور داد که مردم این سامان را به اسلام دعوت کنند. اشعث، اردبیل را پایتخت خود ساخت و در مدّت حکومت او اردبیل آباد شد. به دستور وی مسجدی در اردبیل بنا کردند و این مسجد بعدها توسعه یافت.
هنگامی که سپاهیان عرب در آذربایجان و اردبیل بودند، عشیره‌های عرب از کوفه، بصره و شام به آن جا روی آوردند. اینان هر‌چه قدر توانستند، برای خود زمین به دست آوردند و گروهی از ایشان زمین‌های ایرانیان را خریدند و عدّه‌ای از زارعین نیز برای حفظ خود، زمین‌ها را به آنان سپردند و خود، کشاورز آنان شدند.
در سال ۱۰۷ هجری قمری، یعنی در زمان هشام بن عبدالملک خلیفه اموی، خزرها از راه دربند گذشته به استان بیلقان در کنار رود ارس حمله بردند و سپس از ارس گذشته به سوی ایران عازم شدند و تمام آذربایجان را گرفته، غارت کردند و اردبیل را ویران ساختند. خزرها همه مردان بالغ شهر را کشتند و زن و فرزندان آنان را به اسیری بردند.
در آن زمان، سه هزار تن مسلمان در اردبیل سکونت داشتند. در اواخر سده دوّم هجری، که آذربایجان همچنان به دست خلفای بغداد اداره می‌شد، یک نهضت مذهبی و اشتراکی به نام خرمدینان پدید آمد.
خرمدینان جمعی از مردم ایران بودند که بر اثر فشار اعراب و سختی‌های زندگی در صدد ترویج آیین مزدک برآمدند و تشکیلات وسیعی را در ایران به وجود آوردند. بابک خرمدین در حدود سال ۲۰۱ هجری قمری، به پیشوایی خرمدینان رسید و در اردبیل و حوالی آن مدّت ۲۲ سال مبارزه او با دولت عبّاسی طول کشید.
پیرامون علّت نام‌گذاری این نهضت به خرمّدینان، برخی از دانشمندان معتقدند که چون بابک از روستایی به نام خرّم در نزدیکی اردبیل برخاسته بود، از این جهت طرفداران وی به خرّمیان یا خرّمدینان معروف گشته‌اند و خواجه نظام الملک می‌گوید که خرّمدین از خوردین گرفته شده و بدان جهت این طایفه به خرّمدین شهرت یافته‌اند.

### دورهٔ سلجوقیان
در اواخر عهد سلجوقیان که مصادف با قدرت یافتن دولت گرجستان بود، اردبیل از حملات گرجیان آسیب بسیار دید و در ۶۰۵ ه‍. ق، /۱۲۰۹م. غارت شد و گفته‌اند که دوازده هزار تن از مردم آن کشته شدند. حملهٔ گرجیان از حوادث ناگوار این عهداست. گرجیان در این دوران، که مدّت آن در کتاب‌ها متجاوز از یک سده نوشته شده، بلای بزرگی برای مسلمانان آذربایجان به‌ویژه اردبیل بودند و از قتل و آزار آنان خودداری ننمودند. شهرها و روستاها را ویران کردند، مردم بی‌گناه بسیاری را کشتند. حتّی در اردبیل به انتقام سوخته شدگان نخجوان، جمعی را در آتش انداخته و سوزانیدند و از هیچ گونه رفتار ناشایست روی برنتافتند.

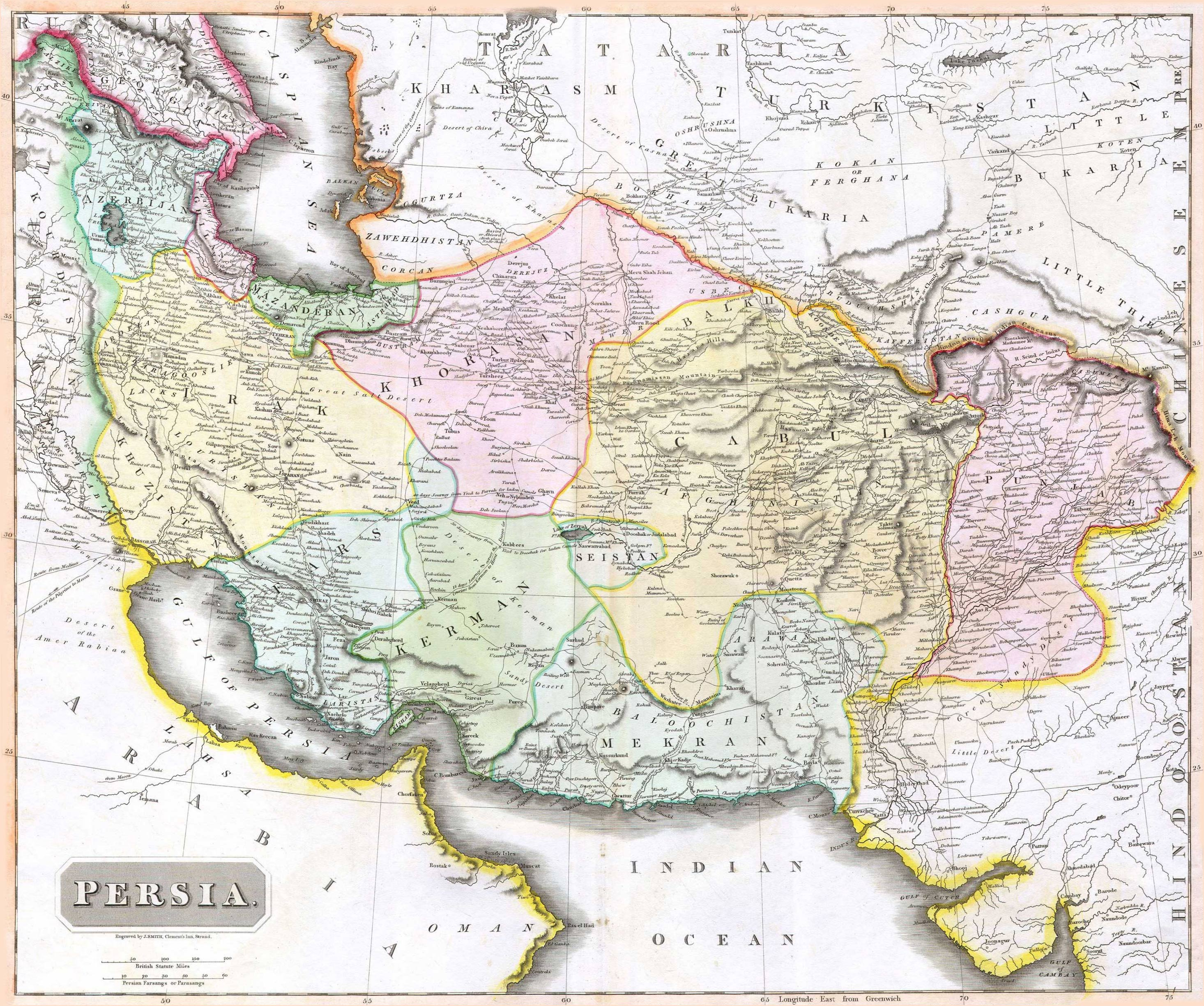
نقشه ایران در ۱۸۱۴ میلادی.موقعیت جغرافیایی اردبیل
جمعه مسجد اردبیل-۱۳۰۰ ه.ق  یادگاری از دورهٔ سلجوقیان

### دورهٔ ایلخانان
اردبیل اندکی بعد از هجوم گرجیان، به دست مغولان فتح و غارت شد. چنگیز در سال ۶۱۶ هجری قمری، به ایران حمله کرد و چون علاءالدین محمد خوارزمشاه شکست خورد و فراری شد، ولایات ایران یکی پس از دیگری در مقابل این سیل خروشان تاب مقاومت نیاورده، سقوط کردند. پس از حملهٔ چنگیز خان به ماوراءالنهر و خراسان، یمه و سبستای، دو تن از سرداران مغول به دنبال سلطان محمّد خوارزمشاه و تعقیب کسان او، شهرهای ایران را به باد غارت و ویرانی دادند. لشکریان مغول بین سال‌های ۶۱۷ و ۶۱۸ هجری قمری، به آذربایجان رسیدند. مردم تبریز انقیاد کردند و نجات یافتند. امّا مردم اردبیل مقاومت کردند و دو بار سپاه مغول را عقب راندند، ولی سرانجام مدافعین شهر ضعیف‌تر گردیده و در نتیجه، شهر اردبیل به دست مغول افتاد و با خاک یکسان گردید و از سکنهٔ پرشمار آن، جز آن‌هایی که قبلاً فرار کرده بودند، کسی زنده نماند؛ ولی به زودی اردبیل پس از این واقعه، باز رونق خود را از سرگرفت. در اوایل سده هشتم هجری قمری، که حمدالله مستوفی از اردبیل دیدن کرده، توابع آن را صد پارچه و حقوق دیوانش را پانصد هزار دینار نوشته‌است.
در عهد ایلخانان مغول، تبریز ترقّی بسیار کرد و به جای اردبیل، مرکز آذربایجان شد، اما با ظهور شیخ صفی‌الدین اردبیلی سردودمان خاندان صفوی، اردبیل دارالارشاد شد و در زمان شاهان صفوی اهمیّتی نوین یافت.

### دورهٔ صفویان
شاه اسماعیل یکم صفوی قیام مؤثر خود را ضد امیران آق قویونلو به سال ۹۰۷ از هجری قمری، اردبیل آغاز کرد ابتدا به مدت دو سال پایتخت و حکومت صفویه خود را در اردبیل بنیان کرد و سپس پایتخت خود را به تبریز انتقال داده و رسماً به عنوان اولین پادشاه ایرانی در تبریز تاجگذاری کرد. با وجود این، اردبیل به سبب آن که مدفن شیخ صفی الدّین بود، پایتخت معنوی شاهان صفوی به‌شمار می‌رفت و از تقدس و احترام خاصّی بهره‌مند بود.
شاهان صفوی هرگاه که فرصتی به دست می‌آوردند، برای زیارت قبر جدّ خود به آن جا می‌رفتند. شاه عباس بزرگ از نیم فرسنگی شهر، چکمه و پاپوش از پا درمی‌آورد و با پای برهنه، پیاده به زیارت آرامگاه جدّش می‌شتافت.

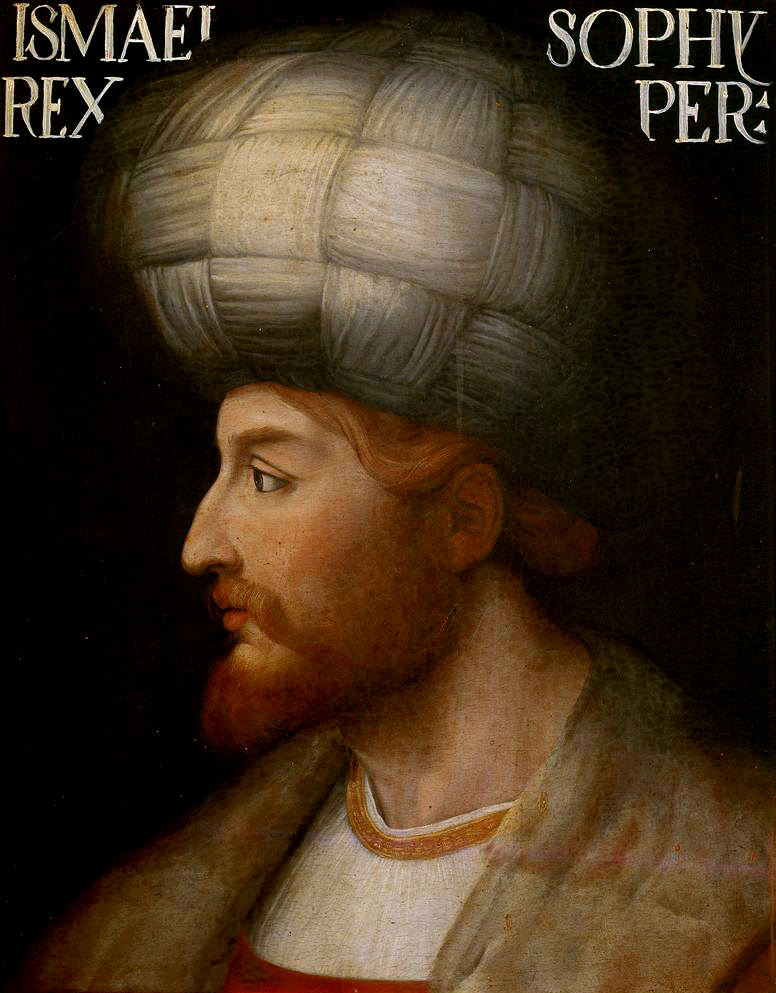
شاه اسماعیل صفوی توسط نقاش ونیزی
آرم پادشاهان صفوی-موزه صفویه‌شناسی اردبیل
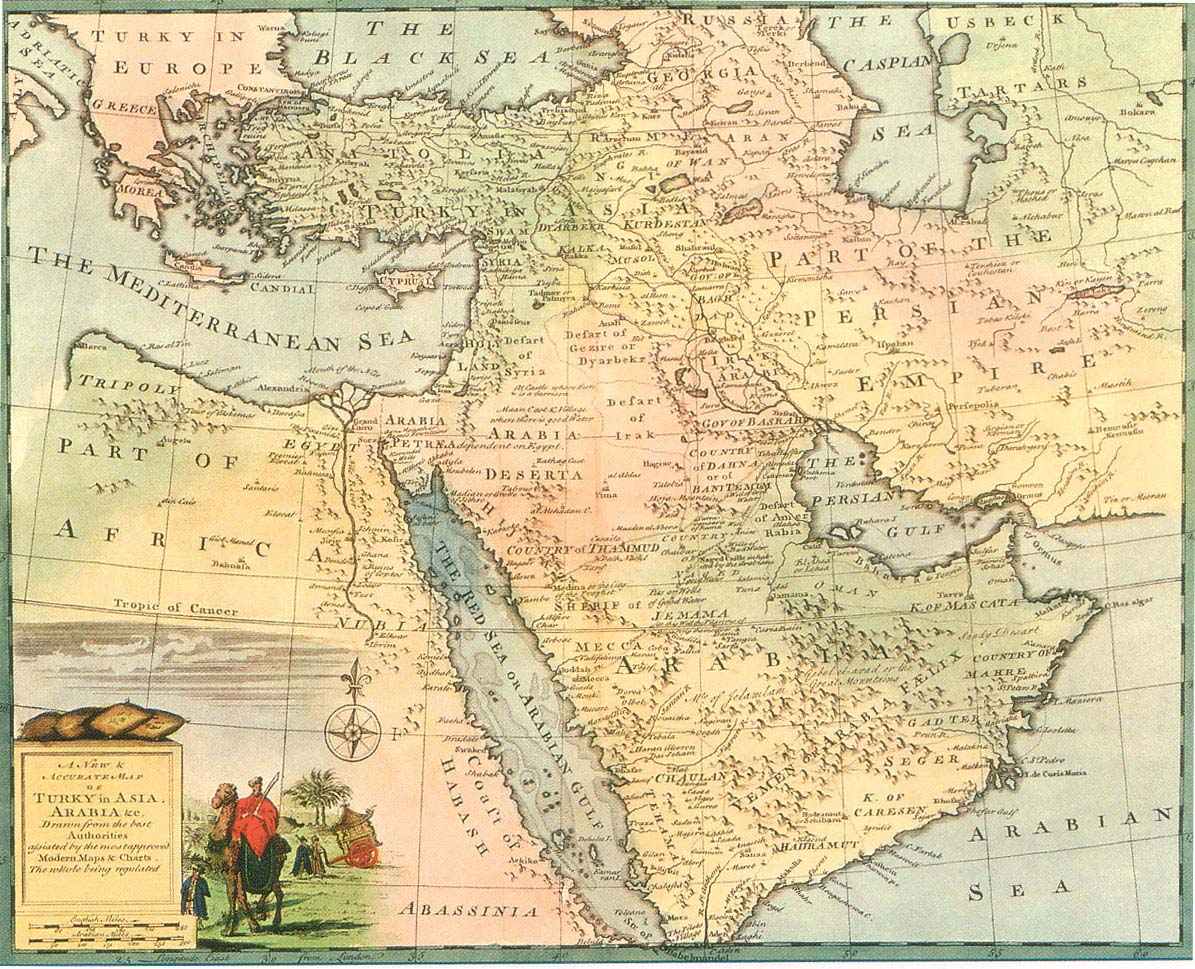
نقشه پادشاهی صفویه
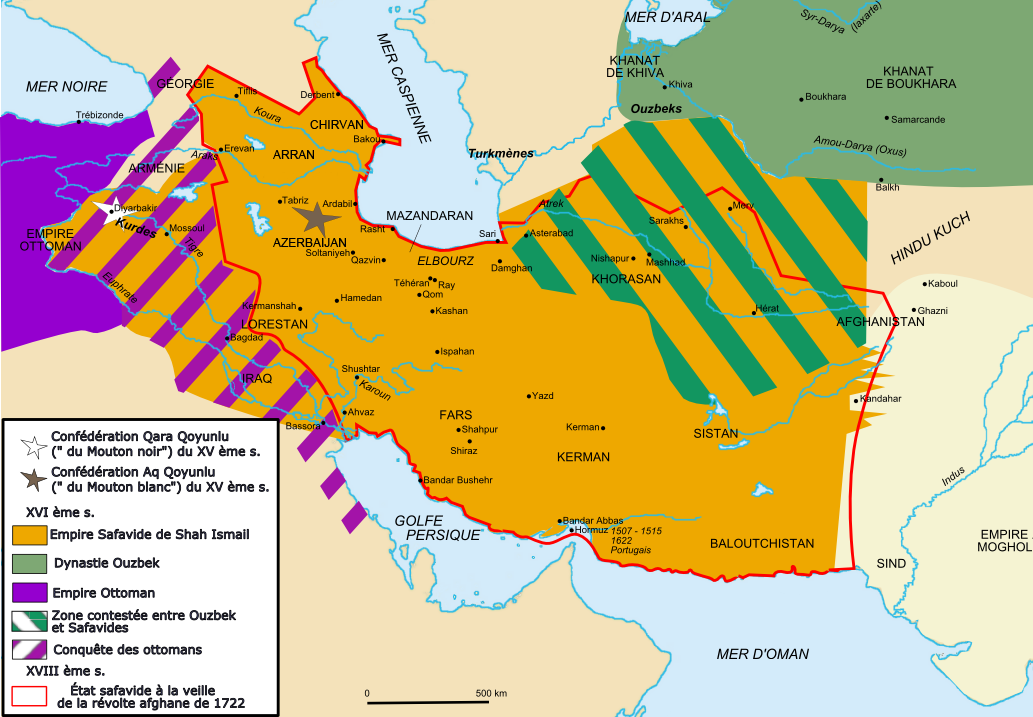
موقعیت اردبیل در دوره صفویه

شهر اردبیل در عهد صفویّه به حدّ اعلای ترقّی خود رسید. مردم اردبیل تا سده هشتم هجری قمری، شافعی مذهب بودند. امّا در سده نهم هجری قمری، در زمان خواجه علی سیاهپوش نهضت تشیع در اردبیل بروز کرد و در اواسط این سده بود که مریدان شیخ صفی به عنوان جهاد مذهبی به کشورهای مجاور، داغستان و چرکسان و گرجستان حمله می‌بردند. سرانجام همین نهضت تشیّع موجب تشکیل دولت جدید صفوی گردید. اردبیل در زمان سلطان جنید، جدّ شاه اسماعیل اوّل در شمار شهرهای محترم و مقدّس شیعیان مانند مکّه، نجف، مشهد و کربلا درآمد. در دورة صفوی، اردبیل دارالامان و بست و پناهگاه مجرمان بود و شاه عبّاس در شعبان ۱۰۱۴ هجری قمری، فرمانی صادر کرد که اردبیل که به وسیله امیر تیمور گورکان دارالامان اعلام شده بود، همچنان دارالامان باقی بماند.
نام اردبیل در جنگ‌های ایران و عثمانی مکرّر آمده‌است. شاه تهماسب دوم پس از فتح تبریز به دست ترکان عثمانی، از آنجا به اردبیل و سرانجام به قزوین و تهران گریخت. آذربایجان موقّتاً زیر فرمان ترکان عثمانی قرار گرفت ولی نادر شاه، عثمانیان را در سال ۱۱۴۲ هجری قمری، بیرون راند و چند سال بعد در مغان تاج‌گذاری کرد و تشریفات این تاج‌گذاری در اردبیل به عمل آمد. بعد از انقراض صفویّه، اردبیل اهمیّت و اعتبار اوّلیّة خود را از دست داد و در این امر، خواست نادر شاه اثر مستقیم داشت، زیرا که او از صوفیان و شیخاوندان صفوی اردبیل بیم داشت و از هر اقدامی که موجب تضعیف آن‌ها می‌شد، خودداری نمی‌نمود و برای از بین بردن علاقه‌مندان مؤثّر خاندان شیخ صفوی همواره تلاش می‌نمود.
در جنگ‌های ایران و روس، اردبیل به صورت آمادگاهی برای تهیّه نیازمندی‌های سپاه اردبیل و ایران درآمد و نارین قلعه معروف، که در زمان خود از قلاع مهمّ و معتبر ایران بود، به وسیله افسران فرانسوی همراه ژنرال گاردان مرمّت یافت و در پایان جنگ‌های مذکور نیز این قلعه پناهگاهی برای قشون ایران گردید. در این دوره، اردبیل مستقیماً در جبهة جنگ قرار نگرفت ولی در جنگ‌های ۴–۱۲۴۲ هجری قمری، ژنرال ایوان پاسکویچ سردار روسی اردبیل را تسخیر و موقتاً اشغال کرد و قسمت عمده کتابخانه معروف آرامگاه شیخ صفی‌الدین اردبیلی به سن پطرزبورگ حمل شد و در موزه ارمیتاژ جای گرفت. در زمان ناصرالدین شاه قاجار، در بقعه تعمیراتی شد و بقیّه کتابخانه آن را به تهران حمل کردند. شهر اردبیل در دوره قاجاریه رونق و شکوه دوره صفویّه را نداشت و حوادث پس از انقراض صفویّه، آسیب فراوان به این شهر وارد کرد. امّا بعد از صفویّه نیز مردم ایران مخصوصاً شیعیان به اردبیل اهمیّت بسیار می‌دادند و تا اواخر قاجاریّه به زیارت این مقبره می‌رفتند.

### بیم افشاریان از به قدرت رسیدن صفویان از اردبیل
نادرشاه افشار  همچنین امیدوار بود که با تضعیف تشیع، محبوبیت دودمان صفوی در میان مردم را کاهش دهد. شاه حتی زمانی که بالاترین مقام مذهبِ تشیع از صفویان حمایت می‌کرد، دستور داد تا او را خفه کردند. شاه عباس بزرگ دستور داده بود که کتابهای دربار سلطنتی را آن قسمت که به زبان عربی و مربوط به فقه و تفسیر یا مجلدات قرآن مجید بود به آستانه امام رضا در مشهد و نسخه‌های فارسی شامل دیوان‌های ادبی و کتب تاریخی و مصنفات اهل عجم بوده را باضافه چینی آلات را به بقعه شیخ صفی الدین اردبیلی در اردبیل وقف و حمل نمایند.… علاوه بر دست اندازی‌های نادرشاه در تاراج اموال شیخ صفی الدین اردبیلی که از نفوذ مجدد صفویه و قدرت خانقاه اردبیل بیم داشت درصدد ویران کردن اردبیل برآمد ، ابراهیم‌خان ظهیرالدوله افشار برادر نادرشاه، آزادخان افغان ، میرزا شفیع واضح تبریزی همگی در دوران نادرشاه از یک طرف و نهایتا به توصیه « پروفسور سنکرسکی» خاورشناس روسی و خواهش گریبادیف از ژنرال پاسکویچ روسی مقدار زیادی از کتب و چینی‌های گرانیهای مجموعه را در مقابل ایستادگی معاریف شهر با اعمال زور و تجاوز مجاهدان به روسیه انتقال داد. دانشنامه بریتانیکا می نویسد «بقعه شیخ مساجد و مدارس عالی دارد.در اوایل سده ۱۷ میلادی کتابخانه بسیار مهمی بوسیله شاه عباس در اردبیل احداث گردید که حاوی عالیترین، کمیاب ترین و گرانبهاترین کتابهای خطی بود ولی در سال ۱۸۲۸ میلادی روس ها آن را به سن پطرزبورگ غارت کردند…» 

### دوران قاجار
اردبیل در این زمان، مخزن کالاهایی بوده که از تفلیس، دربند و باکو به تهران و اصفهان حمل می‌شد و بازارهای پررونقی داشت. استحکامات شهر متوسّط و شهر از نظر وجود ساختمان‌های خوب در مضیقه بود؛ تجارت این شهر نیز به سبب بندر آستارا، که در ۷۲ کیلومتری آن است، مهمّ بوده و شهر کاروان سراهای معتبر داشته‌است و بهترین صادرات آن خشکبار، قالی و پشم بوده‌است. در عهد فتحعلی شاه، بین ایران و روسیه تزاری دو بار جنگ اتّفاق افتاد و چنان‌که از تواریخ بر می‌آید، این دوره یکی از ادوار مصیبت بار ایران بود و در جنگ‌های ممتدی که بین این دو کشور روی داد، جمع کثیری از مردم ایران و سکنه اردبیل به خاک سیاه نشست و قسمت اعظمی از خاک ایران یعنی قفقاز و ارمنستان با هفده شهر مهمّ و معروف آن‌ها به تصرّف روس‌ها درآمد.
وقتی که عباس میرزا از قشون روس شکست خورد، برای جمع‌آوری نیرو به تبریز آمد و به این خیال که زمستان مانع حمله روس‌ها خواهد شد، به تهیه نفرات و فراهم کردن سلاح برای جنگ‌های بهاره پرداخت، لیکن ژنرال مدداف فرمانده روسی قره باغ از موقعیّت استفاده کرده، از رود ارس گذشت و راه تبریز پیش گرفت. عبّاس میرزا دستور داد که برای تأمین غذای شش‌ماهه اهالی تبریز اقدام کنند؛ زیرا قصد داشت از این شهر دفاع نماید. فرمانده روسی چون از این امر آگاه شد، به جای آن که نیروی خود را در محاصره تبریز صرف کند، از راه مشگین‌شهر عازم تسخیر اردبیل گردید. قلعه اردبیل در این زمان فاقد نیروی کافی بود، زیرا آن‌ها را برای دفاع از حدود ارس اعزام داشته بودند. حاکم اردبیل، که اسکندر خان قاجار بود، متوجّه این نقص گردیده بود و به دفعات ضعف نیروی دفاعی شهر را به نایب السّلطنه اعلام کرده و حتّی خود برای عرض گزارش به تبریز رفته بود.
عباس میرزا به محض آن که از تصمیم فرمانده روسی اطّلاع یافت، فرزند خود جهانگیر میرزا را به اردبیل اعزام داشت و فوج شقاقی را به فرماندهی سلیمان خان گیلک در اختیار وی گذاشت تا به حفظ و حراست قلعه بپردازند. جهانگیر میرزا با عجله خود را به سراب و از آن جا با سه چهار دسته سرباز به اردبیل رسانید. این اوضاع مقارن با زمانی شد که فرمانده روسی به قره‌سو، در دو فرسخی اردبیل رسید، و چون از ورود نیروی امدادی برای دفاع از این شهر آگاه شد، به طرف مغان، که محل قشلاق احشام و عشایر بود، متوجه گردید و آن‌ها را چاپیده با خود برد.
در سال ۱۲۴۶ هجری قمری، عبّاس میرزا نایب السّلطنه، که در عین حال والی آذربایجان بود، حکومت اردبیل را به دو فرزند خود داده و از این دوران است که نارین قلعه اردبیل به علّت استحکام آن، تبعیدگاه مخالفان حکومت گردید.

## نقش اردبیل در عصر مشروطیت
اردبیل در مشروطیت ایران سهم بزرگی داشت. با پیشبرد مشروطه خواهی، اوّلین انجمن ولایتی اردبیل در سال ۱۳۲۶ هجری قمری، تشکیل گردید ولی با پیش آمدن استبداد صغیر، این قبیل مجامع عموماً بسته شد و جزء فعالیّت‌های زیرزمینی گردید و کسانی مثل حاج باباخان اردبیلی، مشهدی حسین آخوندزاده و میرزا محسن امام زاده در اردبیل و ملا امام‌وردی در مشگین‌شهر و دیگران کشته شدند و چون محمد علی شاه از سلطنت خلع گردید، جمعی از سران استبداد مانند خادم باشی، مبشّر، مؤتمن، مشیرالتجّار و غیر هم که برای تشکیل انجمن شهری به نارین قلعه (اردبیل) دعوت شده بودند، در یکی از اتاق‌های آن جا تیرباران شدند. حاج باباخان اردبیلی از مهم‌ترین شخصیت‌های تأثیرگذار در تاریخ مشروطه می‌باشد.

حاج باباخان اردبیلی سردار معروف دوران مشروطیت در جمع یاران خود

ولی دولت روسیه که با خلع محمد علی شاه مخالف بود، رحیم خان رئیس طایفه جلبیانلو را در قراچه داغ با پول و سلاح مجهز کرد و او رؤسای سی و دو طایفه شاهسون را که در منطقه وسیع ولایت اردبیل زندگی می‌کردند، با خود هم داستان کرده، اردبیل را محاصره کرد و شهر پس از بیست روز مقاومت در ۲۲ شوال ۱۳۲۷ ه‍. ق، سقوط کرد و بی‌رحمانه غارت شد.
پس از این واقعه، دولت روسیّه به بهانه حفظ جان و مال اتباع خود، از طریق بندر آستارا در اردبیل نیرو پیاده کرد و در اندک زمانی این شهر را اشغال نمود. دولت مرکزی بیرم خان را برای تنبیه عشایر به اردبیل فرستاد و او اگرچه آنان را شکست داد و تنی چند از رؤسای آن‌ها را به اسارت درآورد، ولی به سبب حضور سپاهیان تزاری در اردبیل، که تا انقلاب اکتبر ۱۹۱۷ میلادی در آن جا مستقر بودند، تنبیه کامل غارتگران میسّر نگردید. در جنگ جهانی اول، که دامنه آن به ایران نیز کشیده شد، چندی هم سپاهیان عثمانی به این شهر درآمدند و فرقه‌ای به نام فرقه اتّحاد اسلامی به وجود آوردند. پس از انقلاب روسیه (۱۹۱۷)، جمعی از جوانان کمونیست قفقاز از راه آستارا به اردبیل آمدند. با رهبری حاج باباخان اردبیلی در ولایت اردبیل و همسویی طایفه‌های اطراف با وی، جمع زیادی از آن‌ها (کمونیست‌های قفقازی) را کشتند. قبل از کودتای ۱۲۹۹ شمسی، اردبیل به سبب خودسری عشایر شاهسون از لحاظ امنیت وضع مساعدی نداشت که با مقاومت و دلاوری‌های حاج باباخان اردبیلی و یاران وی در دفاع از اردبیل، مواجه گردیدند. بعد از کودتا، دولت مرکزی، موفق به سرکوب و جمع‌آوری سلاح‌های ایشان گردید و امنیت به اردبیل بازگشت. بابا صفری در کتاب اردبیل در گذرگاه تاریخ می‌نویسد: اردبیل در اوایل مشروطیت در دست کنسول روس و گماشتگان محمدعلی میرزا، عشایر و میرزا علی اکبر مجتهد بود. در موقعی که بیشتر شهرهای آذربایجان جنبش آزادی‌خواهی پدیدار گشت در شهر اردبیل به گناه هواداری از مشروطه و آزاداندیشی مردانی چون ملا امام‌وردی، میرزا فتحعلی آخوندزاده ، حاج باباخان اردبیلی و امین العلماء اردبیلی به قتل رسید.
- مرتضی طالع ماسوله، رئیس دبیرخانه شورای عالی میراث فرهنگی، صنایع دستی و گردشگری کشور در همایش سالانه اعطای نشان شاه اسماعیل صفوی می‌گوید:

کتاب تاریخ مشروطه نوشته احمد کسروی نیز حق شهر اردبیل را ادا نکرده‌است. دو رویداد چشمگیر تاریخی سیاسی در اردبیل به ثبت رسیده که یکی تشکیل حکومت ملی صفوی است. شاه اسماعیل صفوی با وجود اینکه یک پادشاه ۱۳ ساله بود در بیرون راندن ازبک‌ها از کشور نقش قابل توجهی ایفا کرد. واقعه مهم دیگر مشروطیت است که در کتاب سخنوران آذربایجان نویسندگان این کتاب پرداخت کافی در خصوص بانیان این واقعه ندارند و این در حالی‌ست که از اردبیل حاج باباخان فعالیت‌های مشروطه خواهی خود را آغاز و نسبت به روشن گری اردبیلی‌ها اقدام کرد. تهران، رشت و اردبیل سه مثلث اساسی مشروطه می‌باشد و ضروری است مورخان به تبیین و بازخوانی هویت و تاریخ این شهر بپردازند. در عین حال پرداخت تاریخی باید طوری باشد تا مردم ایران نیز به نقش کلیدی اردبیل در واقعه مشروطه پی ببرند.

بابا صفری در کتاب اردبیل در گذرگاه تاریخ جلد یک می‌نویسد :

...حاج باباخان اردبیلی که به قول سالخوردگان در دلاوری و شجاعت کمتر سرداری در ایران به پای او می‌رسید اگر مثل سرداران جاه طلب می‌بود این پیشنهاد را می‌پذیرفت و به پشتیبانی آنهمه سواران شاهسون که می‌توان گفت قدرت هیچ گردنکشی در آن روزها از لحاظ کم و کیف بدان پایه نمی‌رسید در این گوشه از کشور بلوایی دیگر به پا می‌کرد و با ارتباطی که به سهولت از طرف مرز با انقلابیون خارج از کشور ممکن بود، می‌توانست مدتی حکمروایی کند و چنانچه مغلوب شود به آنطرف مرز رفته جان خود نجات دهد. ولی وی شرافتمندانه تر از آن بود که به چنین کار مخالف مصالح مملکت دست بزند و با وجود آن همه زجر و شکنجه‌های روحی، که در واقعه ابهر و زنجان به وی رسیده بود چنین تصوری را در مخیله خود راه دهد. شاید بتوان گفت که این صفت اختصاص به این جنگاور و دلیر نداشت و افکار او نمونه‌ای از روح وطن دوستی شهروندان اردبیل بود. در طول آنهمه حوادث مهم تاریخی، که در آذربایجان و نوار مرزی اردبیل اتفاق افتاده بود اهالی این ولایت به‌دفعات امتحان وطن دوستی داده در شرایط بسیار سخت و تحمل ناپذیر، موجهای خانمان براندازی را از سر خود رد کرده‌اند و از بوته آزمایشهای بزرگ سیاسی و اجتماعی سرافراز بیرون آمده‌اند. حاج باباخان آن روز نیز، مثل همیشه مردانگی و شهامت اخلاقی بزرگی از خود نشان داد و به شاهسونان گفت که آنها می‌توانند به شهر آمد و رفت نمایند ولی نباید سلاح همراه داشته باشند. در باب انتخاب صارم السلطنه به حکومت نیز اظهار داشت که این امر مربوط به دولت مرکزی است و او بصیرالسلطنه را که به حکومت اردبیل تعیین شده‌است حکمران رسمی این ولایت می‌داند. راجع به خودش نیز چنین جواب داد که من خدمتگزار این مردم هستم و مایل نیستم حکمران آنها باشم… این جواب، آرزوهای شاهسونها را بر باد داد و تخم عداوت و کینه‌ای از وی در دل آنها کاشت. تخمی که چون سبز شد، هستی او را نیز بر باد داد.
ما در تاریخ مشروطیت ایران با سرداران و دلاوران دیگری نیز آشنایی داریم ولی در شرح حال هر یک از آنها نوعی از تناقض اخلاقی و اجتماعی ملاحظه می‌نماییم. حال آنکه دوست و دشمن این مجاهد دلیر (حاج باباخان) را واجد صفات نیک و فاقد ذمائم اخلاقی تعریف می‌نمایند و از ادب و تواضع و امانت او داستانها می‌گویند. هم در زمان حیات و هم امروز که پنجاه سال از قتل وی می‌گذرد حاج باباخان از احترام قلبی همشهریان و بیشتر آزادیخواهان ایران برخوردار بوده و همواره نامش به نیکی بر زبانها جاری شده‌است. در وقایع قتل آقایان اردبیل در قلعه، او به‌شدت به مخالفت برخاست و مدتها با آنان (با مجاهدان قفقاز) به کشمکش و ستیز برخاست. در حادثه خانمانسوز غارت اردبیل، او محور قدرت و اتکای قلبی مدافعان شهر بود و دلاوریهای وی در صحنه‌های سخت پیکار پایداری و استقامت جوانان و مجاهدان را بیشتر می‌نمود. اتفاق افتاد که او با تیر دشمن زخمی شد ولی به محض بستن آن، تفنگ به‌دست گرفت و در سنگر جدید به دفاع از ناموس شهر و همشهریان پرداخت. قصد ما از این مطالب، اعطای مقام قهرمانی کاذب به او نیست. بلکه نقل سخنانی است که جمعی از بازماندگان معاصر وی در حق او بیان می‌نمایند و از مردانگی و جوانمردی‌هایش داستانها می‌گویند.

### انتقاد بهاحمد کسرویدر وقایع نگاری تاریخ مشروطه اردبیل
بابا صفری در کتاب اردبیل در گذرگاه تاریخ جلد دوم می‌نویسد:

احمد کسروی جز دو-سه فصل کتاب تاریخ مشروطه ایران و تاریخ هیجده‌ساله آذربایجان به‌صورت مجمل و نارسا به وقایع اردبیل در دوران مشروطیت که از ملتهب‌ترین شهرهای ایران در این دوره بود نپرداخته‌است و اردبیلیان از این حیث از وی همواره گله مند هستند؛ زیرا در زمانیکه او دست به تألیف آن کتابها زد، طرفداران وی در اردبیل هر‌چه یادداشت و نوشته و عکس و مدرکی راجع به وقایع اردبیل بود جمع‌آوری کرده برای او بردند. لیکن او از آنهمه مدارک، جز صفحات معدودی راجع به اردبیل در کتابهای خود مطلبی نیاورده است و چون وی به قتل رسید استرداد مدارک یاد شده به صاحبان آنها نیز میسر نگردید از اینرو متأسفانه تاریخ اردبیل، مدارک و اسناد لازم را هم از دست داده‌است.

### انتشار تلگرامآخوند خراسانیدر پی وقایع اردبیل
در پی وقایع انقلاب مشروطه و ادامه آن در اردبیل به عنوان یکی از ارکان انقلاب مشروطه ایران و خبر این قتل به نقاط دوردست هم رسید و موجب اقداماتی برای پیشگیری از تکرار آن گردید. چنانچه شادروان آخوند خراسانی (محمدکاظم خراسانی) که در آن دوره عالیترین مرجع روحانیت شیعه در نجف بود و از مشروطیت و آزادی ایران به شدت حمایت می‌نمود از شنیدن این خبر ملول گشت و تلگرامی به مهدی‌قلی هدایت ملقب به مخبرالسطنه والی آذربایجان کرد و این تلگرام از کتاب خاطرات و خطرات مخبرالسلطنه که در ۱۳۲۹ خورشیدی در تهران به چاپ رسیده‌است می‌آوریم:
«بسم الله الرحمن الرحیم. انجمن محترم ایالتی. جناب مستطاب اجل اکرم افخم آقای مخبرالسلطنه حکمران آذربایجان دام اقباله و تاییده. انشالله تعالی ورود مسعود عالی بمقر ایالت بمبارکی و میمنت مزید تأیید در قلع مبادی تفرق، و تکمیل موجبات اتحاد کلمه، و اعمال عفو عمومی تمام طبقات ملی از همدیگر، و اغماض از سرگذشت مقرون، و بشارت استقرار امنیت و انتظامات کامله و قطع بهانه اجانب و حصول کمال اتفاق ملی و صفا والفت فیمابین آقایان علما و سایر طبقات را به یمن مقدم و حسن نیت و کمال کفایت و درایت جنب مستطاب عالی عاجلاً امیدوار، و مخصوصاً چون جمله از آشوب طلبان فتنه‌جو، به اسم مجاهد اردبیل و غیره، خودسرانه تعرضات و تحمیلات خطیره نموده حرکت آنها موجب بدنامی سرداران ملت و مخل انتظام مملکت و عدم آسایش مشروطیت و هرد شدن تمام زحمات است، لهذا مراقبت کامله عاجله در این باب مترقب و لازم است، و کسانی‌که خود را قشون ملت قلمداد می‌نمایند هر کدام از ابواب جمعی وزارت جنگ و ریاست و حکم صاحب منصبان نظامی خارج و معاش مقرر بدارند، از اصول مداخله و سلاح برداشتن در مملکت و اخافه ملت که موجب اندراج و در عنوان محارب است، ممنوع شان فرموده، آقایان علما و تجار اردبیل، مثل جنابان آقایان حاج میرزا ابراهیم و حاجی میرزامحمد و غیرهم و سایر افراد ملت از تحمیلات خودسرانه آنها آسوده، و مملکت را از افسادشان حفظ، و ایادی غاصبانه شاهسونها را هم از املاک مسلمین رفع، تعدیات شان را پیشگیری خواهند فرمود. انشاالله. محمدکاظم خراسانی. تاریخ ۱۱ شوال ۱۳۲۷»

### تاثیر منفی میرزا کوچک خان بر وقایع اردبیل در نهضت مشروطه
- بابا صفری در کتاب اردبیل در گذرگاه تاریخ در مورد وقایع اردبیل در دوران مشروطه می‌نویسد:

... در آن موقع اردبیل با قحطی و مجاعه دست به گریبان بود و به برنجی که گاهی از گیلان می‌آوردند نیاز مبرم داشت. میرزا کوچک خان برای تهدید مردم، از ورود برنج به اردبیل ممانعت کرد و بدین طریق بر شدت گرفتاریهای اهالی افزوده گشت. کمیته ایالتی فرقه دموکرات، طرح مذاکراتی را با جنگلی‌ها لازم دید و حاج شعبانعلی را محرمانه از شهر خلخال به جنگل فرستاد. حاج باباخان اردبیلی از سرداران نهضت مشروطه ایران در اردبیل که در آن ایام در رشت بود با جنگلیها همکاری داشت، از طرف هیئت اتحاد اسلام برای توسعه دامنه فعالیت آن فرقه مأمور اردبیل گردید و به اتفاق جمعی از خان‌های فولادلو وارد شهر شد تا اداره شهر را در دست گیرد و زمینه فعالیت جنگلیها و هیئت اتحاد اسلام را توسعه دهد… قضا را فراشبافی امیرالسلطنه از چند روز قبل به‌وسیله حاج باباخان دستگیر و در قریه ججین (داشکسن) توقیف بود مع الاسف تنظیم قرارداد و اجتماع مردم نتوانست امیرالسلطنه را از اقدامات طرفداران اتحاد اسلام مطمئن سازد و متقابلاً حاج باباخان اردبیلی و سران فولادلو نیز از اعمال حکومت مردد گشته در شهر اداره نظمیه را اشغال کردند. با این اقدام، وحشت امیرالسلطنه بیشتر گردید و به‌خصوص شایعه آخرین روزهای سال، که گفته شد «شب عید، حاج باباخان، امیرالسلطنه را دستگیر خواهد نمود.» بر تشویش و اضطراب خاطر او و یارانش افزود.

## تاریخچه کتابخانه، مطبوعات، مدارس و پست در اردبیل

کتابخانه مرکزی اردبیل

نخستین کتابخانه در اردبیل در سده هشتم قمری به‌همت شیخ صدرالدین موسی، فرزند شیخ صفی‌الدین اردبیلی، در جوار آرامگاه پدرش جهت استفادهٔ عموم ایجاد شد. در آن زمان پس از کتابخانه آستان قدس رضوی، کتابخانهٔ اردبیل قدیم‌ترین و غنی‌ترین کتابخانهٔ ایران به‌شمار می‌رفت. شیخ صفی‌الدین اردبیلی به سال ۷۰۰ ق. جانشین شیخ زاهد گیلانی گردید و خانقاهی برای مریدانش ترتیب داد و کتابخانه‌ای نیز بنیان نهاد که پس از مرگ او، کتابخانه همچنان مجمع مریدان بود. مخصوصاً پس از تشکیل سلسلهٔ صفویه (۹۰۷ ق)، به کتابخانه و آرامگاه شیخ توجه بیشتری شد به‌حدّی که شاه عباس اول صفوی (۹۹۶–۱۰۳۸ ق) در سنهٔ ۱۰۱۷ ق. کتاب‌های گرانبهایی در آنجا وقف کرد.
آدام اولئاریوس که به سال ۱۰۴۷ ق. / ۱۶۳۷ م. از این کتابخانه بازدید کرده، می‌نویسد که بیشتر کتاب‌های خطی آنجا از نظر هنر و درونمایه در دنیا بی‌نظیرند….
جیمز موریه انگلیسی این کتابخانه را به سال ۱۲۲۷ ق. / ۱۸۱۲ م. در حالی‌که کتاب‌ها بر روی هم انباشته شده بود، دیده‌است. در جنگ دوم ایران و روس (۱۲۴۱–۱۲۴۳ق)، این کتابخانه به‌عنوان غنیمت جنگی نصیب روس‌ها گردید و تعداد ۱۱۴ نسخه از کتاب‌های نفیس و نادر آن به کتابخانهٔ سن پترزبورگ روسیه منتقل گردید. در سال ۱۳۱۴ ش. تعداد کتاب‌های باقی‌مانده به دستور وزارت معارف به تهران انتقال یافت.
در سال ۱۳۲۸ ش. کتابخانه‌ای عمومی با نام «قرائت‌خانه عمومی» با ۹۰۰ جلد کتاب جهت استفادهٔ عموم، به‌ویژه معلمان، به‌همت معاون رئیس فرهنگ اردبیل تأسیس شد. در سال ۱۳۴۶ با تشکیل کتابخانهٔ عمومی اردبیل، مجموعهٔ قرائت‌خانهٔ عمومی به این کتابخانه منتقل گردید، که با نام «کتابخانه عمومی شماره یک»، قدیم‌ترین کتابخانهٔ عمومی در مرکز استان اردبیل به‌شمار می‌رود.
از آن پس، کتابخانه‌های دیگری در شهرهای استان تأسیس شد، از جمله: کتابخانه خلخال (تأسیس ۱۳۴۴)، و کتابخانه شهر گیوی (۱۳۴۵) (۱: ۴۹، ۵۰). علاوه بر این، تعداد ۲ واحد کتابخانه وقفی در دهه ۱۳۴۰ در شهرستان اردبیل موجود بوده که می‌توان از کتابخانه سید حمزه (با مجموعه ۱۲۰۰ جلد) و کتابخانه حسین صدر (تأسیس ۱۳۴۲، با مجموعه ۵۸۸ جلد) یاد کرد.
تا نیمه دوم سال ۱۳۷۸، در استان اردبیل ۳۳ واحد کتابخانه عمومی (با مجموعه ۲۴۲۳۰۷ جلد، ۵۸۷۰ عضو، و ۶۵ کارمند) فعالیت داشته که از این تعداد، بخشی (با مجموعه ۵۵۸۳ جلد و ۹۹۳۲ عضو) وابسته به جمعیت هلال احمر جمهوری اسلامی است.
همچنین، تعداد کتابخانه‌های مساجد استان در سال ۱۳۷۸، ۲۸ واحد بوده که با مجموعه‌ای در حدود ۳۰۰۰۰ جلد کتاب و ۳۷۶۰ عضو فعالیت داشته‌اند.
تا سال ۱۳۷۸، تعداد کتابخانه‌های کودکان و نوجوانان استان ۹ واحد (۷ واحد ثابت، ۱ واحد پستی، ۱ واحد سیّار) و مجموعه آن ۹۲۹۸۶ جلد و کارکنان آن ۱۷ نفر بوده‌است.

### نخستین روزنامه‌های اردبیل
- روزنامه اتفاق - مقارن با نهضت مشروطه
- روزنامه برگ سبز- به مدیر مسئولی فضل‌الله شیخ الاسلامی- تاریخ چاپ ۱۲۸۷ خورشیدی(۱۳۲۶ قمری)
- روزنامه جودت-به مدیر مسئولی حسن جودت- تاریخ چاپ ۱۳۰۶ خورشیدی
- روزنامه قبس-به به مدیر مسئولی عزیز صابر-تاریخ چاپ ۱۳۳۰ خورشیدی
- روزنامه شمس ایران-به مدیر مسئولی محمد شمس‌زاده- تاریخ چاپ ۱۳۲۸ خورشیدی
- روزنامه دامن حق-به مدیر مسئولی محمد ذاکری- تاریخ چاپ ۱۳۳۱ خورشیدی
- روزنامه پیک روز-به مدیر مسئولی علی علایی- تاریخ چاپ ۱۳۲۸ خورشیدی
- روزنامه دفاع-به مدیر مسئولی سید اسماعیل حسینی- تاریخ چاپ ۱۳۳۰ خورشیدی
- روزنامه بهار آذربایجان-به مدیر مسئولی محمود صالحی- تاریخ چاپ۱۳۳۰ خورشیدی[۵۲]

### نخستین مدارس ملّی اردبیل
ثبت نام در مکتب خانه بدون اینکه همراه با تشریفات باشد صرفاً با ملاک توان کودک برای نشستن و تعلیم گرفتن بوده‌است.
بابا صفری نویسندهٔ کتاب «اردبیل در گذرگاه تاریخ» آورده که مکتب دار کودکان را از پنج سالگی می‌پذیرفته و همین که طفل می‌توانسته بنشیند و آمادهٔ خواندن باشد می‌توانسته در مکتب خانه برای یادگیری پذیرفته شود.
چهار دوره آموزشی با تنوع تدریس در مکتب‌خانه‌های اردبیل دوره‌های آموزشی به چهار بخش دورهٔ پیش از دبستان، دبستان، دورهٔ سوم و دورهٔ عالی تقسیم‌بندی شده بود.
دورهٔ پیش از دبستان مربوط به مکتب خانه‌هایی با حضور آخوند باجی‌ها بوده که آموزش اولیه به مانند مهد کودک را بر عهده داشته‌اند. در این دوره کودکان تا اذان ظهر تحصیل می‌کردند.
در دورهٔ دبستان ملا و آخوندهای برجسته کودک را تعلیم می‌دادند و پس از آن مدرسه و آموزش عالی آغاز می‌شد. در این دوره نیز تحصیل از اذان صبح تا اذان مغرب با وقفه یک ساعته برای ناهار همراه بود. اما تفاوت دوره‌های آموزشی به مانند شیوهٔ آموزش کنونی در مواد درسی و به صورت پله به پله بوده‌است.  ازجمله مکتب داران معروف اردبیل می‌توان میرزا عزیر، حاج آخوند، آخوند باجی تبرک، میراز محمد علی احزن اردبیلی، ملا حسینعلی، حاج میرزا فتح الله، ملا حسنعلی و پسرش حاج میرزا محسن خوشنویس را نام برد.
ظهور طبقهٔ جدید منورالفکر در ایران منجر به ستیز سنت گرایان و روشنفکران جهت تأسیس مدارس گردید. تعطیل شدن مکتب خانه‌ها که وسیلهٔ ارتباطی بین خانواده و روحانیت بود برشدت مخالفت با مدارس جدید می‌افزود. چرا که با تعطیلی مکتب خانه‌ها، اولین مکان مؤثر در شکل‌دهی ذهنیت دینی دچار آسیب می‌گردید.  ازجمله افرادی که در اردبیل مانع بزرگی در جهت تأسیس مدارس نوین بود میرزا علی‌اکبر مجتهد بود. او مدارس نوین را اشکولا (برگرفته از واژه School به معنی مدرسه) می‌خواند به مردم عامی می‌گفت که تحصیل در چنین مدارسی سبب ترویج بابی‌گری می‌شود.

### مخالفت با تأسیس مدارس نوین در اردبیل
میرزا علی‌اکبر مجتهد از مخالفان سرسخت مشروطه و تأسیس مدارس نوین در اردبیل بود و طرفداران وی به دستور او، معلم‌ها را به چوب می‌بستند و شاگردان وی را پراکنده‌می‌ساختند. او به واسطهٔ داشتن قدرت و ثروت به کمک هوادارانش در تعطیلی مدارس نقش عمده‌ای ایفا کردند. چرا که روشن شدن حقایق علوم زمان  ازجمله تحصیل کودکان به علوم جدید فی‌المثل جغرافیا سبب بروز بابی‌گری می‌گردید. به واسطهٔ فشارهای بیش از حد او مخبرالسلطنه دستور داد موقتاً تدریس جغرافیا در مدارس نوین حذف گردد تا به نحوی موجب تعطیلی مدارس نگردد. کسروی معتقد است که میرزا علی‌اکبر مجتهد زورش بیشتر بوده تا علمش.
بابا صفری در کتاب اردبیل در گذرگاه تاریخ جلد یک می‌نویسد:

۱ … سفرهای زکات از مسافرت‌های دیدنی میرزا علی‌اکبر مجتهد بود. او در بعضی از مواقع با تشریفات خاصی از شهرها حرکت می‌کرد و برای جمع‌آوری وجوه شرعی به دهات و بخش‌ها می‌رفت. در یکی از سفرها وقتی خبر بازگشت او به شهر رسید طبق معمول جمعی برای تحصیل ثواب اخروی و بعضی برای مصونیت از تکفیر دنیوی به استقبال وی از شهر خارج شدند. در جلوی صف اول امین الرعایا و در صف دوم وکیل الرعایا برای عرض خیر مقدم قرار داشتند.
آقا (میرزا علی‌اکبر مجتهد) بر الاغی سفید سوار بود و قرآنی نیز در جلوی خود بر روی قاچ زرین در دست داشت. چون به مقابل مستقبلین رسید اظهار نمود و آنگاه با احترام آنکه الاغ حامل قرآن کریم است امین الرعایا و وکیل الرعایا را وادار به زیارت و بوسیدن گوش‌های الاغ کرد. گوینده داستان می‌گفت که مرحوم امین الرعایا اطلاعت امر کرد ولی وکیل الرعایا که مرد زرنگی بود با لطایف الحیل دستی به سر و گوش الاغ کشید و با عنوان کردن مطالب دیگر زیارت الاغ را از خود منتفی ساخت…

۲ … میرزا علی‌اکبر مجتهد با تأسیس مدارس نوین در اردبیل به شدت مخالف می‌نمود و اشکولا (وی و مریدانش به مدرسه اشکولا می‌گفتند و از واژه school برگرفته شده‌است و به شکلی که در روسیه تلفظ می‌شده در اردبیل نیز شایع گشته‌است) را مرکز تدریس جغرافیا و دانست و این علم را که در آن از گردش زمین سخن می‌گفت از علوم ضاله می‌شمرد از این رو تأسیس آن را خلاف شرع می‌دانست و طرفداران وی آن را گناهکار و مستحق کیفر تصور می‌کرد. در نتیجه نه تنها بین طبقه جوان و روشنفکر طرفدارانی نداشت آنان را جزو مخالفان سرسخت خود نیز درآورده بود. تا آنجا که آنها و بازماندگان وی، اکنون نیز به خاطر این کار، او را نفرین می‌کنند.
۳ … نامه‌ای بود که خانم مدیره مدرسه برای فرمانده قزاق اردبیل نوشته و ضمن اعلام اینکه  کسان میرزا علی‌اکبر مجتهد با بیل و کلنگ ریخته می‌خواهند سقف اتاق‌ها را به سر دختران خراب کنند.
 فرمانده قزاق نیز در نامه جوابیه به عنوان «علیا مخدره علیه عالیه مدیره مدرسه مهستی بنات اردبیل» نوشته بود که قزاق فرستادم تا کسان میرزا علی‌اکبر را از آنجا دور سازند. در این لحظه که هر دو نامه در دست نگارنده کتاب (بابا صفری) بود در اتاق باز شد و دختر خانمی از دانش آموزان وارد گردید تا برای نوشتن معلم در تخته سیاه، گچ ببرد و او که مثل سایر دختران، سر و روی بی‌حجاب و روپوش مدرسه به تن داشت نوه میرزا علی‌اکبر مجتهد و دختر یکی از پسران وی بود و در آن روز کمتر از دوازده سال از مرگ او می‌گذشت…

همچنین بابا صفری در کتاب اردبیل در گذرگاه تاریخ جلد سوم می‌نویسد:

۴… در آن عهد (سال‌های ۱۳۳۸ قمری) بهانه بزرگ مخالفان مدارس جدید، دو امر بود که اینان آنها را با شرح و بسط عنوان می کردند و سرانجام مخالف با اسلام بودن مدرسه را نتیجه می گرفتند. یکی تدریس جغرافیا بود که چون در آن از گردش زمین (به دور خورشید) سخن گفته می شد از این رو بر خلاف دین به شمار می آمد و درس جغرافیا بدین سبب درس ضاله‌ای محسوب می گشت. دیگری زنگ مدرسه بود که مخالفان آن را تقلیدی از کلیسای مسیحیت قلمداد کرده  این عمل را کار مسیحیان و ارامنه می دانستند.
۵… آقای تدین می گوید من در این دو مورد به فکر چاره افتادم و سرانجام راه حلی برای آنها پیدا کردم. بدین طریق که به جای زنگ مدرسه ، که عملا برای اخطار و اطلاع دانش آموزان به کار می رفت یکی از شاگردان را که صدای موزون و ملیحی داشت انتخاب کرده مامور نمودم  که در پایان درس در وسط حیاط مدرسه بیاستد و با آواز بلند آیه ۵۶ سوره احزاب «إِنَّ ٱللَّهَ وَمَلَـٰٓئِكَتَهُۥ يُصَلُّونَ عَلَى ٱلنَّبِيِّۚ يَـٰٓأَيُّهَا ٱلَّذِينَ ءَامَنُواْ صَلُّواْ عَلَيۡهِ وَسَلِّمُواْ تَسۡلِيمًا » را بخواند. این کار جانشین زنگ شد و آغاز و پایان ساعت‌های درس و تفریح بدانوسیله اعلام گردید و علاوه بر آنکه رفع بهانه از مخالفان می نمود به ظاهر آنها را به تحسین نیز واداشت.
۶- در باب درس جغرافیا نیز یکی از افراد مورد احترام مرحوم آقا میرزاعلی اکبر (مجتهد) را که مرد روشن بین و بی‌غرضی بود نزد او فرستادیم. او در ضمن صحبت‌های خود با ایشان، سوالاتی را چنین مطرح کرد: که اگر کسی بخواهد از اردبیل عازم زیارت کربلا شود آیا می‌تواند در طول راه اسامی روستاها و شهرهایی را که از آن می گذرد یاد بگیرد؟ و رودها و کوه ها و دره ها را بشناسد و آنها را برای دیگران بگوید. آقا(میرزا علی اکبر مجتهد) نه تنها این سوالات را رد نکرد بلکه عنوان معرفه الارض آنها را لازم دانسته این کار را ستود.ما از این گفتار استفاده کرده و درس جغرافیا را نه بنام جغرافیا، بلکه به عنوان معرفه الارض تدریس کردیم. النهایه مطالبی را که در مقدمه این درس در مورد کرویت زمین و حرکات آن بود حذف نمودیم ولی به معلمین سپردیم که آنها را به صورت قصه و داستان خارج از درس به شاگردان بگویند.
۷- آقای تدین نکته سومی را هم یادآور شد و آن اینکه چون کلمه «مدرسه» در نزد مخالفان به مفهوم «اشکولا» تفسیر می گشت و معنی و مظهری از مسیحیت تعبیر می گردید از این رو بجای مدرسه تابلوی آن را به صورت «دبستان تدین» تهیه کردیم و شاید در تاریخ فرهنگ ایران یا لااقل در آذربایجان اولین باری بود که نام دبستان بجای مدرسه عنوان شد....

به واسطهٔ اصرار بیش از حد مردم به تحصیل فرزندانشان در مدارس نوین، توسعهٔ این مدارس دراردبیل با استقبال مواجه گردید؛ که نمونه‌ای از مدارس نوین به شرح ذیل است.
- مدرسه نصریه یا ادبیه[۶۰]
- مدرسهٔ جعفریه
- مدرسهٔ شرافت
- هیت نشر معارف
- مدرسهٔ رشدیه و روشن
- مدرسهٔ هدایت
- دبستان تدین
- مدرسهٔ صداقت

مدرسهٔ رشدیهٔ اردبیل
اعضا هیئت معارف اردبیل
مدرسهٔ تدین اردبیل
اعضا انجمن دبیرستان پهلوی اردبیل-۱۳۴۰ ه.ش
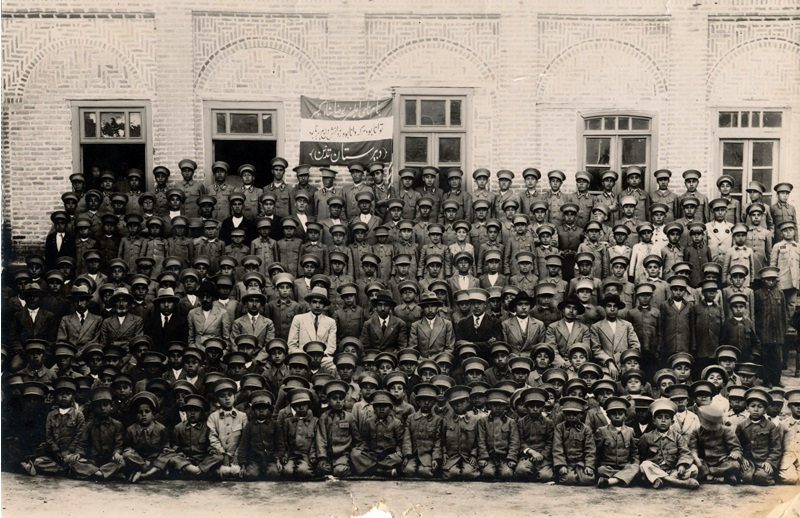
مدرسه تدین در اردبیل، سال ۱۹۳۵م/ ۱۳۱۴ش؛ مدرسه تدین از نخستین مدارس تأسیس شده در سده بیستم در اردبیل به‌شمار می‌رود که در در سال ۱۹۱۷م/۱۲۹۶ش گشایش یافت.

### پیشینهٔ پست در اردبیل
قدمت فعالیت پستی به شکل رسمی در شهرستان اردبیل با قدمت ساختمان این شرکت که در جنب ساختمان شهرداری مرکز اردبیل قرار دارد برابر است و به ۴۵ سال می‌رسد.
یک بانوی سال خورده اردبیلی می‌گوید: در آن سال‌ها به لحاظ اینکه وسایل ارتباطی امروزی وجود نداشتند برای مدت طولانی از احوال اقوام و آشنایان خود بی‌خبر می‌ماندیم و به‌طور تقریبی حداکثر در طول یک ماه نامه‌ای از این افراد می‌رسید.
در نامه‌های آن زمان عبارت زیر در سربرگ نامه‌ها تکرار می‌گردید:با عرض سلام و خسته نباشید، امیدوارم که سلامت باشید و اگر از احوالات اینجانب جویا باشید ملالی نیست به غیر از دوری شما.

## نخستین شهری که لوله‌کشی آب شد
اردبیل، اولین شهر ایران از لحاظ لوله‌کشی آب شرب می‌باشد. تاریخ این لوله‌کشی احتمالاً به دوره صفوی معطوف می‌گردد. به‌طوری‌که آثار آن در حفاری‌های صورت پذیرفته شده موجود می‌باشد. بابا صفری در کتاب
اردبیل در گذرگاه تاریخ می‌نویسد :نگارنده خود برخی از این منبع‌ها را دیده و آب این لوله‌کشی را در جنوب پل پل هفت‌چشمه (پل داشکسن) و کنار رودخانه، در جاییکه معروف به چشمه اوستی بود مشاهده کرده بود. در اینجا یکی از تنبوشه‌ها (لوله‌های سفالی) شکسته و آب مثل چشمه از آن بیرون می‌آمد و این بود که آنجا را چشمه اوستی یعنی سرچشمه می‌گفتند. در شهر یک رشته قنات نیز ظاهر می‌شد که یادگار عهد صفویه بود و بنام قنات اهل ایمان شهرت داشت. آب آن، در آن تاریخ برای تأمین مصرف کسانی بود که در آرامگاه شیخ صفی‌الدین اردبیلی اطعام می‌شدند ولی بعدها در کنار دیوار مسجد عالی قاپو مورد استفاده قرار می‌گرفت و تا سال ۱۳۱۶ خورشیدی نیز آب آن جریان داشت لیکن از آن سال به بعد کم‌کم خراب شده و به کلی از بین رفت. این لوله‌کشی در سال ۱۳۸۴–۱۳۸۵ در محل پارکینگ طبقاتی محله طوی در زمان گودبرداری برنامه مزبور در مجاورت خانه وکیل‌الرعایا به قطر تقریبی ۳۰ سانتیمتر مشاهده گردید.

## وضعیت طبیعی

### جغرافیا

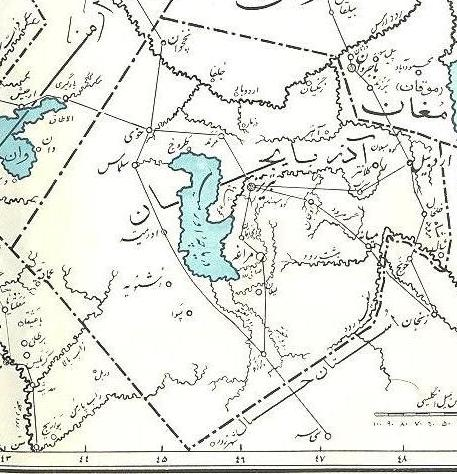
اردبیل در استان آذربایجان در دوره خلفای عباسی

شهر اردبیل در میان دشتی با همین نام در ارتفاع ۱۵۰۰متری از سطح دریا و در میان کوه‌های تالش و سبلان در شمال غرب فلات ایران جای گرفته و دارای زمستان‌‌های سرد و تابستان‌‌های معتدل است.
سه جریان آب وهوایی با ویژگیهای متفاوت اقلیم و آب وهوای اردبیل را تحت تأثیر خود قرارمی دهد که عبارتند از:
- جریان مدیترانه‌ای با ماهیت معتدل از غرب اردبیل که منشأ مهم واصلی بارش‌های جوی تواماً با تعدیل درجه حرارت و رطوبت هوا می‌باشد.
- جریان هوای سیبری آسیای مرکزی با ماهیتی بری و سرد از شمال شرقی وارد و پس از عبور از دریای خزر و جذب بخار آب اردبیل در تابستان باعث کاهش شدید گرما و خنک شدن هوا می‌شود.
- جریان شمالی با ماهیتی سرد که با ورود این جریان از شمال و شمال غرب با سرمای شدید و بارش سنگین را در اردبیل میسر می‌سازد.
- در منطقه دونوع باد محلی و بادهای جبهه‌ای که بانفوذ جبهه به طرف منطقه شروع می‌شود.
- هر سال در اردبیل به‌طور تقریبی۹ الی ۸ روز در سال توأم باتوفان رعدوبرق است که فراوانی آن درماه‌های اردیبهشت و خرداد که ماه‌های گذر فصل سرد به فصل گرم بیشتر از سایر ماه‌های سال می‌باشد.[۶۵]

### آب‌وهوا

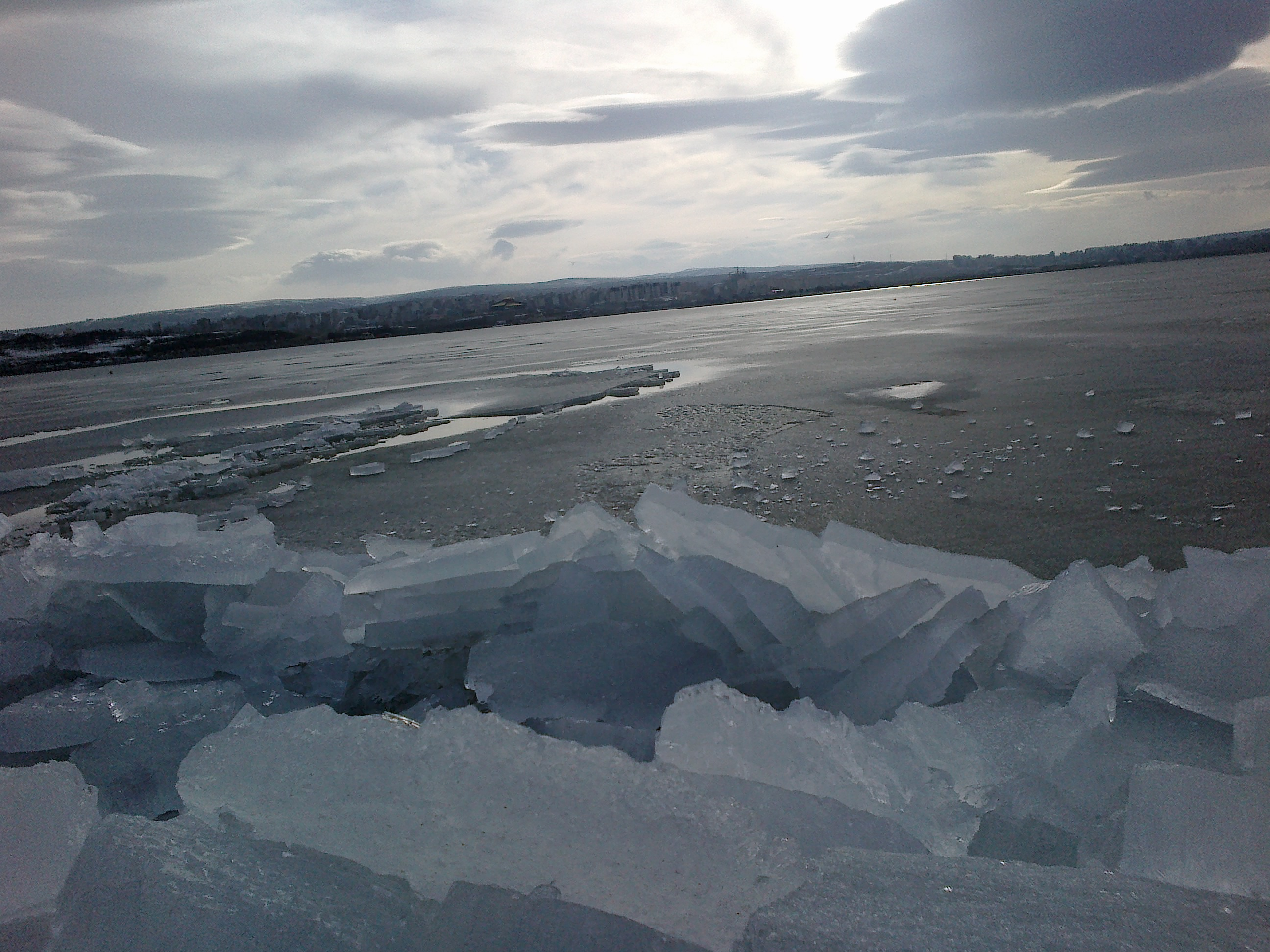
نمایی از دریاچه یخ‌زده شورابیل در فصل زمستان

اردبیل با واقع شدن در دامنه کوه مرتفع سبلان با ارتفاع ۱۳۳۸ متر و با فاصله کم از بندر آستارا با ارتفاع ۳۰ - به منزله دامنه وسیع کوه مرتفعی مشرف بر دریاست که دارای اقلیم مناطق فوقانی از یک طرف و تأثیرپذیر از مناطق بحری از طرف دیگر است.
شهرستان اردبیل دارای چهار اقلیم مدیترانه‌ای گرم، مدیترانه‌ای معتدل، کوهستانی سرد و معتدل است. این شهرستان به عنوان یکی از مناطق سردسیر ایران و استان بین پنج تا هشت ماه از سال سرد است. بارندگی نیز در تمام فصول وجود دارد، ولی شدت آن در بهار و پاییز بیشتر است.
براساس گزارش ایستگاه هواشناسی اردبیل که در ارتفاع ۱۳۷۲ متری واقع شده، بارندگی این شهر در سال ۱۳۷۲ برابر ۷/۳۲۷ میلی‌متر گزارش شده‌است. این شهرستان دارای زمستان‌های بسیار سرد و تابستان‌های معتدل است. متوسط درجه حرارت آن در حدود هفت درجه سانتی‌گراد است. وجود کوهستان‌های سبلان، تالش و بزغوش، تأثیر بخارهای دریای خزر و بادهای سرد شمالی و وجود جنگل‌های شمال و شرق آن در میزان بارندگی و نوسان دمای شهرستان اردبیل بسیار مؤثر است.
| آب و هوای اردبیل            | آب و هوای اردبیل | آب و هوای اردبیل | آب و هوای اردبیل | آب و هوای اردبیل | آب و هوای اردبیل | آب و هوای اردبیل | آب و هوای اردبیل | آب و هوای اردبیل | آب و هوای اردبیل | آب و هوای اردبیل | آب و هوای اردبیل | آب و هوای اردبیل | آب و هوای اردبیل |
|                             | ژانویه           | فوریه            | مارس             | آوریل            | مـــــه          | ژوئـن            | ژوئیـه           | اوت              | سپتامبر          | اکتبـر           | نوامبر           | دسامبر           | سـال             |
| --------------------------- | ---------------- | ---------------- | ---------------- | ---------------- | ---------------- | ---------------- | ---------------- | ---------------- | ---------------- | ---------------- | ---------------- | ---------------- | ---------------- |
| گرم‌ترین C°                  | ۵                | ۹                | ۲۷               | ۳۲               | ۲۹               | ۳۲               | ۳۸               | ۳۶               | ۲۸               | ۲۸               | ۱۵               | ۱۸               | ۳۸               |
| میانگین گرم‌ترین‌ها C°        | −۴٫۹             | ۲٫۲              | ۱۷٫۶             | ۲۰٫۲             | ۱۸٫۴             | ۲۰٫۲             | ۳۱               | ۲۷٫۶             | ۲۱٫۶             | ۱۵٫۱             | ۸٫۱              | ۱٫۴              | ۱۴٫۸۷            |
| میانگین سردترین‌ها C°        | −۱۸٫۹            | −۱۰٫۳            | ۰٫۷              | ۳                | ۴٫۳              | ۸                | ۲۱               | ۶                | ۱۰٫۹             | ۶٫۱              | −۰٫۶             | −۱۱              | ۱٫۶              |
| سردترین C°                  | -۳۳              | -۲۲              | -۷               | -۴               | -۱               | ۳                | ۱۲               | ۱۰٫۶             | ۶                | ۳                | -۵               | -۲۵              | -۳۳              |
| منبع: سایت توتیمپو اوت ۲۰۰۹ |                  |                  |                  |                  |                  |                  |                  |                  |                  |                  |                  |                  |                  |

## مردم

### زبان
مردم اردبیل، مردم آذربایجان هستند و زبان مردم شهر اردبیل، ترکی آذربایجانی است. در بخش عنبران و برخی روستهای بخش ویلکیج شهرستان نمین و همچنین روستای پیله رود نمین زبان تالشی و در بخش شاهرود و بخش خورش رستم خلخال نیز زبان تاتی رایج است. 

### دین
بیشتر مردم این شهر، پیرو دین اسلام و مذهب شیعه هستند. یک بخش سنی مذهب نیز در بخش عنبران واقع در شهر نمین استان اردبیل سکونت دارند. همچنین مسیحیان شهر که اغلب ارمنی بوده‌اند در دهه‌های گذشته مهاجرت نموده‌اند.

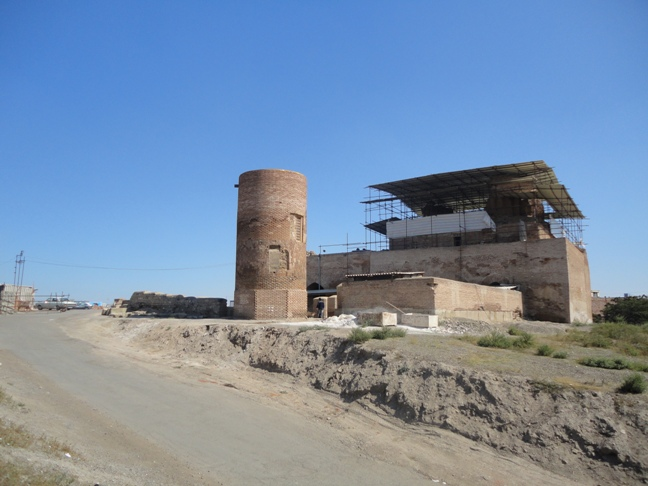
جمعه‌مسجد از مساجد قدیمی آذربایجان با قدمتی به دوره سلجوقیان

### جمعیت
جمعیت اردبیل در اولین سرشماری رسمی ایران که در سال ۱۳۳۵ خورشیدی انجام پذیرفت، بالغ بر ۶۵٬۷۴۲ نفر بوده‌است. این تعداد در سال ۱۳۴۵ خورشیدی به ۸۳٬۵۹۶ نفر، در سال ۱۳۵۵ خورشیدی به ۱۴۷٬۸۶۵ نفر، در سال ۱۳۶۵ خورشیدی به ۲۸۱٬۹۷۳ نفر و در سال ۱۳۷۵ خورشیدی به ۳۴۰٬۳۸۶ نفر افزایش پیدا کرد.
جمعیت اردبیل براساس نتایج نهایی سرشماری عمومی نفوس و مسکن سال ۱۳۹۵ خورشیدی بالغ بر ۵۲۹۳۷۴ بوده‌است که از این جهت، شانزدهمین شهر پرجمعیت ایران به‌شمار می‌رود. برپایهٔ همین آمار از مجموع جمعیت شهر اردبیل ۲۴۶۶۱۸ نفر را مردان و ۲۳۸۵۳۵ نفر را زنان تشکیل می‌دهند. همچنین شمار خانوارهای این شهر بالغ بر ۱۵۸۶۲۷ خانوار بوده‌است.
بر پایه سرشماری عمومی نفوس و مسکن در سال ۱۳۹۵ جمعیت این شهر ۵۲۹٬۳۷۴ نفر (در ۱۵۸٬۶۲۷ خانوار) بوده‌است.

## اماکن تاریخی

### کاوش در منطقهٔ اردبیل
بررسی‌های انجام‌شده در چهار نوع گور تاریخی در منطقهٔ اردبیل، دوران عصر آهن I تا دوران عصر آهن III را به وضوح ترسیم می‌نماید. تقریباً هیچ‌کدام از این گورها سالم نیستند و به‌نظر می‌رسد در گذشته‌های بسیار دور مورد تاراج قرار گرفته‌اند. این نوع از گورستان‌ها را کورگان می‌نامند و در تمامی مناطق قفقاز و قفقاز جنوبی پراکنده هستند و به لحاظ سازه و معماری به انواع مختلفی تقسیم می‌شوند. هرکدام دارای مشخصات خاصی هستند؛ ولی عملکرد تمام آن‌ها به یک گونه بوده‌است. گورستان‌های بررسی‌شده بین اردبیل و مشگین‌شهر قرار گرفته‌اند.

### مجموعهٔ بقعه و مزار شیخ صفی‌الدّین اردبیلی

بقعه شیخ صفی الدین اردبیلی

بقعهٔ شیخ صفی- که از بناهای منحصربه‌فرد در میان ساختمان‌های مذهبی است- شامل تعدادی از بناهای دوره‌های مختلف است که نخستین بار شاه طهماسب آن‌ها را به‌صورت مجموعه واحدی درآورد. بعدها شاه عباس باعث افزودن بناهای مهم به این مجموعه و اصلاحاتی در آن گردید.
اهمیّت زیاد این اثر تاریخی به‌طور کلی در رابطه‌ای که با سلسله خاندان سلاطین صفویّه دارد جلوه‌گر می‌شود. اسلاف شاهان صفویّه و همچنین شاه اسماعیل یکم سرسلسله این خاندان در داخل این مجموعه تاریخی به خاک سپرده شده‌اند.
این مجموعه از نظر معماری اسلامی دارای اهمیّت فوق‌العاده است. هر یک از عمارات منفرد آن بی‌نظیر می‌باشد. این امر در مورد خود مقبره کمتر صادق است تا در مورد نمازخانه مقابل آن.
ضلعی که مقابل حیاط قرار گرفته مانند نمای کاخی ساخته شده‌است. طرح این بنا در هنر شرق بیگانه به نظر می‌رسد و بیشتر رنسانس را به خاطر می‌آورد. لیکن جزئیات یعنی کاشیکاری، طرح‌ها، قاب، پنجره‌ها، مقرنس‌کاری‌ها، آجرکاری‌ها که با فاصله و بندهای وسیع‌تری انجام گرفته هنر خالص شرقی است.
بناهای متعلّق به بقعهٔ شیخ صفی عبارتند از: در ورودی و حیاط بزرگ- حیاط کوچک یا دالان روباز- صحن بقعه- مسجد جنّت‌سرا- حیاط مقابر- شهیدگاه- چلّه‌خانه.
قسمت‌های اصلی بقعه عبارتند از: «رواق یا قندیل خانه- مقبره شیخ صفی- مقبره شاه اسماعیل صفوی- حرمخانه- چینی خانه».
بقعهٔ شیخ صفی الدّین از نظر کاشیکاری و تزیینات از زیباترین ابنیه تاریخی دورة صفوی محسوب می‌شود.
مجموعه بناهای مذهبی شیخ صفی یکی از شاهکارهای هنری و معماری دورهٔ اسلامی ایران است که از لحاظ تزیینات کاشی کاری معرّق و کتیبه‌های زیبا در خور توجّه می‌باشد. مناظر تزیینی مجموعهٔ بناهای مذهبی شیخ صفی چه از داخل و چه از خارج شامل نقّاشی، گچ بری، قطارسازی و مقرنس کاری با رنگ طلایی می‌باشد که بسیار زیباست. این مجموعهٔ مذهبی که بر فراز یک بنای متعلّق به عصر مغول ساخته شده‌است، به درستی معلوم نیست که در چه زمانی تکمیل و توسعه یافته‌است.

### مجموعهٔ بقعه و مزار شیخ امین‌الدّین جبرئیل

مقبره شیخ امین الدّین جبرئیل

مقبرهٔ «شیخ امین‌الدین جبرییل» پدر شیخ صفی‌الدین اردبیلی از جملهٔ بهترین نمونهٔ مقابر گستردهٔ معماری اسلامی ایران محسوب می‌شود که سادگی و موزون بودن اجزای آن و سرانجام تزیین فوق‌العاده در سطوح داخلی این بنا، آن را در زُمرهٔ شاهکارهای معماری دورهٔ صفویه قرار داده‌است.
این مقبره بنایی است که به‌طور نامساوی از دو قسمت تشکیل یافته، یک عمارت چهارگوش مرکزی و یک مقصوره مانند پنج ضلعی در جلو. اضلاع این بنا که بر روی شالودهٔ سنگی قرار گرفته دارای تاق‌نماهای نوک تیزی است.
برجی که شبیه برج مقبرهٔ شیخ صفی است احتمالاً مربوط به سده هشتم ق چهاردهم م است که شیخ صدرالدین موسی پسر دوم شیخ صفی آن را ساخته‌است، اما عمارتی که بر روی شالودهٔ اطراف بنای اصلی قرار گرفته، در زمان‌های بعد یعنی هم‌زمان با بقعهٔ شیخ صفی در اوایل سده دهم/شانزدهم م بنا گردیده‌است.
این مقبره در وسط محوطهٔ محصور وسیعی واقع شده و از قسمت‌های زیر تشکیل یافته‌است: حصار، حیاط بقعه، ایوان جلوبنا، رواق، بنای اصلی بقعه، حجرات و غرفه‌ها.

### مزار پیران اردبیل
پیران اردبیل بر دو قسم خوانده می‌شدند، یک عده پیر و یک عده دیگر را شاه می‌نامیدند.
پیران اردبیل: پیرعبدالملک، پیرشمس‌الدین، پیرمادر، پیرعبدالله در قاسمیه، پیرابوسعید در سرچشمه، عوض الخواص، شیخ محی الدین، پیرقنبلان (تازه میدان)، سیداحمد اعرابی، عربشاه اردبیلی، شیخ‌صدرالدین، شیخ‌صفاعلی می‌باشند.
شاه: زینال‌شاه، سلیمان‌شاه، عبدالله‌شاه،

### مسجد جمعهٔ اردبیل
مسجد جمعه، که تحت شمارة ۲۴۸ در تاریخ ۲۸ خرداد ماه سال ۱۳۱۵ جزو آثار ملّی به ثبت رسیده، در قسمت شمال شرقی اردبیل و بر فراز تپّه‌ای بلند و در میان گورستانی مرتفع، حدّ فاصل کوچه‌های عبدالله شاه و پیرشمس‌الدّین قرار گرفته‌است.

بر طبق روایاتی که در محلّ وجود دارد، مسجد جمعه دقیقاً بر جای یک بنای پیش از اسلام برپاشده و چنین تصوّر می‌شود که محلّ آن آتشگاهی بوده که در صدر اسلام، هم‌زمان با روی آوردن مردم به دین اسلام، به مسجد تبدیل شده‌است.
"این مسجد در شرق شهر و روی یک بلندی کوچک قرار دارد و جهت استفاده نمازگزاران به قسمت‌های کوچک تقسیم شده؛ بخش اصلی که زیر گنبد قرار گرفته (گنبدخانه) به قدر کفایت بزرگ است و گرداگرد آن دیواره‌ای است که رفته‌رفته به شکل ناقوس درآمده‌است. در جلوی مسجد نیز یک چشمه قرار دارد.
این بنا برای نخستین بار در سده پنجم هجری قمری، احتمالاً بر روی ویرانه‌های یک بنای زمان ساسانی ساخته شده، و در آن زمان از یک شبستان گنبد دار مربّع و تالار تاق دار بلند مرکّب بوده‌است. وقتی که مغولان در سال ۱۲۱۷ میلادی شهر اردبیل را نابود کردند، به مسجد جمعه آسیب فراوان وارد آمد و گنبد آن در سال ۶۵۰ هجری قمری دوباره ساخته شد و در آن زمان بعضی قسمت‌های آن با گچ پوشیده و بندکشی کاذب و توپی روی آن نقش گردید. در اواسط سده هشتم هجری قمری، شبستان گنبد سفیدکاری شده و محراب گچی ساخته شد و روی آن با نقّاشی تزیین گردید.
عناصری که [در مسجد جمعه] از سده هشتم [هجری قمری] وجود دارد، شامل پوشش گچی سختی است که سطوح دیوار داخلی اتاق گنبد را پوشانیده و محراب مقرنس و تزیینات دیگر نقّاشی شده‌است. نمای تاق‌های گوشه‌ای و نغول مدوّر و تزیینات دیوارهای تحتانی تزیین شده و طرح‌های آن به رنگ نیلی است که با الگو انداخته شده‌است. تزیینات مزبور شبیه تزیینات داخلی مقبره اولجایتو و برج ابرقو است، ولی در مسجد جمعه اردبیل طرح‌ها دقیق تر و ظریف تر و محدود به نواحی معیّن است.
جمعه مسجد از نظر پلان در ردیف مساجد با ترکیب چهار تاق و ایوان قرار می‌گیرد. این ترکیب در قرون اولیه اسلامی به شکل چهار تاق بوده‌است که در مسیر تکامل خویش به صورت کنونی درآمده‌است. در زمان سلجوقیان این ترکیب چهار تاق در سمت عقب و ایوان در سمت جلو متداول و معمول شد. بدون تردید مساجد با ترکیب چهار تاق و ایوان، که در عصر اسلامی در معماری جای گرفتند ملهم از آتشکده‌های عصر ساسانی بوده‌اند.

### پل‌های تاریخی اردبیل

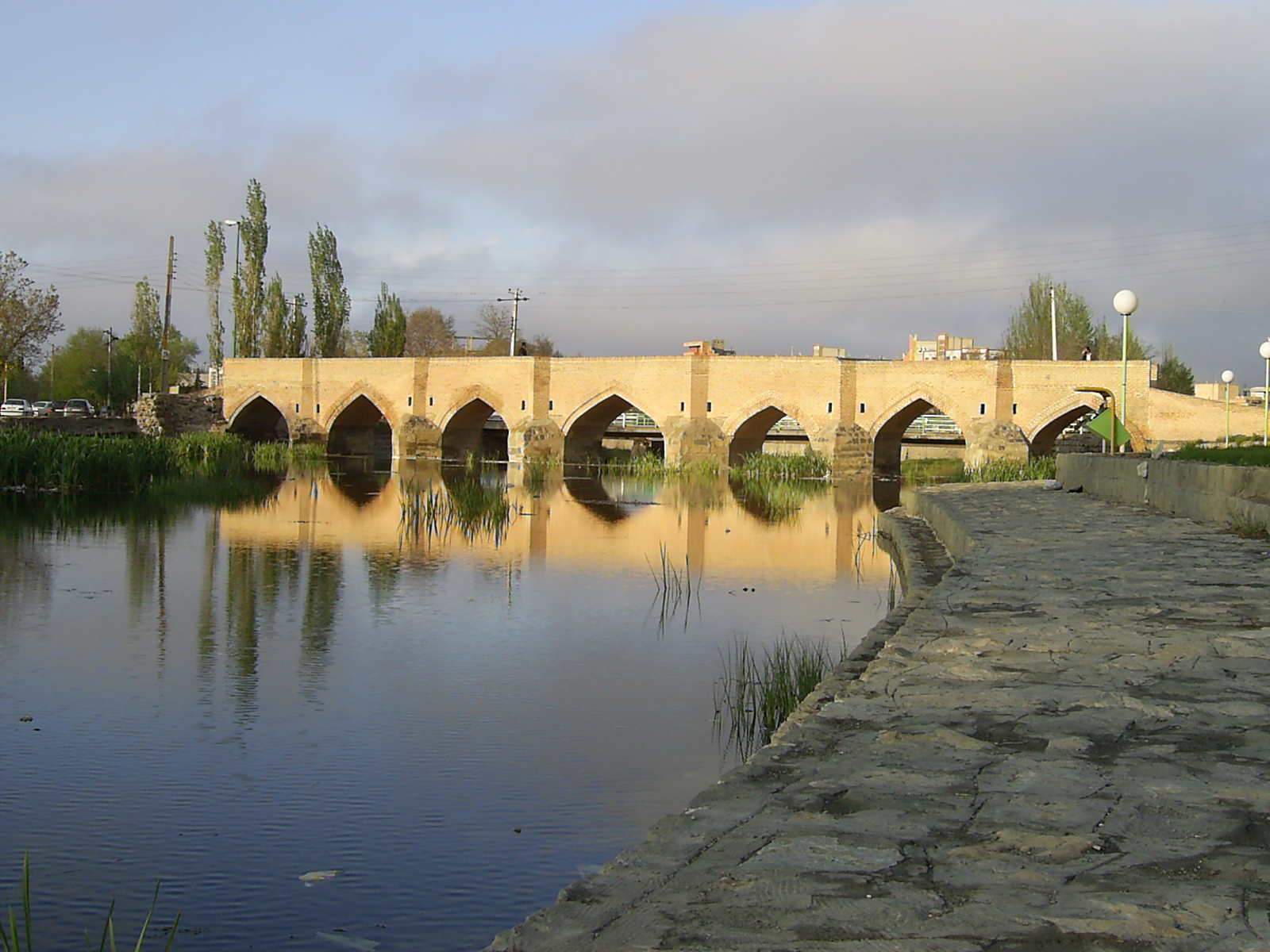
پل هفت چشمه (داشکسن)

- پل هفت چشمه (داشکسن)
- پل یعقوبیه
- پل نادری
- پل سیدآباد
- پل کهرالان (کلخوران)
- پل سامیان
- پل قره سو
- پل ابراهیم‌آباد
- پل قرمز (قیرمیزی کورپی)

### بازار تاریخی اردبیل
بازار اردبیل یادگاری از دوره صفوی و ماقبل انست. در سده دهم هجری در زمان حکومت شاه طهماسب اول بازارهای اردبیل از رونق بسیار زیادی برخوردار بوده‌اند.

بازار فرش اردبیل

تقسیم‌بندی کل بازار اردبیل عبارتند از: بازار بقالان، قصابان، خراطان، سراجان، قیصریه، چاقو فروشان، کلاه دوزان و… سرای دیگر اشاره کرد. راسته‌های موجود در بازار اردبیل عبارتند: از راسته اصلی بازار، راسته قیصریه، علافان، راسته پیرعبدالملک، بازار زرگران، سراجان، پارچه فروشان، کفاشان، مسگران، چاقوسازان، آهنگران و سراهای آنها. در سده هفتم و هشتم بازار اردبیل رونق فراوان داشته‌است. در دوره‌های بعد، قسمتی از بازار بزرگ و تیمچه‌ها و سراها از موقوفات بقعه شیخ صفی الدین به‌شمار می‌رفت و درآمد و عواید حاصله به مصرف مخارج این بقعه می‌رسید.

### گرمابه‌های تاریخی

حمام تاریخی اوچ دکان

گرمابه‌های تاریخی اردبیل معمولاً قدمتی طولانی دارند. نقشه‌های تاریخی موجود از بافت قدیمی شهر نشان می‌دهند که بیشتر گرمابه‌های شهر در کنار مساجد قرار داشته‌اند. نامگذاری یک روز در هفته بنام روز حمام در اردبیل به جهت توجه به نظافت و پاکی ظاهری و باطنی نزد پیشینیان این منطقه نشان از اهمیت نظافت و پاکیزگی داشته‌است که در آن روز افراد به حمامهای عمومی می‌رفتند. شاید اردبیل تنها شهر کشور باشد که، یک رز هفته را به نام روز حمام نامگذاری کرده بودند. حمامهای اردبیل شگفتی و توجه مورخان و جهانگردان به‌ویژه مقدسی یکی از مورخان در کتاب احسن التقاسیمرا نیز به زیبایی و پاکیزگی حمامهای این شهر اشاره کرده‌است. اولین حمامی که دارای بیشترین قدمت تاریخی بوده و جزو میراث ارزشمند منطقه محسوب می‌شده حمام کهنه بوده که طبق اسناد تاریخی این حمام در منطقه تاریخی و باستانی اردبیل یعنی راسته پیر عبد الملک بازار و در مسیر خیابان آیت‌الله کاشانی کنونی قرار داشته که در جریان احداث خیابان مذکور به سال ۱۳۳۵ویران شد. به عقیده کارشناسان باستان‌شناسی پایین بودن سطح حمامها  به‌دلیل حفاظت از هوای آزاد است تا محوطه داخل حمام در زمستان گرم و در تابستان خنک باشد.
حمام کهنه قدیمی‌ترین حمام اردبیل و قدمت قبل از اسلام دارد که دارای گنبدهای جسیم، طاقهای گسترده و پایه‌های عظیم بوده و از کف بازار حداقل ۱۰ متر پایین‌تر داشته‌است و راه رسیدن به آن از ۱۵ تا ۲۰ پله می‌گذشت.

#### گرمابه‌های دورهٔ صفویه
- گرمابه ابیش آباد (واقع در زیر بازار جدید طلافروشان، معروف‌ترین و قدیمی‌ترین حمام شهر که قدمت آن دقیق مشخص نمی‌باشد ولی به نظر می‌رسد قدمت آن برابر با قدمت بازار اردبیل باشد، سازه‌های سفالی و گنبد آن هنوز هم سالم و زیر زمین مدفون هست. این حمام متعلق به نوری زاده‌ها و بزرگرنیاری‌ها بوده‌است)
- گرمابه قرادگنک (لطفی)
- گرمابه حاج محسن
- گرمابه حاج شیخ
- گرمابه آقانقی یا ظهیرالاسلام تبدیل به موزه مردم‌شناسی اردبیل
- گرمابه یعقوبیه
- گرمابه میرزا حبیب
- گرمابه ابراهیم‌آباد
- گرمابه زینال
- گرمابه منصوریه
- گرمابه سیدآباد

#### گرمابه‌های دورهٔ قاجاریه
- گرمابه پیر
- گرمابه سرچشمه
- گرمابه اوچ دکان
- گرمابه پیرزرگر[۹۵][۹۶]

### موزه‌ها

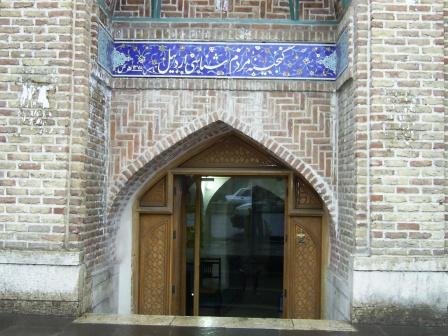
موزه مردم‌شناسی اردبیل-میدان عالی قاپو

اردبیل  به‌دلیل داشتن تاریخ کهن، همواره آثار تاریخی بیشماری را در خود جای داده‌است. به همین دلیل آثار موجود در موزه‌های اصفهان، تبریز میراثی از تاریخ اردبیل به‌شمار می‌رود که دردوره‌های تاریخی بالاخص دوره صفویه از این دوران می‌باشد.
- موزه تاریخ طبیعی اردبیل[۹۷]
- موزه مردم‌شناسی اردبیل[۹۸]
- موزه صنایع دستی اردبیل[۹۹]
- موزه شیخ صفی الدین اردبیلی [۱۰۰]
- موزه مفاخر اردبیل[۱۰۱]
- موزه تخصصی باستان‌شناسی[۱۰۲]
- موزه سنگ و کتابخانه تخصصی بقعه شیخ صفی اردبیلی[۱۰۳]
- موزه چینی خانه[۱۰۴]
- موزه تاریخ علوم اردبیل
- موزه عمارت شهرداری اردبیل
- موزه کتیبه شیخ صفی الدین اردبیلی
- موزه اسناد شیخ صفی الدین اردبیلی
- موزه سکه شیخ صفی الدین اردبیلی

### کاروانسراها
باتوجه به جایگاه تجاری-اقتصادی شهر اردبیل طی ادوار گذشته و در پی آن ورود تجار و مسافران مختلف، بدیهی است مکان‌هایی برای اقامت و اتراق مسافران و چهارپایان درنظرگرفته شده بود که اصطلاحاً کاروانسرا نامیده می‌شد؛ که سرا هم به اختصار نامیده می‌شد. به‌طور نمونه: سرای حاج احمد، سرای گلشن، کاروانسرای زنجیرلی و…
در نقشه‌های سال ۱۸۲۷ میلادی ۳ کاروانسرای شهر در نزدیکی دروازه قنبلان و اطراف بازار قرار داشته‌اند.
- کاروانسرای عباسی نقدی کندی
- کاروانسرای سرباز وطن (قانلی بلاغ)
- کاروانسرای شورگل

### خانه‌های تاریخی اردبیل
- خانه آقازاده (اردبیل)
- خانه ارشادی
- خانه چنذاب
- خانه خادم باشی
- خانه خلیل‌زاده
- خانه رضازاده
- خانه سید هاشم ابراهیمی
- خانه شریعت (اردبیل)
- خانه صادقی اردبیل
- خانه مرحوم مروج (خلیل‌زاده)
- خانه مشروطه اردبیل
- خانه مناف زاده
- خانه میر فتاحی
- خانه نوری زینال (خوئی)
- خانه وکیل‌الرعایا
- خانه مصطفوی
- خانه تقوی
- خانه اربابی (اردبیل)
- خانه سلیم مؤذن زاده اردبیلی[۱۰۶]

### خانهٔ مشروطهٔ اردبیل
خانه مشروطه اردبیل خانه قاجاری اسماعیل بیگ متعلق به مرحوم اسماعیل بیگ شیروانی کاردار فرهنگی سفیر روس در اردبیل و تاجر اهل اردبیل در جریان قحطی سال ۱۳۲۷ هجری قمری که با محاصره این خانه توسط قشون روس که مأمن مردم بوده‌است توسط حاج باباخان اردبیلی سیاستمدار و همرزم ستارخان سردار ایرانی در دوره جنبش مشروطه آزاد شده‌است در همایش ملی ثبت میراث فرهنگی کشور در بندر ماهشهر در آذرماه ۱۳۹۸ با موافقت کارشناسان دفتر ثبت آثار تاریخی ایران در فهرست آثار ملی کشور به ثبت رسید.
غار باستانی روستای گلستان
روستای گلستان در فاصله ۱۲ کیلومتری شهرستان نیر و ۴ کیلومتری جاده نیر اردبیل قرار گرفته‌است. دارای طبیعی سر سبز و باصفا و آب هوای خنک و معتدل در تابستان و بهار و پائیز می‌باشد اما آنچه این روستا را در بین روستاهای دیگر ممتاز کرده وجود غاری در دامنه جنوبی کوه نسبتاً بلندی موسوم به قروقچی داغی که نقش مهمی در زندگی مردمان دوران باستان در مواقع عادی و حمله دشمن داشته‌است.

## محله‌ها
شهر اردبیل دارای شش محله اصلی است که با نام محلات ششگانه شناخته می‌شود و تمام محلات دیگر وابسته به این شش محله هستند. از گذشته‌های دور تا زمان حاضر محلات ششگانه این شهر به دو دسته تقسیم می‌شود: محلات حیدری و محلات نعمتی. محلات حیدری شامل سه محله پیر عبدالملک، طَویٰ (طاوار) و اوچ دکان می‌باشد و محلات نعمتی شامل سه محله عالی قاپو (دروازه یا زنجیر)، سرچشمه (چشمه باشی) و گازران (اونچی میدان) است.
لیست زیر محلات ششگانه شهر اردبیل و محلات تابعه‌شان را نشان می‌دهد.

### محلات نعمتی
- گازران یا اونچی میدان
  - عباسیه
  - اکبریه
  - محله صاحب‌الزمان
  - محله امام حسن عسکری
  - خاتم‌النبیین
  - محله امام صادق
  - ائمّه
  - محله امام سجاد
  - زینبیه
  - قاسمیه
  - آقاکاظم
  - قاجاریه
  - چراغعلی
  - تازه میدان (قنبلان)
- سرچشمه (چشمه باشی)
  - معمار
  - حسین‌آباد
  - ولیعصر
  - اصغریه
  - اجیرلو
  - رقیه
  - راه انزاب
  - فاطمیه (دروازه مشکین)
  - دروازه آستارا
  - حافظیه
  - حاجی قهرمان
  - محمدیه
  - ایمان قلی
  - خیرال
  - حسینیه میرزاده خانم
  - یَساول
  - تازه شهر
- عالی قاپو (دروازه یا زنجیر)
  - باغمیشه
  - معجز یا جلیل شاه سابق
  - میرزا بخشعلی
  - کرداحمد
  - زینال
  - ارس (میدان مادر)
  - کشاورز
  - حافظ
  - رجایی
  - آرازعلی
  - ملا باشی
  - کارشناسان
  - سعدی
  - طالقانی
  - ملّا هادی
  - سلیمان شاه
  - علیّه
  - غریبان
  - منصوریه

### محلات حیدری
- طوی (طاوار)
  - نواب صفوی (قره دینک)
  - داشچیلار
  - توپچیلار
  - کوچه اسلامی (شاه باغی)
  - داشکسن (ججین)
  - سبلان فاز۱و۲
  - والی
  - امام خمینی
  - آزادی
  - قدس
  - شام اسبی
  - دادگستری
  - کوثر
  - مخابرات
  - کشاورزی
  - نادری
  - اندیشه
  - عطایی
- اوچ دکان
  - یعقوبیه
  - پیرمادر
  - آبروان
  - ابراهیم‌آباد
  - علی‌آباد
  - سلطان آباد
  - جعفریه
  - رقیه (علی‌آباد)
  - عباس‌آباد
  - سادات
  - ولیعصر
  - ابوطالب
  - صفا
  - نیار
  - بعثت
  - کاشانی
  - یوسف آباد
  - جمشید آباد
  - سبلان
  - راه نیار
  - بهارآباد
  - ایثار
  - مقدّس
  - هاشم‌آباد
  - پیله سهران (رازی)
- پیر عبدالملک
  - پیرزرگر
  - کوچه علی
  - جمعه مسجد
  - حسین علی
  - نمه‌لر
  - فرهنگیان
  - پیر شمس‌الدین
  - سیدآباد
  - عبدالله شاه
  - ژاندارمری
  - شاهد
  - پردیس
  - زرناس
  - صادقیه
  - رسالت
  - دانش آباد
  - احمدیه
  - انزاب
  - حسن‌آباد

## محرم در اردبیل
شروع رسمی محرم در اردبیل با تشت‌گذاری و متعاقبا با تشکیل دسته‌های زنجیرزنی، سینه زنی و ... به صورت مرتب در قالب دسته جات که به حیدری و نعمتی معروف هستند ادامه می یابد.

### تشت گذاری

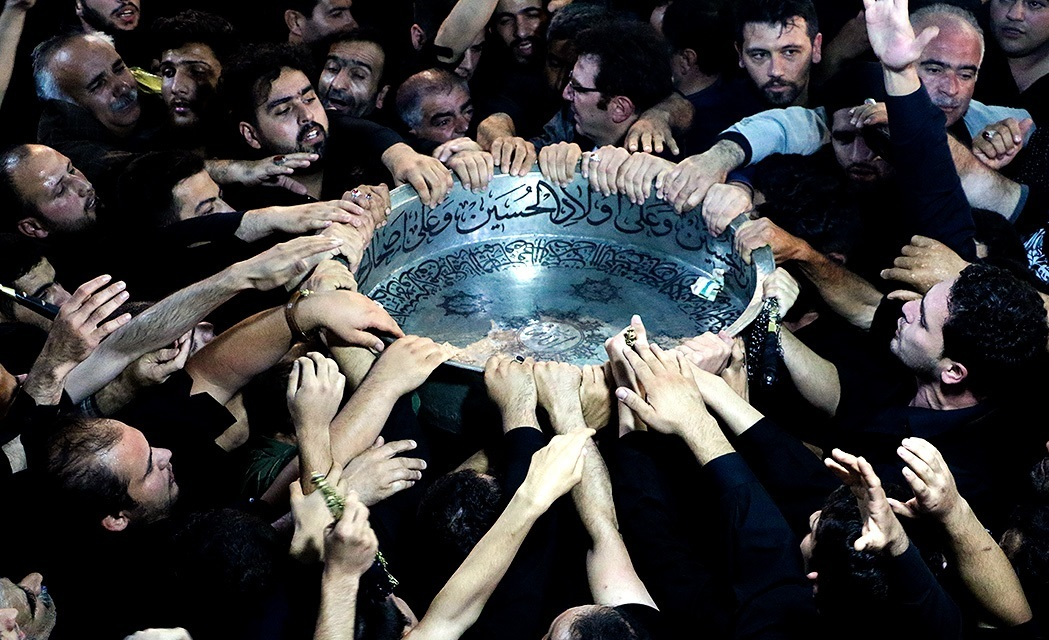
تشت‌گذاری در اردبیل، شهریور ۱۳۹۸

آیین تشت‌گذاری یکی از قدیمی‌ترین سنتها و مناسک اسلامی است که جمع کثیری از مردم ترک‌زبان ایران، با این آیین عزاداری‌های محرم را شروع می‌کنند.
مراسم تشت گذاری، مراسمی است سنتی که در عزاداری ایام عاشورا و عمدتاً در شهرستان اردبیل برگزار می‌شود و تشت‌های آب را که رمزی از فرات می‌باشد در مساجد و حسینیه‌ها می‌آورند و این سنت به پیروی از اقدام حسین بن علی و یادآور رفتار جوانمردانه او در مقابل سپاه حر می‌باشد که به روایتی آن حضرت، در روز ۲۷ ذیحجه، آب مشکها را در تشتها ریخته و تمام لشکر حر و اسبان آن‌ها را سیراب کردند.
آیین طشت‌گذاری در استانهای ترک‌زبان، از ریشه دارترین آیینهای ماه محرم است که در روزهای پایان ماه ذی الحجه برگزار می‌شود و در حقیقت، برگزاری این آیین، آماده شدن حسینیان برای برگزاری مراسم سوگواری حسین بن علی را نشان می‌دهد. هرچند که مراسم تشت‌گذاری از دوران صفویه در اردبیل برگزار شده و قدمتی چندین ساله دارد اما در دو سه دهه اخیر برگزاری این مراسم در سایر شهرهای استان و برخی استانهای همجوار چون آذربایجان شرقی و غربی و زنجان، آستارا، تالش و… نیز مورد توجه قرار گرفته‌است. البته هیت‌های مقیم مرکز نیز انجام می‌دهند
این مراسم که به نوعی محبت عزاداران به اهل البیت را نشان می‌دهد، چند سالی است که در استانهایی غیر از استانهای ترک‌زبان نیز مورد توجه قرار گرفته و طی دو سال اخیر در ورامین، مازندران و… نیز برگزار می‌شود.
بعد از قرار گرفتن تشتها در سکوهای مخصوص و در میان حزن و اندوه حاضران، دعای مخصوص خوانده می‌شود و از آب تشت به عنوان تبرک، اکثریت حاضران و عزاداران استفاده می‌کنند.
بر اساس متن کامل و قدیمی دعای تشت‌گذاری که به صورت تلفیقی با استفاده از سه زبان فارسی، ترکی و عربی نوشته شده، می‌توان حدس زد آیین تشت‌گذاری ریشه در عصر صفویه (که امرای آن ترک‌زبان و شیعه بودند) داشته باشد.

### مراسم سینه زنی در اردبیل
دهه محرم در اردبیل با تشت‌گذاری و متعاقبا تشکیل دسته جات در قالب‌های سینه زنی، زنجیرزنی و ... ادامه می باید. وجود نظم و ترتیب در آن به واسطه رسوم‌های قدیمی از ارکان اصلی این مراسم می‌باشد.سینه زنی و زنجیرزنی به واسطه فرم خاص خود در اردبیل از دیگر نقاط مختلف ایران و شهرهای آذربایجان متفاوت بوده و الگویی برای دیگر شهرهای ترک نشین بوده است.اغلب پس از نماز مغرب و عشاء عزاداران محلات ششگانه اردبیل به ترتیب و طبق برنامه زمانبندنی در مساجد با لباس‌های سیاه و باش قره (سربند) که مختص اردبیل می‌باشد حضور یافته و پس از جایگیری در وسط مسجد محل عزاداری به صورت اغلب دایره وار بطوریکه یک نفر در وسط و در کنارهای او سه یا چهار نفر و در پشت سر آنها با افزایش عزادارن حلقه‌های بزرگ ترتیب داده می‌شود. وجود نوحه خوان چه در مراسم زنجیر زنی و سینه زنی در این مراسم ها تعیین کننده و تنظیم کننده ریتم می‌باشد. در مراسم سینه زنی ابتدا نوحه خوان با شروع به مداحی که پیش نیاز آن تسلط به ردیف (موسیقی) ایرانی می‌باشد پیش در آمدی از شعرای بنام تعزیه اردبیل چون بیضای اردبیلی ، عباسقلی یحیوی اردبیلی، منزوی اردبیلی، انور اردبیلی و ... با تنظیم در شعر به تناسب دستگاه مربوطه به مانند ماهور (دستگاه موسیقی)، افشاری, بیات ترک, بیات شیراز, راست (مقام موسیقی) و  ... شروع و با مدیریت یکی از سینه زنان باسابقه با واژه «یا الله» عزاداران را دعوت به استقرار و شروع به سینه زنی می‌نماید. از معروفترین نوخه خوانان دسته سینه زنی اردبیل می‌توان به مرحوم کربلایی حسینقلی داودی و سلیم مؤذن‌زاده اردبیلی با نوحه معروف زینب زینب، عمواوغلی ، ای منی آواره قویان ابالفضل ...  اشاره نمود.

### مراسم زنجیرزنی در اردبیل
این مراسم به دنبال مراسم سینه‌زنی محرم در اردبیل به صورت منظم در قالب دسته‌های زنجیرزنی در مجموعه بازار اردبیل و مساجد بالاخص «مسجد اعظم اردبیل» ادامه می یابد.طول مدت زنجیرزنی بر حسب شرایط متفاوت می‌باشد . ولی در بیشتر موارد حدود ۱۵ الی ۲۰ دقیقه بیشتر طول نمی کشد.مراسم زنجیرزنی در چهار مرحله به صورت متناوب صورت می‌گیرد.

## سیاست

### استانداری
اردبیل به عنوان مرکز استان اردبیل میزبان نهاد استانداری اردبیل می‌باشد که مهم‌ترین نهاد دولتی در این استان به‌شمار می‌آید. هسته مرکزی این نهاد در ساختمان استانداری اردبیل در مرکز شهر ودر حدفاصل خیابان امام خمینی و خیابان شهید مدرس مستقر می‌باشد. اردبیل در دوران صفویه به شکوه و رونق رسید. شاه اسماعیل اول قیام مؤثر خود را بر ضد امیران آق قویونلو به سال ۹۰۷ از هجری قمری، از اردبیل آغاز کرد ولی پایتخت خود را به تبریز انتقال داد. با وجود این، اردبیل به سبب آن که مدفن شیخ صفی الدین اردبیلی بود، پایتخت معنوی شاهان صفوی به‌شمار می‌رفت و از تقدس و احترام خاصّی بهره‌مند بود.
در سال ۱۲۴۶ هجری قمری، عباس میرزا نایب السلطنه، که در عین حال والی آذربایجان بود، حکومت اردبیل را به فرزند خود بهمن میرزا داد. بهمن میرزا نارین قلعه را به علت استحکام زیاد به عنوان قلعه حکومتی انتخاب کرد و از آن دوران تا دوره پهلوی اول محل حکومت حاکمان اردبیل شد.

### شهرداری
وظیفه امور جاری شهر ازجمله نظارت بر ساخت و سازهای شهری، توسعه شهری و حمل و نقل شهری بر عهده شهرداری اردبیل است که ریاست آن بر عهده شهردار این شهر می‌باشد. شهردار اردبیل به صورت دوره‌ای توسط شورای شهر این شهر که توسط رأی مستقیم شهروندان انتخاب می‌شوند منصوب می‌شود. نهاد شهرداری اردبیل در ساختمان شهرداری اردبیل که در خیابان شهید مدرس واقع شده مستقر است. شهرداری اردبیل در سال ۱۳۰۳ با عنوان بلدیه اردبیل تأسیس شد.
شهرداری اردبیل تاکنون ۴۵ شهردار به خود دیده‌است که نخستین شهردار آن میرزا بیوک آقا وهاب زاده بوده‌است. حمید لطف الهیان از سال ۱۳۹۴ عهده‌دار شهرداری اردبیل بوده‌است.

### نمایندگی وزارت امور خارجه
با افتتاح این دفتر در تاریخ ۳ تیرماه ۱۳۹۲ در استان اردبیل، امور مربوط به وزارت امور خارجه در داخل استان انجام می‌گردد. با آغاز به کار این دفتر، مسئولان استان با مقامات شهرهای مرزی جمهوری آذربایجان در خصوص مسائلی از قبیل امور گمرکی، مرزبانی، پایانه‌ها، امور مربوط به برپایی نمایشگاه، فعال کردن بازارچه‌های مشترک مرزی و نیز استفاده بیشتر از پتانسیل‌های استان اردبیل در حوزه‌های گردشگری، توریسم درمانی، پیگیری مشکلات اتباع ایرانی، ویزای اتباع خارجی در مرز با ایجاد شعبه و دیگر موارد می‌توانند هماهنگی لازم را به عمل آورند. علاوه بر این نمایندگی وزارت امور خارجه در استان اردبیل سرویس‌های دیگری نظیر دعوت از سفرای کشورهای خارجی به استان برای آشنایی آنان با قابلیت‌های مختلف اردبیل، تأیید مدارک دانشجویان در خارج از کشور، پیگیری هرگونه مشکلات احتمالی اتباع ایرانی در خارج از کشور را نیز، ارائه خواهد کرد. این دفتر در مرکز شهر اردبیل و در خیابان استانداری واقع شده‌است.

## جاذبه‌های گردشگری
آرامگاه شیخ صفی‌الدین ، کاروانسرای سنگی صائین و جنگل فندقلو به عنوان شروع جنگل‌های هیرکانی از میراث‌های جهانی یونسکو در اردبیل ، مسجد جامع اردبیل و بقعه سید امین الدین جبراییل از بناهای تاریخی مهمّ این شهر به‌شمار می‌روند.
مضافاً این که کوه سبلان، دریاچه شورابیل (در داخل شهر)، گردنه حیران، رودخانه بالیقلوچای (در داخل شهر)، آبشار سیبیه خانی «آق بلاغ»، لرد، جنگل فندق‌لو، پیست اسکی آلوارس، پیست اسکی روی چمن جنگل فندقلوی نمین(اردبیل)، پیکره سنگی بابا داوود عنبران، شهر توریستی سرعین، روستای گردشگری لرد ،تفرجگاه بولاغلار و دریاچه نئور، پل معلق شیشه‌ای هیر، دریاچه سوها، پل معلق پیرتقی، تفرجگاه بولاغلار و موزه مردم‌شناسی اردبیل، موزه مفاخر اردبیل، موزه صنایع دستی اردبیل، موزه عمارت شهرداری اردبیل، موزه تاریخ علوم اردبیل، موزه تاریخ طبیعی اردبیل و دیگر موزه‌های واقع در موزه شیخ صفی الدین اردبیلی در زمره جاذبه‌های گردشگری مهم این شهر به حساب می‌آیند.

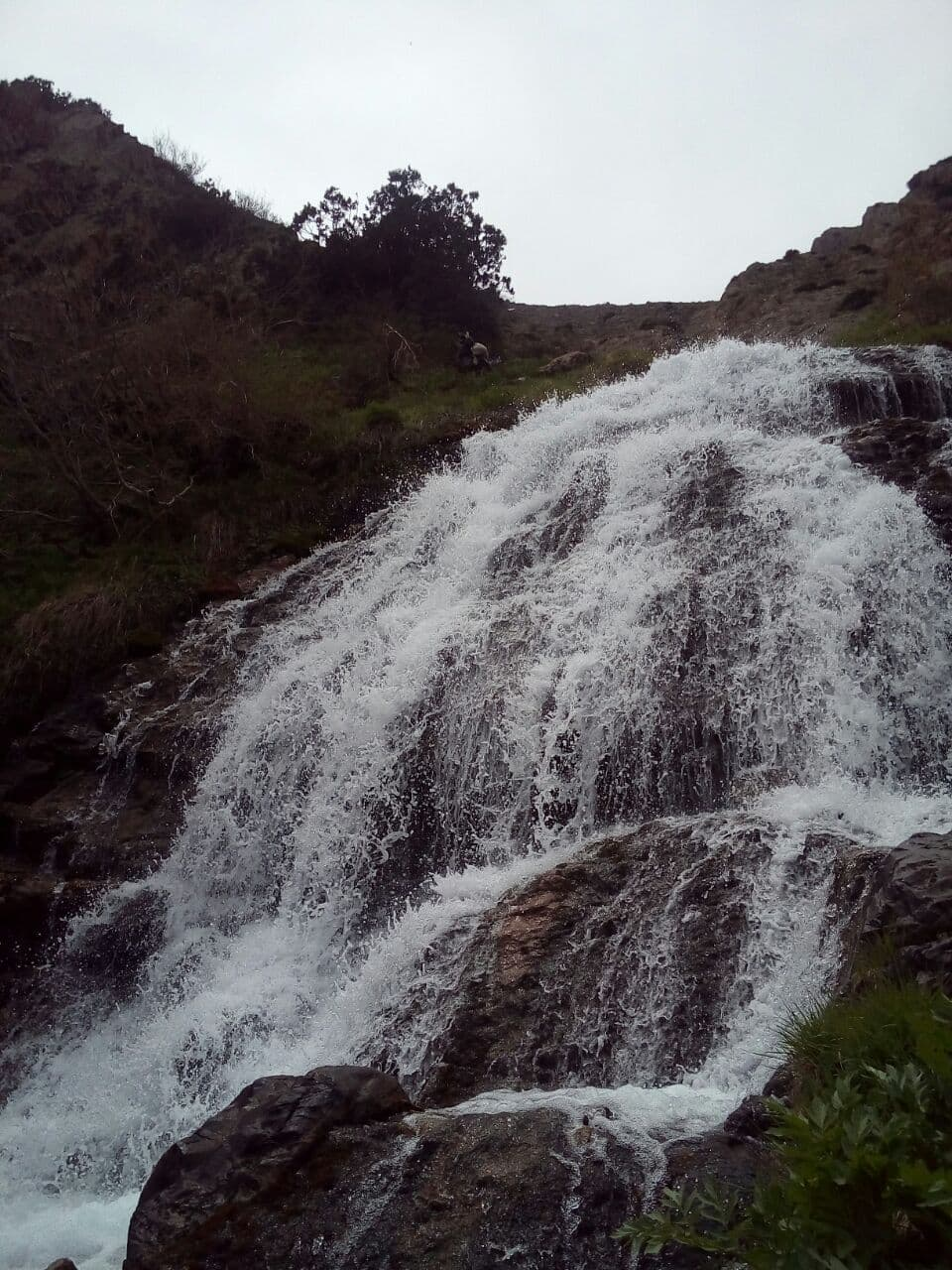
تصویری از آبشار سیبیه خانی «آق بلاغ» در روستای گردشگری لرد خلخال

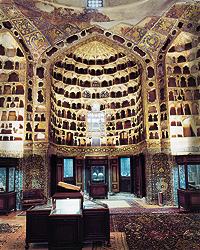
موزه اردبیل (چینی خانه بقعه شیخ صفی)

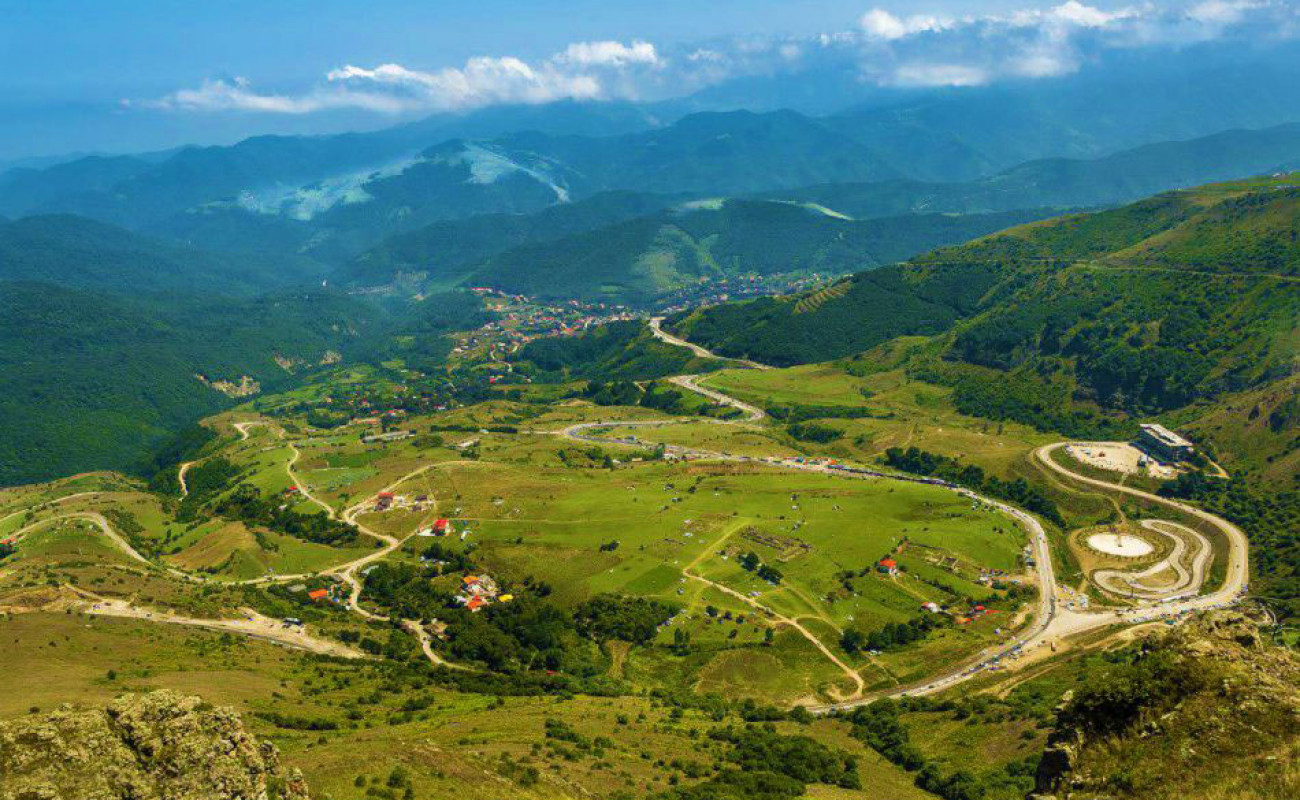
گردنه حیران، میان آستارا و اردبیل

قله سبلان

از دیگر جاذبه‌های گردشگری اردبیل، آب‌های معدنی که اغلب مزین به زیبایی‌های بی‌نظیر طبیعی می‌باشند عبارت‌اند از: خلخال سویی، قطورسویی، دودو، ایلاندو (که بر اثر زلزله ویران شده‌است)، مشه سویی، شابیل، قینرجه، ویلادره، سردابه و… همچنین آبشارها و عوارض طبیعی دیدنی مانند آبشار سیبیه خانی «آق بلاغ» در روستای لرد خلخال که در کوه آق داغ مرتفع‌ترین نقطهٔ خلخال واقع است، آبشار نره‌گر در روستای اسبوی خلخال، آبشار شورشورنه عنبران، آبشار سردابه، دریاچه واقع در قله سلطان سبلان، روستای زیبای اندبیل (خلخال) و سواحل رود قزل اوزن، مراتع وسیع دامنه سبلان
روستای اناردر جاده اردبیل به مشکین شهر زادگاه مادر بابک خرمدین و قلعه مربوط به بابک خرمدین مبارز اردبیلی می‌باشد.

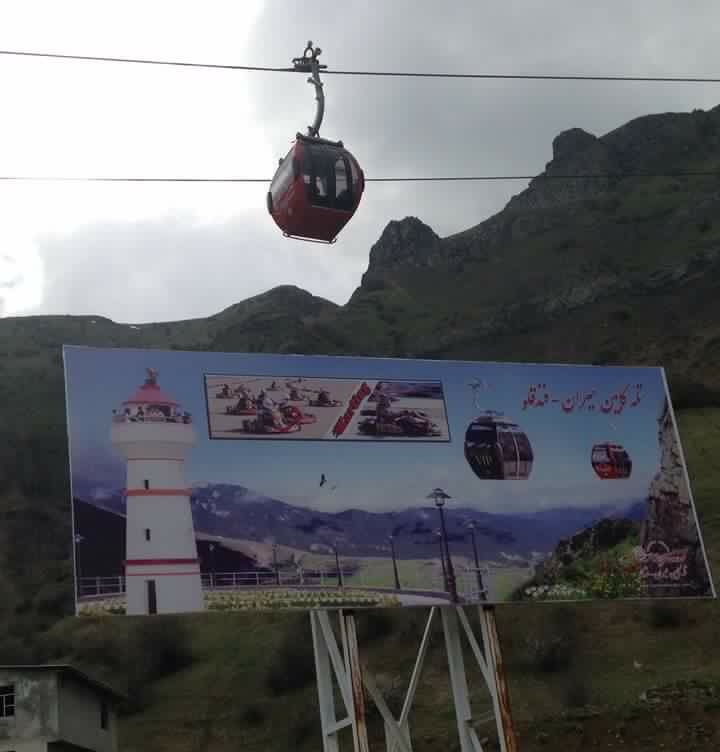
تله کابین حیران-فندقلو

### هتل‌های اردبیل
اردبیل به واسطه داشتن مناظر بی‌نظیر طبیعی، جزو مقاصد توریستی مطرح ایران است. اردبیل و سرعین به واسطه پذیرش گردشگر، میزبان مسافران تابستانی و زمستانی می‌باشد. در تابستان استفاده از مناطق خوش آب و هوای اردبیل و در پاییز و زمستان به واسطه دارا بودن پیست اسکی آلوارس و آبگرم‌های معدنی سرعین میزبان مسافران می‌باشد.

## موزه‌های اردبیل
به‌دلیل قدمت تاریخی و فرهنگی اردبیل موزه‌های متنوعی در این شهر دایر شده است که از آن به شهر موزه ها تعبیر می‌شود.
- موزه باستان شناسی اردبیل
- موزه تاریخ طبیعی اردبیل
- موزه تاریخ علوم اردبیل
- موزه چینی‌خانه
- موزه سنگ و کتابخانه تخصصی بقعه شیخ صفی اردبیلی
- موزه شیخ صفی الدین اردبیلی
- موزه صنایع دستی اردبیل
- موزه عمارت شهرداری اردبیل
- موزه مردم‌شناسی اردبیل
- موزه مفاخر اردبیل
- موزه باستان شناسی مشگین شهر
- موزه خلخال
- عمارت صارم السلطنه نمین
- موزه مردم شناسی سرعین

## صنایع دستی اردبیل
اردبیل به واسطه داشتن تاریخ کهن در ادوار مختلف و تکامل در این دوره‌ها صنایع دستی مختلفی را در جهت نیاز به ان به تکامل رسانده و به جوامع مختلف معرفی و صادر نموده‌است. به وضوح می‌توان اوج این شکوه را در دوره صفویه جستجو نمود که بایستی این شکوه را به نام مکتب اردبیل ثبت نمود.
پوشش سنتی بانوان روستای گردشگری لرد در بخش شاهرود شهرستان خلخال

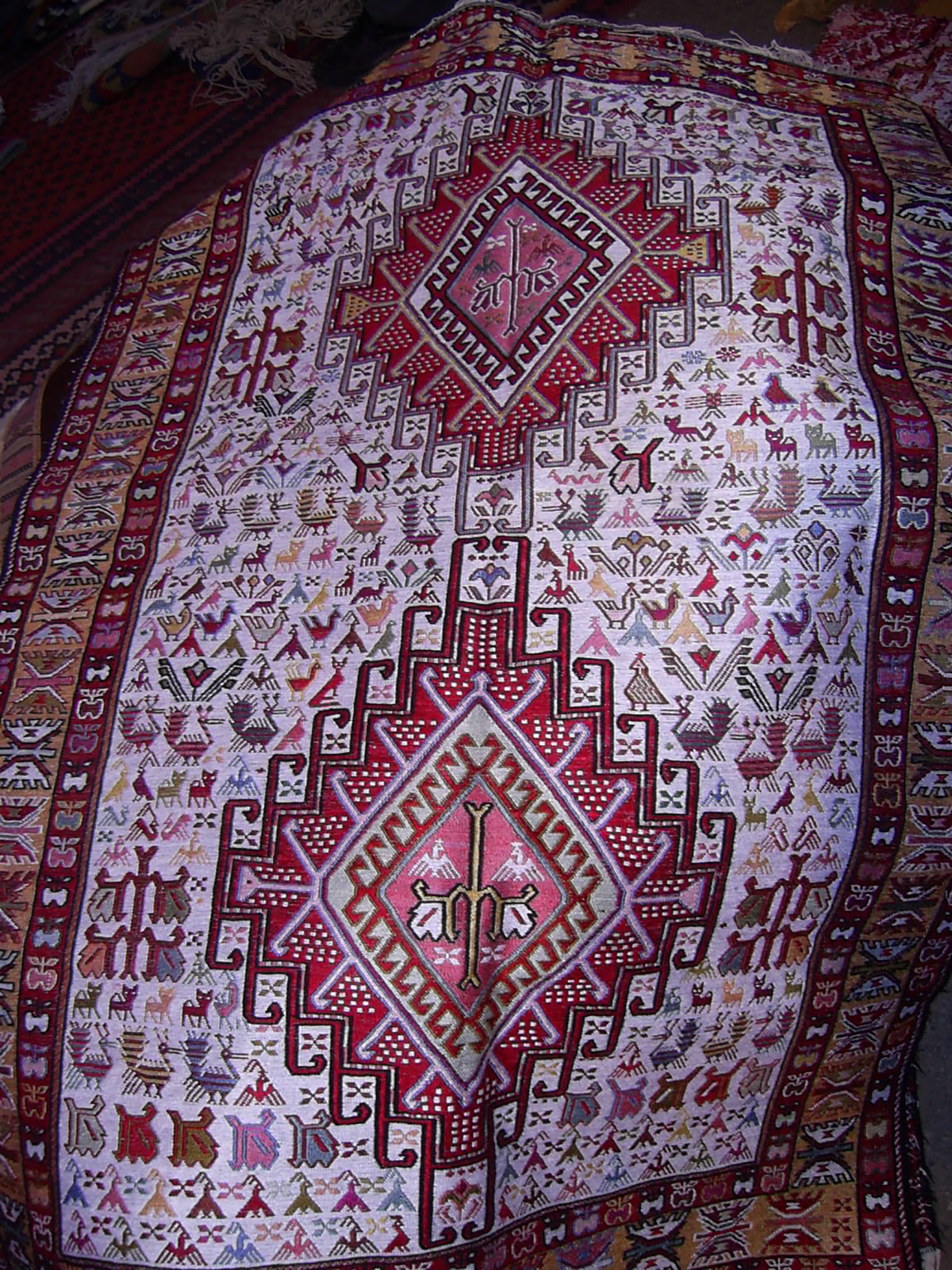
گلیم مشهور عنبران
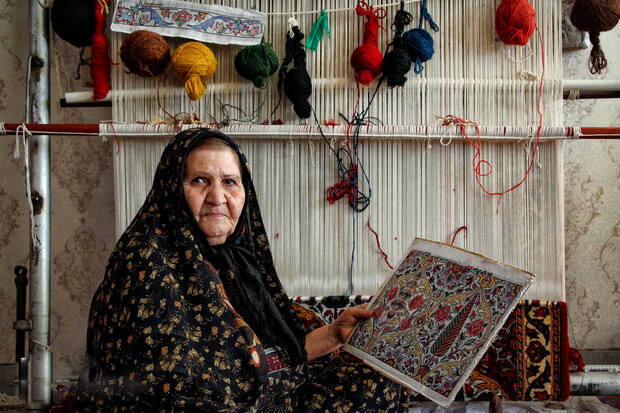
فرش بافی با قدمت دیرینه در اردبیل
گلیم مشهور عنبران

- قالی بافی در اردبیل
- آبگینه
- بافته و نساجی سنتی
- رودوزی‌های سنتی
- سفال و سرامیک سنتی
- صنایع دستی تلفیقی
- صنایع دستی چرمی
- صنایع دستی چوبی و حصیری
- صنایع دستی سنگی
- نمد مالی
- ملیله کاری
- گلیم بافی
- ورنی (گلیم)
- چرم اردبیل
- معرق (نمین)
- جاجیم (خلخال)
- مرصع چوب (خلخال)
- معرق چوب (خلخال)
- گلیم عنبران
- ساز سنتی اردبیل[۱۲۲]
- گلیم بافی[۱۲۳][۱۲۴]

## موسیقی در اردبیل
ظهور صفویه‌ها از اردبیل و تغییر بنیادی در هنر و موسیقی و ایجاد مکتب اصفهان و تبریز از حکومت صفویه از بطن مکتبی بنام مکتب اردبیل سرچشمه گرفته‌اند. از دوران صفویه موسیقی اردبیل در کانون توجه بوده و شاهان این حکومت در رونق موسیقی اصیل و فاخر در اردبیل و کشور، تلاش مضاعف داشته اند.هنر موسیقی با ویژگی‌هایی نظیر تن صدای زیر و بم مختص منطقه اردبیل در بحث آواز و خوانندگی و تعدد و تنوع دستگاه‌های موسیقی به‌ویژه ساز تار ایرانی و تار آذربایجانی در اردبیل رونقی خاص از دوران صفویه به بعد داشته و این موضوع تا به امروز به هر نحو ممکن به توسط هنرمندان بنام اردبیل به مانند ستار اردبیلی ، آلاپالاز اوغلی، نصرالله ناصح‌پور، رامبد صدیف ،اسلام رضایف، یعقوب محمداف، ستار اردبیلی، علی سلیمی، عروج دشتی، یدالله زیوه، علی محمد، عارف دانشور، علی محمد نجفی (قطاری) قربانعلی معمرپور، میرزا علی آقا، عسگر مقدم، خلیق، مروت لطفی، خداشکر جلالی، قدرت پورحسن، یوسف الماسی، بهاءالدین خراسانی، اسماعیل چشم‌آذر، ناصر چشم‌آذر، منوچهر چشم‌آذر، لطیف کاظمی، ودود مؤذن‌زاده اردبیلی، قادر الفی، عادل الفی، رحمان اسداللهی و وحید اسداللهی و محمدعلی احدی به عنوان نمونه بارز مشاهیر و مفاخر موسیقی استان اردبیل در بهترین فرم ممکن نگهداری و اشاعه یافته است.. تاثیر هنرمندان اردبیل بالاخص موسیقی و شعر مخصوصاً شعر منسوب به وقایع عاشورا از این دسته می‌باشند. اردبیل تنها شهری است که تمامی مکاتب الهی و عرفانی و فقهی و تصوف و مکاتب بشری در اردبیل فعال هستند و نمایندگی دارند و در عین حال در کمال آرامش و مسالمت آمیز زندگی می‌کنند. اگر از منظر تاریخی به این مسئله اساسی توجه کنیم به وضوح و راحتی می‌توان گفت که در هر زمان مکتب اردبیل مجالی پیدا کرده علاوه بر اردبیل بلکه کل ایران را سر و سامان داده و به توسعه رسانده‌است. سلسلهٔ صفویه از بطن مکتب اردبیل بیرون آمده و ایران نوین را بر اساس دین اسلام شیعی و زبان فارسی به دولت_ملت رسانده‌است. اهمیت مکتب اردبیل تا جایی است که بسیاری از جریان‌های سیاسی داخلی و خارجی به آن شناخت عمیق دارند و در بزنگاه‌ها توسط نیروهای داخلی و خارجی به این مکتب صدمات جبران ناپذیری وارد کرده‌اند.  به‌دلیل شرایط آب و هوایی، استعداد ذاتی در اهالی اردبیل در موسیقی اعم از خوانندگی و نوازندگی همواره  نوابغ بزرگی از این شهر در عرصه موسیقی درخشیدند. توجه و جایگاه موسیقی در میان خانواده ها از یک سو و استعداد ذاتی از سویی دیگر همواره تکیه گاه و نقطه ثقل جایگاه موسیقی اردبیل در کشور و موسیقی آذربایجان با تیکه بر مکنب اردبیل  بوده است. این استعداد نه تنها در موسیقی آذربایجانی بلکه در موسیقی ایرانی نیز تاثیر گذار بوده است. شکوفایی این استعدادها به مانند علی سلیمی نوازنده تار و  آهنگساز ، ربابه مراداوا خواننده موسیقی مقامی و دارنده نشان ملی موسیقی کشور آذربایجان (خالق آرتیستی) ،سلیم موذن زاده اردبیلی ردیف دان و خواننده موسوم به نوحه، رحیم موذن زاده اردبیلی ردیف دان و اذان گوی مشهور ایرانی، مرحوم حسینقلی داوودی  ردیف‌دان و موسیقدان، ودود مؤذن‌زاده اردبیلی ردیف دان ، خواننده، نقاش، مجسمه ساز بین المللی، رحمان اسداللهی موسیقیدان و نوازنده قارمون، وحید اسداللهی موسیقیدان و نوازنده دایره و سازها کوبه‌ای، آلاپالاز اوغلی ردیف دان و خواننده دوره قاجار، رامبد صدیف ردیف دان و خواننده موسیقی ایرانی، نصرالله ناصح پور ردیف دان و خواننده موسیقی ایرانی، یدالله زیوه خواننده و موسیقیدان، اسماعیل چشم آذر ردیف دان و نوازنده کمانچه فارسی و آذری، منوچهر چشم آذر آهنگساز و تنظیم کننده موسیقی پاپ ایرانی،  ناصر چشم آذر آهنگساز، تنظیم کننده و موسیقیدان موسیقی ایرانی و ... نمونه‌های بارزی از تاثیرگذاری اردبیل در تاریخ موسیقی ایران و آذربایجان می‌باشد. موسیقی سنتی در اردبیل به شماره ۳۶۴ مورخ ۲۸/۰۸/ ۱۳۹۰ در فهرست میراث ناملموس کشور به ثبت رسیده است.  

## فهرست ثبت شده میراث ناملموس اردبیل
میراث ناملموس به میراثی و فرهنگی اطلاق می‌شود که جنبه فرهنگی داشته و در تاثیر فرهنگ بر دیگر مناطق موثر و شاخص‌تر نسبت به دیگر نقاط بوده باشد. بطوریکه اگر این فرهنگ در منطقه خاص نبوده باشد خلاء ناشی از آن قابل لمس می‌باشد. به همین خاطر جهت حفظ این فرهنگ، در سطح بین ‌المللی و داخلی نسبت به بررسی و ثبت این فرهنگ با عنوان میراث ناملموس به توسط سازمان میراث فرهنگی، صنایع دستی و گردشگری اقدام می‌شود.اردبیل با فرهنگ غنی و ریشه‌دار خود، سهم به سزایی در این میراث داشته و هر سال با تدوین و جمع‌آوری این موارد به توسط اداره میراث فرهنگی استان، نسبت به وقایع نگاری و ثبت آن اقدام می ‌شود.

### موسیقی در اردبیل
موسیقی سنتی در اردبیل به شماره ۳۶۴ مورخ ۲۸/۰۸/ ۱۳۹۰  به‌دلیل تاثیرگذاری خاص و شرایط متنوع در فهرست میراث ناملموس کشور به ثبت رسیده است. هنر و بالاخص موسیقی در شاخه‌های نوازندگی و آواز در اردبیل  به‌دلیل شاخصه‌های متنوعی چون تن صدای زیر و بم در بحث خوانندگی و تنوع نوازندگی ساز بالاخص تار ایرانی، تار آذربایجانی، قارمان، قاوال، کمانچه از دیرباز در شهر اردبیل رونقی خاص از دوران صفویه به بعد مخصوصا در دوره قاجار داشته‌است.

### تکم‌گردانی در اردبیل

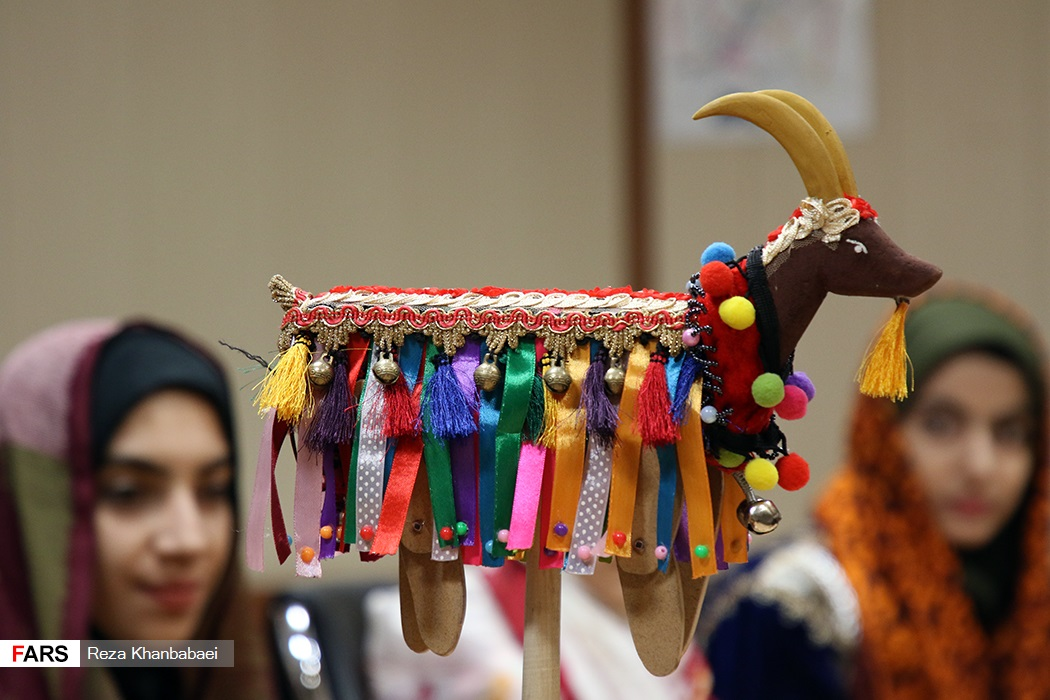
آئین تکم گردانی در اردبیل

با توجه به قدمت تاریخی مراسم و آئین تکم گردانی در اردبیل به مناسبت فرا رسیدن بهار، این مراسم با ظاهرشدن افرادی موسوم به تکم و تکم چی درمحلات مختلف شهر آغاز می‌شد و مردم با مشاهده تکم چی‌ها خود را برای استقبال از بهار و عید نوروز آماده می‌کردند. تکم آیینی است که چند روز مانده به چهارشنبه‌سوری اجرا می‌شود. بر اساس رسمی دیرین در استان اردبیل در اسفندماه هر هفته جشنی برای استقبال از بهار برپا می‌شود و معمولاً مردم این جشن‌ها را در بین دو چهارشنبه آخر برپا می‌کنند.از معروفترین تکم گردانان اردبیل می‌توان به موسی اصغرزاده اشاره کرد که در پاسداشت این فرهنگ سالها تلاش نموده بود.در تیر ماه ۱۳۹۰ مراسم تکم گردانی اردبیل به مناسبت فرا رسیدن بهار که از قدمت تاریخی برخوردار است در فهرست میراث ناملموس کشور به ثبت رسید.

### حلوا سیاه اردبیل
حلوای سیاه یا  قره‌‌ حلوا با قدمت بیش از ۳۰۰ سال یکی از انواع شیرینی‌های مختص اردبیل می‌باشد. این شیرینی مخلوطی از آرد و جوانه گندم، آب، روغن خوراکی، کره، ادویه جات و شیرین کننده‌های طبیعی است. به‌طور سنتی، به شکل گلوله‌های درشت فرم داده به عنوان آذوقه به خصوص برای استفاده در زمستان با توجه به خاصیت انرژی‌زایی و گرمی آن نگهداری می‌کردند. حلوای سیاه در اردبیل درست می‌شود حلوای سیاه  به‌دلیل استفاده از چند مغز خاصیت انرژی‌زایی و گرمی بیشتری نحوه طبخ و استفاده از روغن‌های خوراکی، کره و شیرین کننده‌هایی مانند شیره انگور یا خرما طبخ می‌نمودند و در دمای هوای متوسط در مطبخ یا انبارهای آذوقه چهار تا شش ماه بدون شکرک زدن و فاسد شدن باقی مانده و با حرارت جزئی در هنگام مصرف به تازگی پخت روز اول شود.

### شکلات رسته
شکلات رسته یا «قَرَه شکلات» (در زبان محلی) با قدمتی بیش از ۱۰۰ سال مختص اردبیل است. رسته ترکیبی از شیر، شکر، گلوکز، کره طبیعی، خامه مخصوص سرشیر، مغز گردو و کاکائو است. در تولید این شکلات از آرد استفاده نمی‌شود. مخلوط در قالب‌های فلزی با دستگاه برش سنتی برش خورده و آماده می‌شود.این شکلات در  بهمن ۱۳۹۹ به همراه ۱۳ اثر ناملموس استان اردبیل در میراث ناملموس کشور به ثبت رسید.
| شماره ثبت | نام اثر                                                            | تاریخ ثبت   | استان  |     |
| ۷         | اذان مؤذن‌زاده اردبیلی (الف ب ج)                                    | ۳۰/۶/۸۷     | اردبیل |     |
| ۳۲        | کوچ عشایر ایل شاهسوند (د ج)                                        | ۲۸/۲/۸۸     | اردبیل |     |
| ۱۷۰       | مراسم عزاداری مردم دارالارشاد اردبیل در محرم با تأکید بر تشت گذاری | ۱۸/۱۱/۸۹    | اردبیل |     |
| ۲۵۹       | آیین‌های ازدواج در اردبیل                                           | ۲۸/۰۸/ ۱۳۹۰ | اردبیل |     |
| ۲۸۹       | مهارت پخت نان در اردبیل                                            | ۲۸/۰۸/ ۱۳۹۰ | اردبیل |     |
| ۳۱۸       | طب سنتی در اردبیل                                                  | ۲۸/۰۸/ ۱۳۹۰ | اردبیل |     |
| ۳۴۳       | مهارت دوخت پوشاک سنتی در اردبیل                                    | ۲۸/۰۸/ ۱۳۹۰ | اردبیل |     |
| ۳۶۴       | موسیقی سنتی در اردبیل                                              | ۲۸/۰۸/ ۱۳۹۰ | اردبیل |     |
| ۳۹۰       | میراث معنوی رغایب                                                  | ۵/۱۰/۱۳۹۰   | اردبیل |     |
| ۴۷۹       | جاجیم بافی اردبیل                                                  | ۲۰/۶/۹۱     | اردبیل |     |
| ۴۸۰       | حلوا سیاه                                                          | ۲۰/۶/۹۱     | اردبیل |     |
| ۴۸۱       | چاروق دوزی                                                         | ۲۰/۶/۹۱     | اردبیل |     |
| ۵۹۲       | مراسم خاکسپاری شهدای کربلا در خلخال                                |             | اردبیل |     |
| ۵۹۳       | آئین شمع‌گذاری در اردبیل (آئین شمع پایلاماخ در اردبیل)              |             | اردبیل |     |
| ۵۹۴       | مراسم مذهبی شاخسی واخسی در نیر                                     |             | اردبیل |     |
| ۵۹۵       | مراسم عزاداری مسلم بن عقیل آغاز ماه محرم در اردبیل                 |             | اردبیل |     |
| ۵۹۶       | عزاداری ایل شاهسون در ماه محرم                                     |             | اردبیل |     |
| ۵۹۷       | عزاداری عاشورایی در بازار اردبیل                                   |             | اردبیل |     |
| ۷۵۱       | تکنیک و مهارت زین سازی اردبیل                                      | ۴/۱۱/۱۹۹۱   | اردبیل |     |
| ۷۵۲       | مهارت و فن فرش بافی اردبیل                                         | ۴/۱۱/۱۹۹۱   | اردبیل |     |
| ۷۵۳       | مهارت نمکدان بافی عشایری اردبیل                                    | ۴/۱۱/۱۹۹۱   | اردبیل |     |
| ۷۵۴       | مهارت نواربافی عشایر اردبیل                                        | ۴/۱۱/۱۹۹۱   | اردبیل |     |
| ۷۵۵       | داستان سارای (ادبیات شفاهی آذربایجان)                              | ۴/۱۱/۱۹۹۱   | اردبیل |     |
| ۷۵۶       | مهارت و فن رشته شالبافی خلخال                                      | ۴/۱۱/۱۹۹۱   | اردبیل |     |
| ۷۵۷       | مهارت و فن خورجین بافی در اردبیل                                   | ۴/۱۱/۱۹۹۱   | اردبیل |     |
| ۷۵۸       | مهارت چپغ بافی ایل شاهسون                                          | ۴/۱۱/۱۹۹۱   | اردبیل |     |
| ۷۵۹       | مهارت نمدمالی اردبیل                                               | ۴/۱۱/۱۹۹۱   | اردبیل |     |
| ۷۶۰       | مهارت دوخت پوشاک محلی استان اردبیل                                 | ۴/۱۱/۱۹۹۱   | اردبیل | ملی |

## اردبیل
- ثبت جهانی  ۱۰ طرح فرش اردبیل به نامهای گلستان، سوماق نقشه، ستاره نقشه، شمسیر نقشه، شیخ ممد نقشه، قیچی نقشه، کناره کله قوچ، شیروان نقشه، ماهی میراشرف، یروتچی نقشه، ماهی پیرمادر، سینی نقشه، افشان نقشه، تک گل نقشه، بویک بوته .[۱۳۳]
- نشان بین‌المللی مالکیت فکری وایپو برای طرح گلیم [۱۳۴]
- نشان بین‌المللی مالکیت فکری وایپو برای طرح ورنی [۱۳۴]
- نشان بین‌المللی مالکیت فکری وایپو برای طرح جاجیم [۱۳۴]
- ثبت ملی ۱۳ غذای سنتی اردبیل [۱۳۵]
- ثبت اذان رحیم مؤذن‌زاده اردبیلی، در فهرست میراث معنوی کشور[۱۳۶]
- ثبت جهانی عسل سبلان اردبیل اردبیل[۱۳۷]
- ثبت سرشیر اردبیل و عسل سبلان اردبیل در فهرست آثار ناملموس کشور[۱۳۸][۱۳۹]
- ثبت ملی شیوه مداحی سلیم مؤذن‌زاده اردبیلی در فهرست آثار ناملموس کشور به شماره ۱۸۳۰[۱۴۰]
- ثبت مراسم قاراقا در فهرست میراث ناملموس کشور[۱۳۱]
- ثبت مراسم گلین چیخدی در فهرست میراث ناملموس کشور[۱۳۱]
- ثبت بازی بومی-محلی چلینگ آغاجی در فهرست میراث ناملموس کشور[۱۳۱]
- ثبت بازی بومی-محلی قئیش گوتدی در فهرست میراث ناملموس کشور[۱۳۱]
- ثبت مراسم یاشیل سفره (سفره نذری) در فهرست میراث ناملموس کشور[۱۳۱]
- ثبت شکلات قره شیقالات در فهرست میراث ناملموس کشور[۱۳۱]
- ثبت شکلات رسته در فهرست میراث ناملموس کشور[۱۳۱]
- ثبت غذای خشیل در فهرست میراث ناملموس کشور[۱۳۱]
- ثبت پیش غذای آش دوغ اردبیل (آیران آشی) در فهرست میراث ناملموس کشور[۱۳۱]
- ثبت آش اوماج آشی در فهرست میراث ناملموس کشور[۱۳۱]
- ثبت ملی آئین تکم گردانی اردبیل در فهرست میراث ناملموس کشور[۱۴۱]
- ثبت ۹ اثر منقول بایداق (بیرق) مسجد اونچی میدان، بایداق شماره یک مسجد تاوار، قوشا بایداق مسجد تاوار و بایداق‌های شماره یک تا ۶ مسجد عالی‌قاپو در فهرست آثار ملی کشور[۱۴۲]
- ثبت ملی آبگرم یئددی بولوگ سردابه در فهرست آثار ملی ایران[۱۴۳]
- ثبت ملی  جشنواره عسل سبلان و جشنواره گیلاس برای شهرستان اردبیل، در فهرست آثار ملی ایران[۱۴۴]
- ثبت ملی  دریاچه شورابیل  شهرستان اردبیل، در فهرست آثار ملی ایران[۱۴۵]

## مشگین شهر
- چهار اثر طبیعی شامل منطقه فسیلی دره تنگ (مشگین‌شهر) و سه درخت کهنسال گردو در روستای هدف گردشگری اونار در فهرست آثار ملی ایران[۱۴۶]
- ثبت ملی جنگل حاتم مشه‌سی مشگین‌شهر در فهرست آثار ملی ایران[۱۴۷]
- ثبت ملی جنگل حاتم (جنگل حتم) مشگین‌شهر در فهرست آثار ملی ایران[۱۴۸]
- ثبت ملی جنگل انزان (انزان مشئه سی) مشگین‌شهر در فهرست آثار ملی ایران[۱۴۸]
- ثبت ملی جشنواره‌های  فرهنگی ورزشی عشایر، جشنواره نان و برکت، جشنواره زمستان بیدار و جشنواره سیب و انگور مشگین‌شهر در فهرست آثار ملی ایران[۱۴۴]

## خلخال
- ثبت ملی رویشگاه درختان بنه کهنسال روستای منامین واقع در بخش خورش رستم شهرستان خلخال در فهرست آثار ملی ایران[۱۴۷]
- ثبت ملی درخت کهنسال قره‌آغاج خلخال در فهرست آثار ملی ایران[۱۴۳]
- ثبت ملی درخت کهنسال گردو بال اوغلان در فهرست آثار ملی ایران[۱۴۳]
- ثبت ملی درخت کهنسال گردو یوزه ریشه در فهرست آثار ملی ایران[۱۴۳]
- ثبت ملی درخت کهنسال آزاد سه غدار در فهرست آثار ملی ایران[۱۴۳]
- ثبت مراسم خدیر نبی  در فهرست میراث ناملموس کشور[۱۳۱]
- ثبت ملی  درخت گردوی کهنسال روستای گیلوان خلخال  شهرستان خلخال، در فهرست آثار ملی ایران[۱۴۹]
- ثبت ملی  درختان کهنسال ارس شیندیرلی پیر روستای کزج شهرستان خلخال  شهرستان خلخال، در فهرست آثار ملی ایران[۱۵۰]

## منطقه مغان
- ثبت ملی عروسک گلین‌بالا (کودک عروسکی) عشایر دشت مغان در فهرست آثار ملی ایران[۱۵۱]

## بیله سوار
- ثبت ملی پخت ساج ایچی عشایر شاهسون در فهرست آثار ملی ایران[۱۵۲]
- ثبت ملی جشنواره بین‌المللی کوچ عشایر شاهسون مغان برای شهرستان بیله‌سوار در فهرست آثار ملی ایران[۱۴۴]
- ثبت قورما؛ شیوه نگهداری گوشت در عشایر شاهسون مغان در فهرست میراث ناملموس کشور[۱۳۱]

## شهرستان گرمی
- ثبت ملی شوله‌لر دره‌سی شهرستان گرمی در فهرست آثار ملی ایران[۱۵۳]
- ثبت ملی  جشنواره الله لاما برای شهرستان گرمی، در فهرست آثار ملی ایران[۱۴۴]

## اصلاندوز
- اصلاندوز شهر ملی ورنی [۱۵۴]

## فیروزآباد
- ثبت ملی پل فیروز آباد به عنوان اثر معماری-صنعتی[۱۵۵]

## عنبران
- عنبران شهر ملی گلیم [۱۵۴]

## نیر
- ثبت ملی تپه اژدها گولی در ۲ کیلومتری جنوب شرق شهر نیر در اردبیل در حوالی روستای سقزچی در فهرست آثار ملی ایران[۱۴۷]
- ثبت ملی آبگرم قینرجه نیر در فهرست آثار ملی ایران[۱۴۳]
- ثبت ملی جشنواره آش و غذاهای سنتی و جشنواره آیین ملی چشمه باشی با نام جشنواره نو اوستی شهرستان نیر در فهرست آثار ملی ایران[۱۴۴]
- ثبت ملی آختاچی قالاسی،بند آب آختاچی،کهریز یئری،اوچ تپه،کور بولاغ،مچیت یئری،سئوگی بولاغی،جیده‌قیه‌سی شهرستان نیر در فهرست میراث میراث غیرمنقول کشور در تا ریخ ۲۰ بهمن ۱۴۰۲ [۱۵۶]

## شهرستان کوثر
- ثبت ملی مهارت ساخت بارداق شهرستان کوثر در فهرست آثار ملی ایران[۱۵۲]
- ثبت ملی  جشنواره چومچه خاتون و جشنواره هیوا برای شهرستان کوثر، در فهرست آثار ملی ایران[۱۴۴]
- ثبت مراسم چومچه خاتین در فهرست میراث ناملموس کشور[۱۳۱]
- ثبت آش گیلدیگ آشی در فهرست میراث ناملموس کشور[۱۳۱]

## نمین
- ثبت ملی مهارت پخت سوتدی پلو، مهارت پخت شیرینی چگوری، مهارت پخت چیغیرتما، مهارت پخت شیرینی مشکوفی و مهارت پخت باسدیرما پلو شهرستان نمین در فهرست آثار ملی ایران[۱۵۲]
- ثبت ملی جنگل فندقلو در فهرست آثار ملی ایران[۱۴۳]
- ثبت ملی   جشنواره گل‌های بابونه برای شهرستان نمین، در فهرست آثار ملی ایران[۱۴۴]

## هشتجین
- ثبت ملی جشنواره انار روستای نمهیل بخش خورش رستم شهرستان هشجین  به‌دلیل تنوع و فراوانی انار به ثبت ملی رسید.[۱۵۷]

## ره‌آورد

### ثبت ملی غذاهای اردبیل
در مرداد ۱۳۹۸ غذاهای سنتی اردبیل کته نان با سبزیجات، پیچاق قیمه، قره حالوا، قیماق، هدیک آشی، فطیر مشگین‌شهر، قوروت و شیرینی سه گوش اردبیل به عنوان میراث ناملموس کشور به ثبت رسید. همچنین پرونده ثبت ملی مهارت تهیه نخود قورماسی، باسدیرما پلو، خشیل موران، قره شیقالات، ایمام آشی با تکمیل مدارک در دست ثبت می‌باشد.

### غذاهای سنتی
از غذاهای سنتی اردبیل می‌توان به آش دوغ اردبیل یا آیران آشی ، یرآلما کبابی، کباب شیشلیک، آلبالو پلو، خورشت لپه و اوماج آشی و سوتلی آش و یارما آشی و بزباش و پیچاق قیمه و تاس کباب و ترح پلو، دومه کباب، باستیرما پلو، ترشی‌قرمه، چیغیرتما، حلوای سیاه یا‌ قره حلوا ، حلوای زرد، حلوای زنجبیل، خشیل، خورش قاتق، ساج‌ایچی، قرمه‌سبزی، قویماق، قیساوا، قیقاناق، کوفته، لونگی و حـّرا اشاره کرد.
آش دوغ اردبیل (آیران آشی) مهم‌ترین غذای سنتی اردبیل است و به‌عنوان غذای سنتی جهانی شناخته شده‌است.

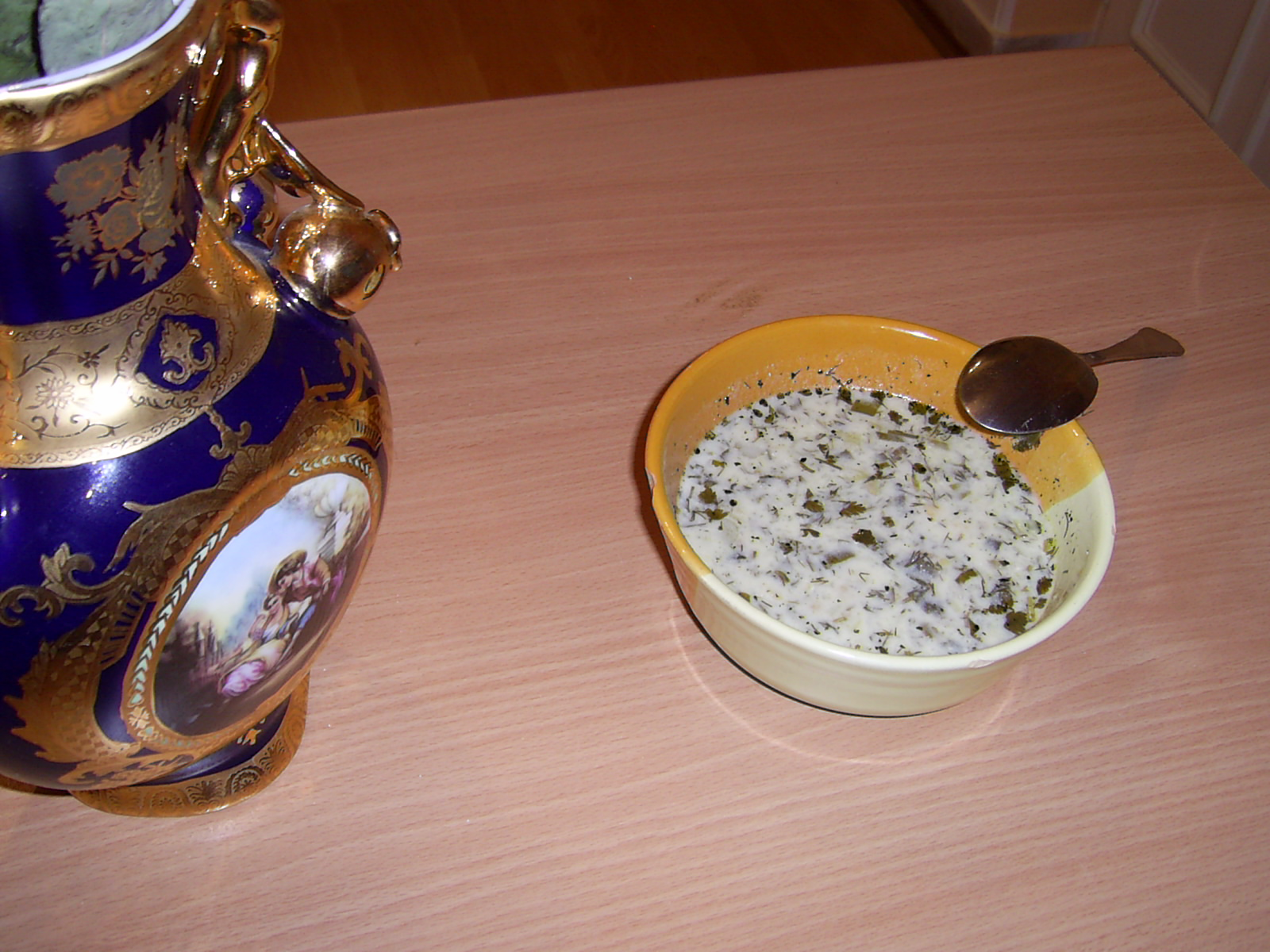
آش دوغ اردبیل-پیش غذای سنتی اردبیل

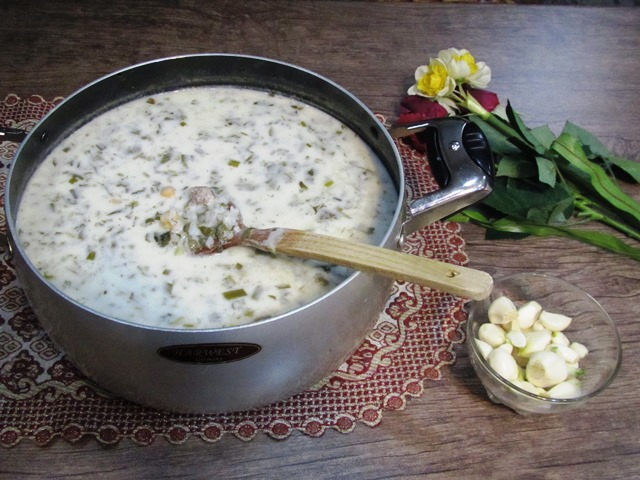
آش دوغ اردبیل-پیش غذای سنتی اردبیل

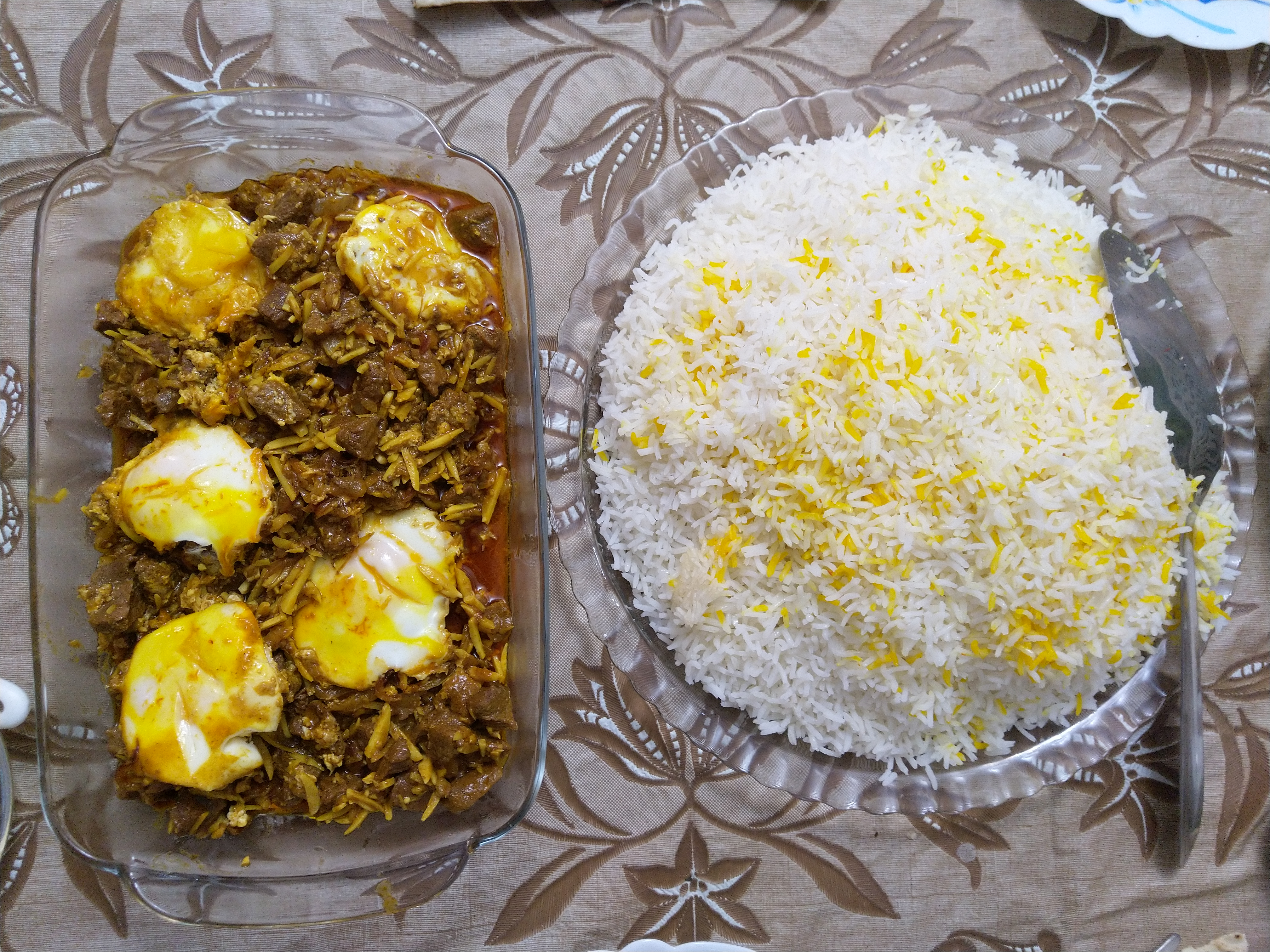
پیچاق قیمه-خورشت سنتی اردبیل

### سوغات
از مهم‌ترین سوغات اردبیل می‌توان عسل سبلان اردبیل ثبت جهانی در مالکیت فکری WIPO ، آب‌نبات، تخمهٔ آفتاب‌گردان، حلوای سیاه، سرشیر، شیرینی‌های محلی، شکلات رسته و عصارهٔ گل‌های سبلان، لبنیات اعم از شیر، ماست، دوغ، پنیر، کره محلی و نان فطیر لرد را نام برد.
حلوای سیاه اردبیل، معجونی است که از جوانهٔ گندم و کرهٔ طبیعی تهیه می‌شود و بسیار مقوی و نیروزا می‌باشد.

## قرقاول نماد حیات وحش اردبیل
به‌دلیل تنوع زیستی اردبیل و مجاورت با کوه ساوالان (سبلان) و زیستگاه مناسب برای قرقاول،این حیوان به عنوان نماد اردبیل معرفی گردیده است.

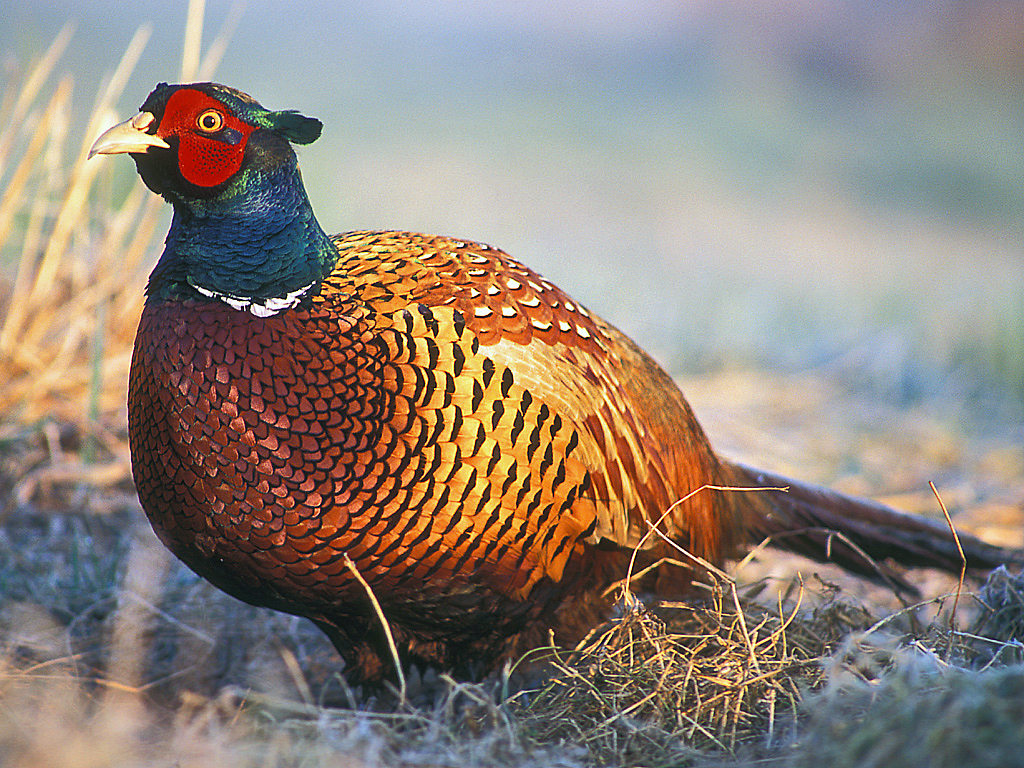
قرقاول نماد حیات وحش اردبیل

## اردبیل پایتخت کشورهای عضو اکو در سال ۲۰۲۳
در سال ۱۳۹۸ اردبیل از بین شهرهای عضو اکو، به عنوان پایتخت کشورهای عضو اکو در سال ۲۰۲۳ انتخاب گردید. این رویداد در معرفی ظرفیت‌های گردشگری و توریستی به عنوان موتور محرک اقتصادی امری مهم تلقی می‌شود.

## هفتهٔ اردبیل
در هشتصد و بیست و پنجمین جلسه شورای عالی انقلاب فرهنگی که به ریاست روحانی برگزار شد روز ۴ مرداد به نام روز بزرگداشت شیخ صفی الدین اردبیلی سالروز استقرار سلسله صفویه در ایران و نقش این سلسله در گسترش مذهب تشیع و تشکیل ایران یکپارچه بود به نام روز بزرگداشت شیخ صفی الدین اردبیلی تعیین و ثبت آن در تقویم رسمی کشور تصویب شد. همزمان با این روز هفته استان اردبیل نیز در تهران و استان اردبیل برگزار می‌شود.

بقعه شیخ صفی الدین اردبیلی

## مراکز آموزشی

دانشگاه محقق اردبیلی

چندین دانشگاه در شهر اردبیل وجود دارد که اولین آن‌ها در سال ۱۳۵۷ تأسیس شده‌است. از آن جمله می‌توان به موارد زیر اشاره کرد:
- دانشگاه محقق اردبیلی[۱۶۸]
- دانشگاه علوم پزشکی اردبیل[۱۶۹]
- دانشگاه فرهنگیان
- دانشگاه آزاد اسلامی واحد اردبیل[۱۷۰]
- دانشگاه جامع علمی کاربردی اردبیل
- دانشگاه پیام نور اردبیل[۱۷۱]
- دانشگاه صنعتی اردبیل[۱۷۲]
- دانشگاه بین‌المللی صنعتی قفقاز
- دانشگاه فنی وحرفه‌ای پسران رازی اردبیل[۱۷۳]

دانشگاه فنی و حرفه‌ای دختران اردبیل (فاطمه (س))

## ترابری

### فرودگاه بین‌المللی اردبیل
فرودگاه اردبیل در فاصله ۱۱ کیلومتری شمال شرق شهر اردبیل، در ارتفاع ۱۳۱۱ متری از سطح دریا و در ارا ضی نسبتاً مسطحی به مساحت حدود ۱۰۰۰ هکتار واقع شده‌است. احداث این فرودگاه از سال ۱۳۵۲ شروع و به‌علت آغاز جنگ تحمیلی در سال ۱۳۵۸ عملیات تکمیلی احداث آن فرودگاه متوقف و از سال ۱۳۶۸ عملیات تکمیل احداث فرودگاه شروع و در سال ۱۳۷۰ با تکمیل باند به طول ۳۳۵۰ متر و ترمینال به مساحت ۹۰۰ متر مربع تکمیل سایر برنامه‌ها و نصب سیستم ناوبری NDB وسایر تجهیزات اولیه فرودگاهی، فرودگاه اردبیل عملیاتی شد وبا نشست هواپیمای C-130در سال ۱۳۷۰ افتتاح گردید.  درحال حاضر هفته‌ای ۶۰ پرواز در مسیر تهران-اردبیل-تهران و ۸ پرواز در مسیر مشهد-اردبیل-مشهد و پروازهای حج عمره برقرار می‌باشد، با توسعه فرودگاه و تأسیس ترمینال‌های حجاج به مساحت ۶۰۰۰ متر مربع احداث گردیده‌است. بر اساس برنامه‌ریزی و توافقات انجام یافته پرواز به استانبول ترکیه و پرواز به عتبات و سوریه، بر تعداد پروازهای فرودگاه افزوده می‌گردد.
همزمان با سفر حسن روحانی رئیس‌جمهور در ۱۱ دی ماه ۱۳۹۸ به اردبیل ترمینال جدید در مساحت ۸۱۰۰ مترمربع با هزینه‌ای بالغ بر ۶۰۰ میلیارد ریال از محل اعتبارات شرکت فرودگاه‌ها و ناوبری هوایی ایران احداث شده که گنجایش پذیرش همزمان سه پرواز را دارا می‌باشد. با افتتاح ترمینال شماره یک، ظرفیت اعزام و پذیرش فرودگاه اردبیل چهار برابر شده و از ۵۲۰ هزار نفر در سال، به ۲ میلیون و ۸۰ هزار نفر در سال ارتقا یافت. در این سفر عملیات خرید و نصب دستگاه کمک ناوبری ILS CAT II در فرودگاه اردبیل آغاز شد. اعتبار این برنامه ۴۵۰ میلیارد ریال بوده و کاهش تأخیر و ابطال پرواز در اثر شرایط نامساعد آب و هوایی را به دنبال خواهد داشت.

### حمل و نقل جاده‌ای
شهر اردبیل بر سر سه جاده مهم کشور قرار گرفته است. از شمال  جاده اردبیل-مشگین شهر شروع می‌شود که به سمت اهر و تبریز می رود و استان اردبیل و شهر اردبیل را به استان آذربایجان شرقی و مرکز آن شهر تبریز پیوند می‌دهد. همچنین جاده اردبیل به آستارا نیز از جاده‌های مهم شهر اردبیل است. از جنوب اردبیل هم، جاده۱۵ (اردبیل-سرچم) شروع می‌شود که به سمت زنجان می رود و نهایتاً در محدوده سرچم در استان زنجان، به آزادراه تبریز-زنجان متصل شده و به سمت تهران می رود.
| مسیر   | نشان | نام مسیر                  |
| ------ | ---- | ------------------------- |
| جاده۱۴ |      | اردبیل-مشگین شهر          |
| جاده۱۵ |      | اردبیل-سرچم               |
| جاده۱۶ |      | اردبیل-آستارا اردبیل-سراب |

### راه‌آهن
برنامه ساخت خط راه‌آهن میانه-اردبیل به طول ۱۸۰ کیلومتر از جنوب استان اردبیل از سال ۱۳۸۴ با پیشرفت فیزیکی ۴۴ درصد در سال ۱۳۹۲ شروع و پس از آن با ایجاد راه‌آهن اردبیل-پارس‌آباد به طول ۲۱۰ کیلومتر جهت اتصال به جمهوری آذربایجان در راستای تحقق کریدور شمال-جنوب،  درحال احداث می‌باشد.
این برنامه ۵۶ دستگاه تونل و ۳٫۵ کیلومتر پل بزرگ به عنوان یکی از سخت‌ترین جبهه‌های کاری وزارت راه و ترابری است. قرار است این برنامه در شهریور سال ۱۴۰۲ افتتاح شود.

### ترمینال
ترمینال اردبیل بزرگ‌ترین پایانه مسافربری استان اردبیل است. این ترمینال با سرویس دهی به تمامی مراکز استان‌ها و شهرستان‌های استان اردبیل توسط بیش از دوازده شرکت مسافربری از خدمات مطلوبی برخوردار است.

### تاکسی
سازمان تاکسی رانی اردبیل با تعداد کل تاکسی‌های شهر اردبیل در سال ۱۳۹۲ شامل ۳۴۳۶ دستگاه که ۱۱۵۸ دستگاه آن به صورت خطی و در ۳۱ مسیر فعالیت می‌کنند، ۳۴ دستگاه ون برای سرویس دهی مدارس، ۳۹ دستگاه تاکسی ویژه فرودگاه، ۴۳ دستگاه تاکسی ویزه بیسیم ۱۳۳، ۲۲۷۸ دستگاه تاکسی گردشی فعالیت می‌کنند.

## منطقهٔ آزاد تجاری-صنعتی اردبیل
منطقه آزاد تجاری-صنعتی اردبیل در استان اردبیل شامل شهرستان‌های اردبیل، مشگین‌شهر، خلخال، نمین، گرمی (اردبیل)، بیله سوار، پارس‌آباد در شمال غرب ایران واقع شده‌است. منطقه آزاد اردبیل، به همراه شش منطقه دیگر از استان‌های گلستان (اینچه‌برون)، ایلام (مهران)، اردبیل (اردبیل)، سیستان و بلوچستان (سیستان)، کردستان (بانه مریوان)، بوشهر (بوشهر)، کرمانشاه (قصر شیرین) در ۱۵ اردیبهشت ۱۴۰۰ در مجمع تشخیص مصلحت نظام به تصویب نهایی رسید.
استان اردبیل دارای ۳۸۰ کیلومتر مرز خشکی با جمهوری آذربایجان می‌باشد.

## خواهرخوانده‌ها
اردبیل با ۶ شهر از کشورهای مختلف جهان دارای پیوند خواهرخواندگی است.
|                  | نام کشور  | شهر خواهرخوانده |
| ---------------- | --------- | --------------- |
| مجارستان         | مجارستان  | تیساوازوری      |
| ترکیه            | ترکیه     | ارزروم          |
| ترکیه            | ترکیه     | قونیه           |
| جمهوری آذربایجان | آذربایجان | سومقاییت        |
| روسیه            | روسیه     | ساراتوف         |
| صربستان          | صربستان   | سوبوتیتسا       |
| چین              | چین       | چینگهای         |

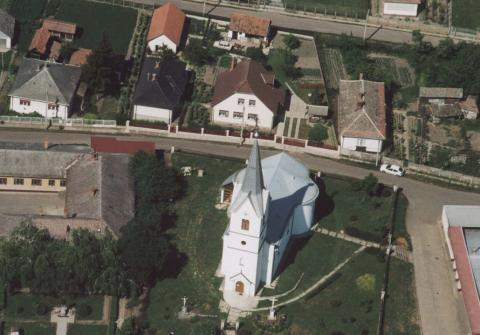
تیساوازوری مجارستان؛ از خواهرخوانده‌های اردبیل در سال ۲۰۱۱ میلادی
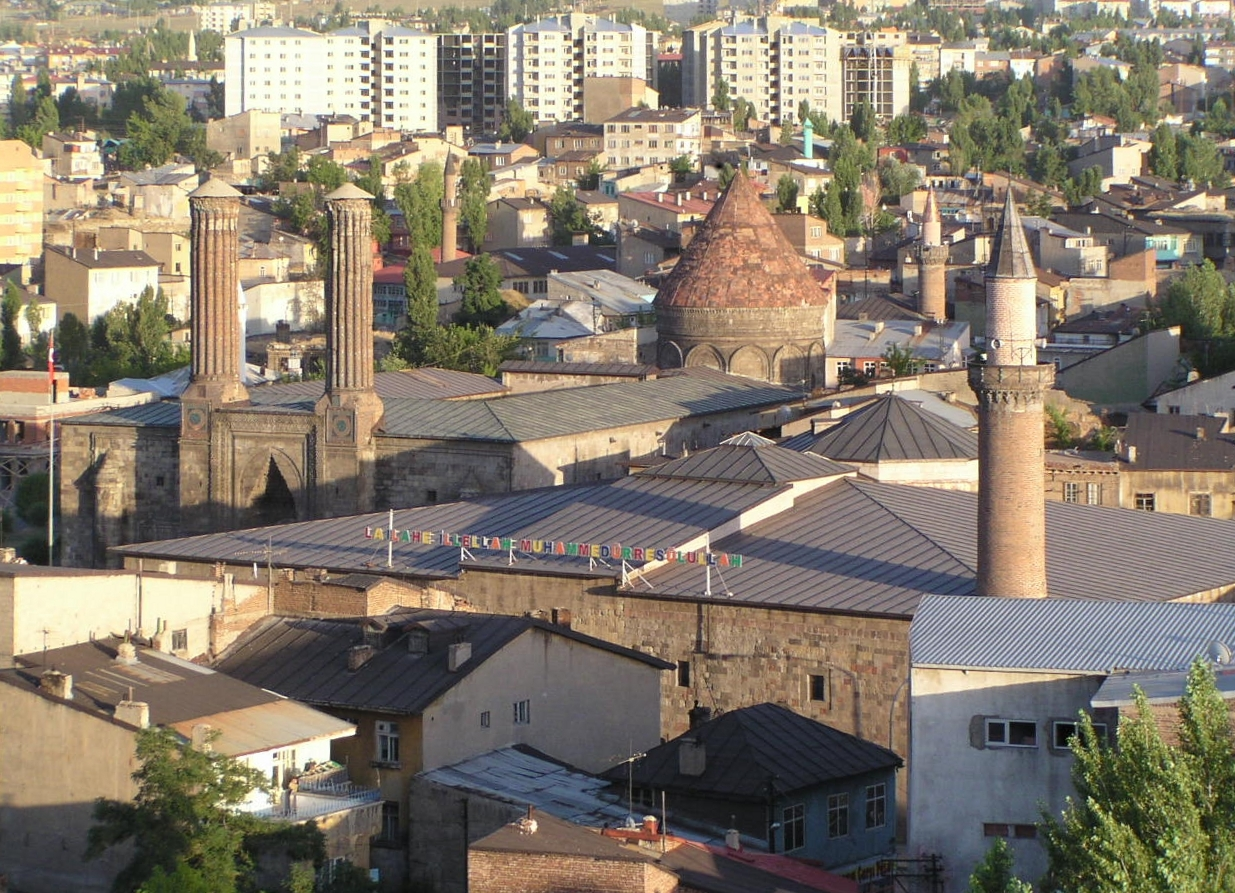
ارزروم  ترکیه؛ از خواهرخوانده‌های اردبیل در سال ۲۰۱۳ میلادی
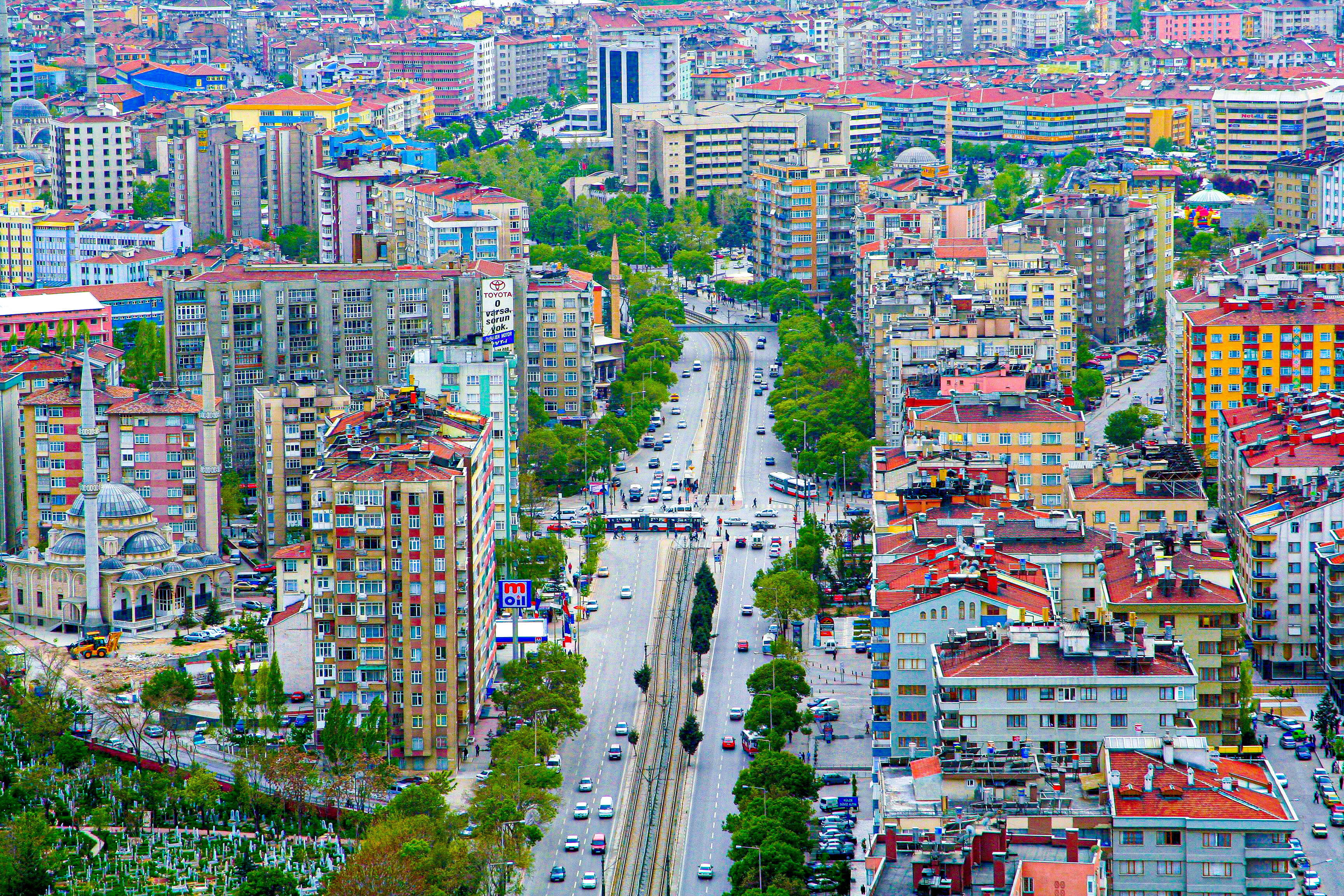
قونیه  ترکیه؛ از خواهرخوانده‌های اردبیل در سال ۲۰۱۶ میلادی
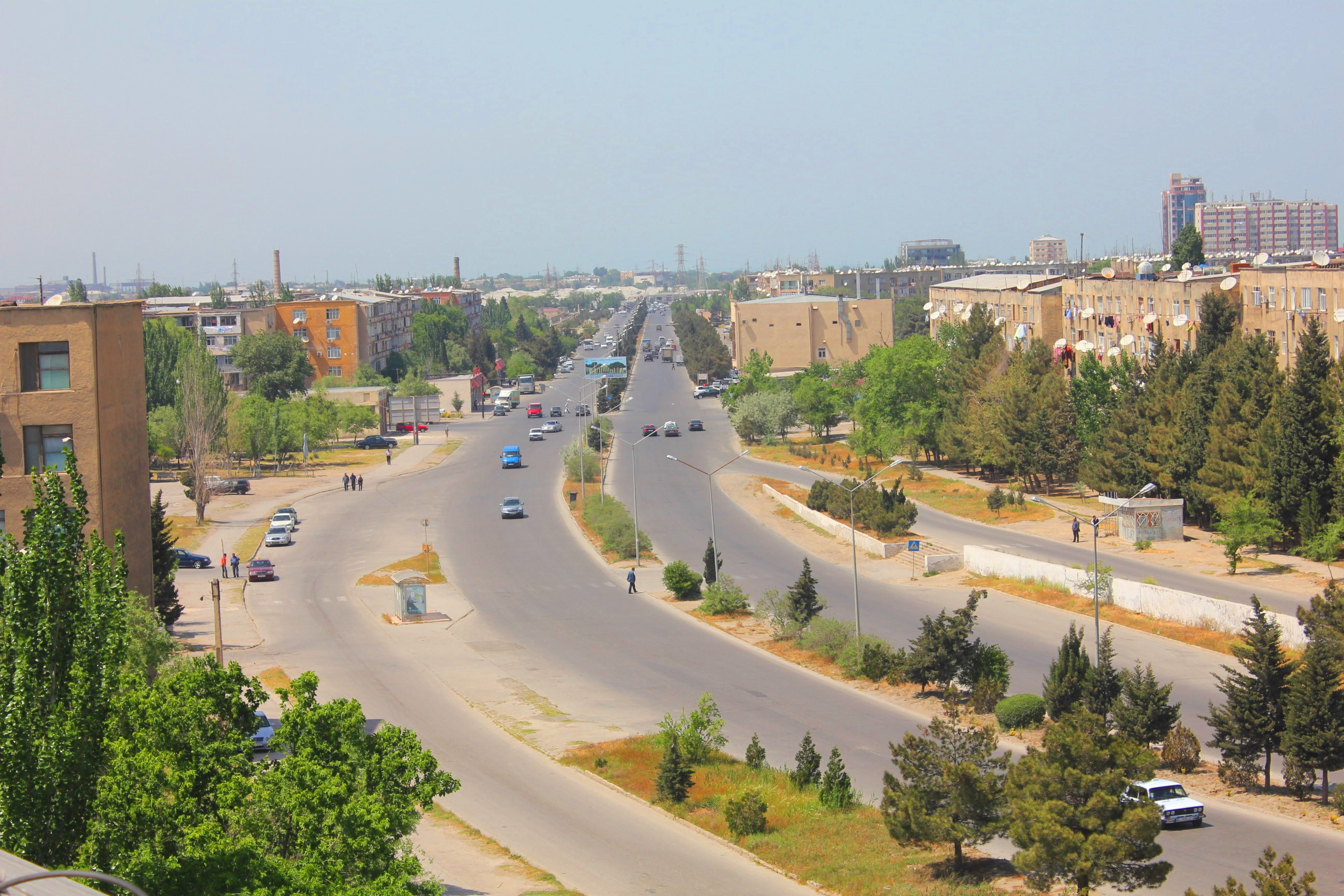
سومقاییت  آذربایجان؛ از خواهرخوانده‌های اردبیل در سال ۲۰۱۶ میلادی
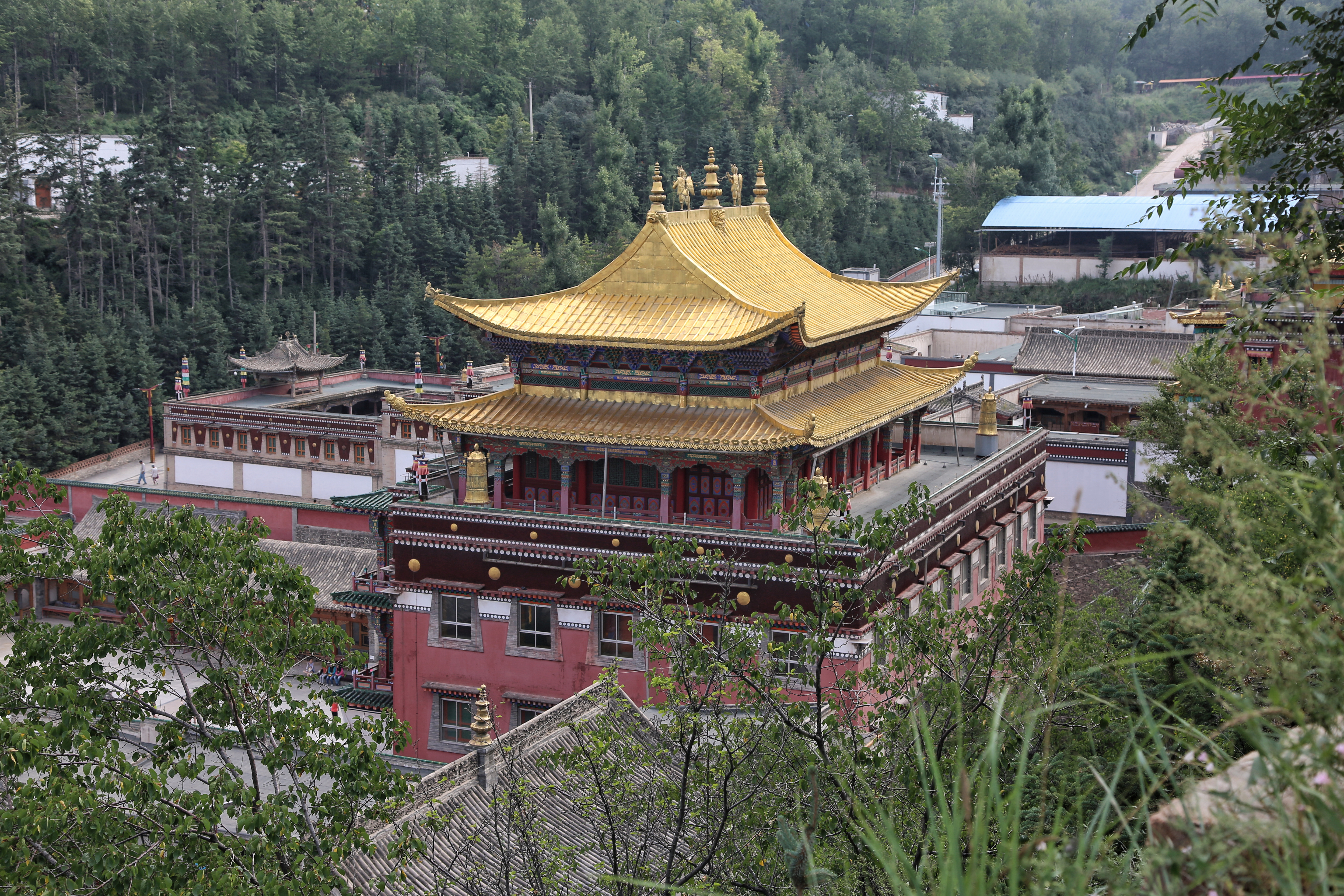
چینگهای  چین؛ از خواهر خوانده‌های اردبیل در سال ۲۰۲۳ میلادی